# أبيض
الأبيض هو لون حسب المفهوم البصري لإدراك الألوان، لكنّه بالحقيقة لا يحوي على صبغة، إذ هو مجموع كافّة الألوان في الطيف المرئي. عندما يكون التركيب الطيفي للضوء الساقط على جسم ما محفّزًا بشكل متساوٍ للأنواع الثلاثة من الخلايا المخروطية في عين الإنسان فإنّ الجسم يبدو للناظر أبيض اللون. يعدّ اللون الأبيض من الألوان كثيرة الانتشار في الطبيعة، فهو لون أشعّة الشمس، المصدر الأساسي الطبيعي للضوء على الكرة الأرضية. يتلوّن بالأبيض عددٌ من الكائنات الحيّة على وجه الأرض، بالإضافة إلى الكثير من المواد الطبيعية البيضاء مثل الثلج والقطن والسحاب والحليب والحجر الجيري وغيرها. كما يمكن تطبيق اللون الأبيض صناعيًا في الدهانات والأصبغة وغيرها.
يمثّل الأبيض في العديد من الثقافات مفهوم النقاء والبراءة، وهو رمزٌ يشير إلى الضياء بدلالة معاكسة للون الأسود الذي يدلّ على الظلمة. بناءً على بيانات من استطلاع رأي الناس في أوروبّا والولايات المتّحدة فإنّ الأبيض هو اللون الذي يترافق عادةً مع السلام والخير والأمانة والنقاء والبداية والتجدّد والحياد والكمال والإتقان. ارتدى الكهنة في مصر القديمة الملابس البيضاء كرمز على الطهارة والنقاء، كما كان ارتداء التوجة ذات اللون الأبيض دليلاً على المواطنة في روما القديمة. يعدّ اللون الأبيض مهمّاً في أغلب ديانات العالم؛ فلباس الإحرام عند المسلمين بيضاء في موسم الحج، كما يرتدي الملابس البيضاء رجال الدين في الشنتو في اليابان، وكذلك البراهمة في الهند. أمّا في الكنيسة الرومانية الكاثوليكية فيرتدي بابا الفاتيكان الرداء الأبيض كرمز على النقاء والتضحية. يكون فستان الزفاف في أغلب الثقافات ذا لونٍ أبيض كدليلٍ على البهجة والنقاء، في حين أنّه في بعض الثقافات في شرقيّ آسيا فيدلّ على الحداد. يدخل اللون الأبيض في العديد من الأعلام الوطنية، وله دلالات سياسية مختلفة حسب الشعوب. بالإضافة إلى التقليد المتّبع في بعض الدول باعتماد اللون الأبيض في المؤسّسات الحكومية كرمزٍ على العصريّة.

## التاريخ والفن والعمارة

### العصور القديمة
كان اللون الأبيض من أوائل الألوان المستخدمة في الرسومات؛ إذ يحوي كهف لاسكو في فرنسا على رسوماتٍ لثيران وحيوانات أخرى تعود إلى العصر الحجري القديم قبل حوالي فترة تتراوح بين 17-18 ألف سنة خلت، حيث جرى استخدام الكالسيت أو الطبشور أحياناً كخلفيّة للرسومات، وأحياناً للإظهار أو كلون مع الألوان الأخرى كاللون الأسود من الفحم النباتي، واللون الأصفر والأحمر من المغرّة. كان لباس الكهنة والكاهنات في مصر القديمة مكوّناً فقط من الكتّان الأبيض، والذي كان يستخدم أيضاً في لف المومياوات. كما كان التاج الأبيض (أو بالمصرية القديمة حجت) هو تاج الوجه القبلي في صعيد مصر منذ عهد ما قبل الأسرات. ولاحقاً عُرف أحد أهرام منطقة دهشور الأثرية، والذي بناه الملك أمنمحات الثاني من ملوك الأسرة الثانية عشرة باسم الهرم الأبيض.
عٌدّ اللون الأبيض أساسياً في حضارة الإغريق، حيث كانوا يرون العالم من منظار الضوء والعتمة. فقد أورد بلينيوس الأكبر في كتابه «التاريخ الطبيعي» أنّ أبيليس (القرن الرابع قبل الميلاد) وغيره من الرسّامين المشهورين في حضارة الإغريق القديمة كانوا يستخدمون أربعة ألوان فقط في لوحاتهم، وهي: الأبيض والأحمر والأصفر والأسود. كان خضاب أبيض الرصاص المصدر المستخدم كمادّة فنّية، والذي كان يحضّر بعملية مضنية ومتعبة وطويلة. كان المواطنون الرومان كافّتهم يرتدون توجة خالصة البياض، تعرف باسم toga virilis، وذلك في المناسبات الاحتفالية؛ في حين أنّ رجال القضاء وكهنة محدّدين كانوا يرتدون توجة تعرف باسم toga praetexta، وهي ذات تخطيطات أرجوانية عريضة. في عهد الإمبراطور أغسطس كان ممنوعاً على أيّ مواطن روماني أن يدخل المنتدى دون أن يكون مرتدياً توجة. وحسب الأساطير الرومانية القديمة فإنّ كاهنات الإلهة فستا، والتي كانت مهمّتهنّ حماية النار المقدّسة وبيناتس روما، كنّ يرتدين ثياباً من الكتّان الأبيض، بالإضافة إلى شال وخِمار أبيَضين؛ حيث أنّ الأبيض يرمز إلى نقائهنّ وولائهنّ وعفّتهنّ.

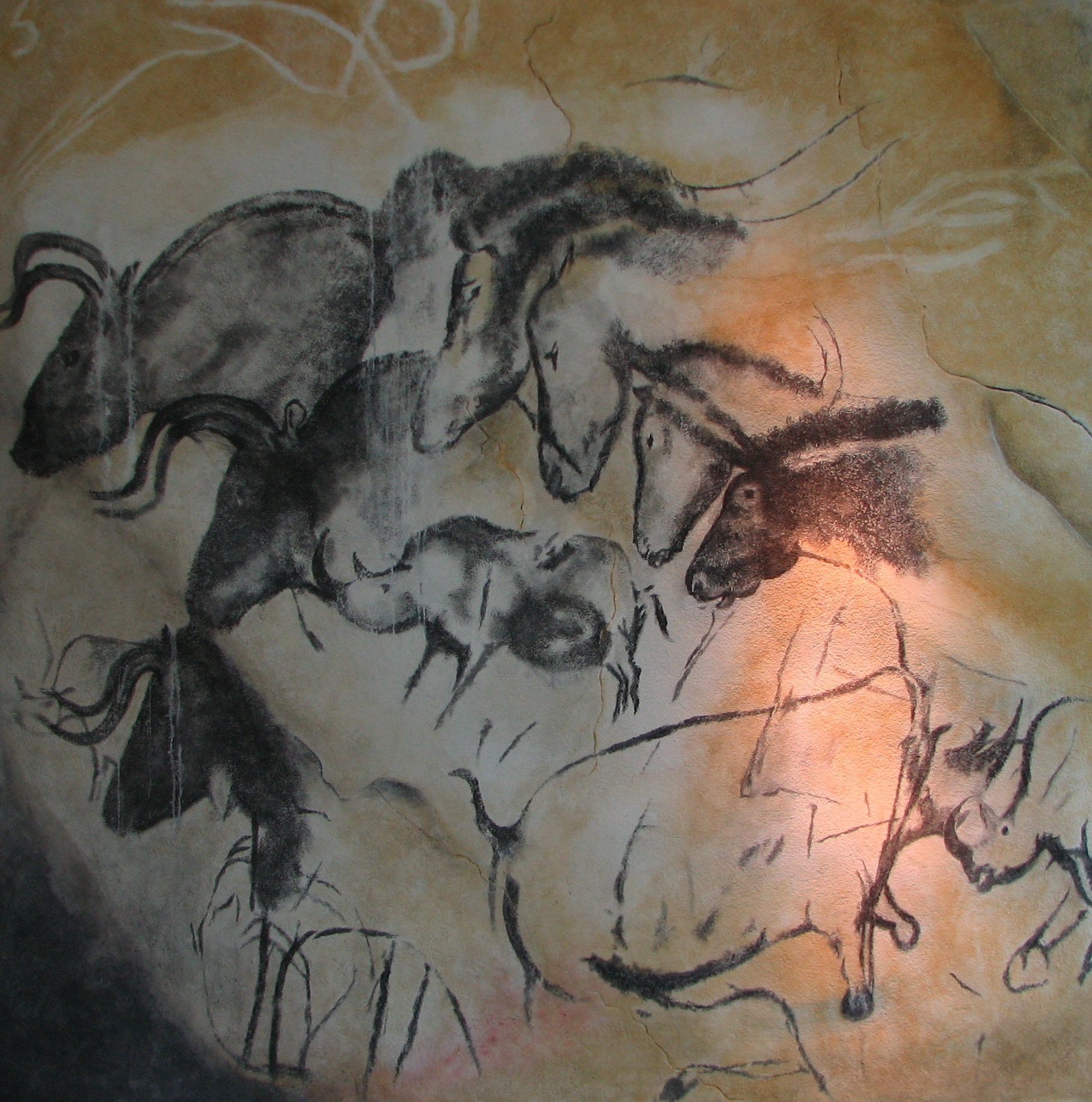
رسومات تعود إلى عصر ما قبل التاريخ (30,000 إلى 32,000 ق.م) موجودة في كهف شوفيه في فرنسا.
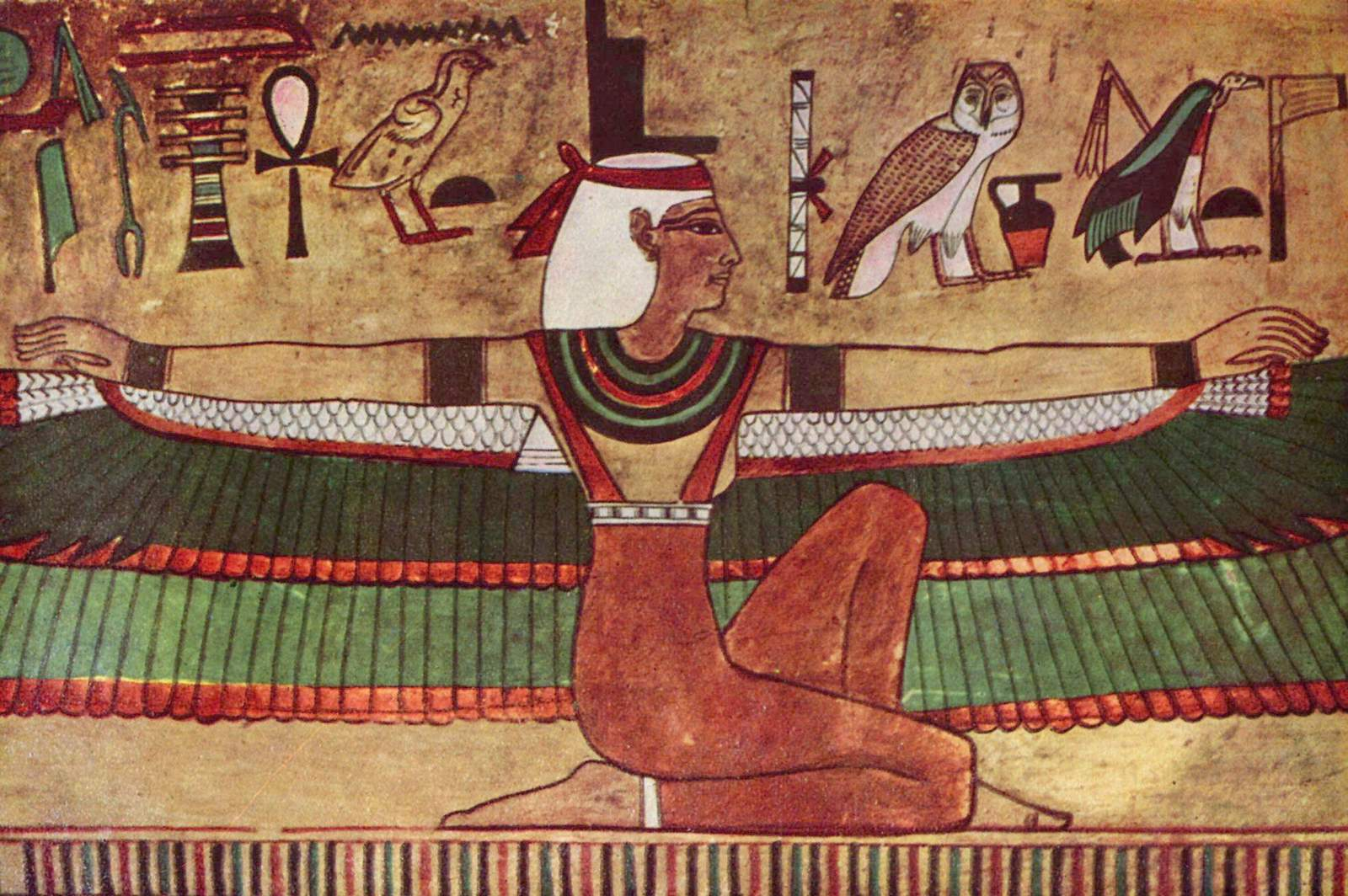
لوحة تصويرية تمثّل الإلهة المصرية القديمة إيزيس (1380–1385 ق.م)، حيث كان الكهنة المصريون يرتدون الكتان الأبيض.
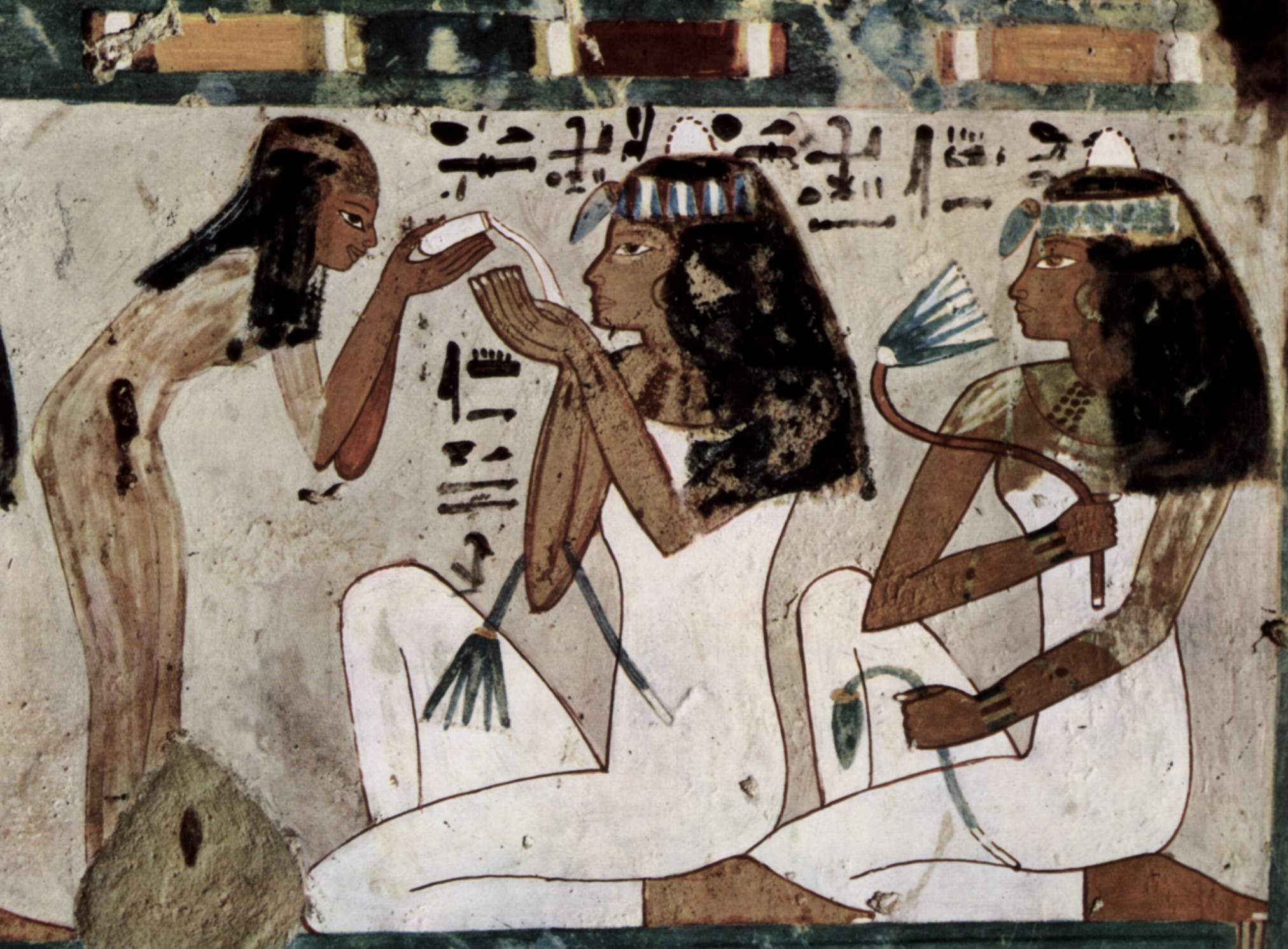
رسمٌ لنسوةٍ يرتدين البياض عثر عليه في قبر (1448–1422 ق.م)
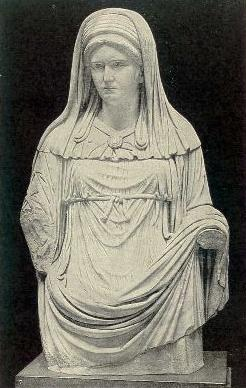
تمثال فستال العذراء مرتدية بالا ووشاحاً ذا لون أبيض.

### العصور الوسطى
في العصور الوسطى التي تعرف فنّياً في أوروبّا باسم «التاريخ ما بعد الكلاسيكي» كان اللون الأبيض مرتبطاً بالاعتقاد المسيحي، فقد وصف يوحنا المعمدان المسيحَ على أنّه حمل الله؛ لذلك كان الحَمْل الأبيض محور أغلب اللوحات الفنّية الشهيرة في ذلك العهد، ومنها لوحة تقديس الحمل للفنان يان فان إيك. كما كان اللون الأبيض رمزاً لتجلّي المسيح، فقد ورد وصف ملابس المسيح في إنجيل مرقس على أنّها ساطعة ناصعة البياض كالثلج؛ لذلك أظهر الفنّانون مهارتهم الفائقة في تبيان بياض تلك الثياب في لوحاتهم، ومنهم فرا أنجيليكو الذي عمد إلى توكيد الثياب البيضاء باستخدام خلفية ذهبية فاتحة على شكل هالة لوزية الشكل. بالإضافة إلى ذلك كان وجود أحادي القرن الأبيض شائعاً في لوحات ذلك الزمان، وفي المخطوطات وقماش النجود، إذ كان رمزاً للنقاء والعفّة، وهي السمات التي تميّز العذارى، ولذلك كان يصوّر غالباً في حضن مريم العذراء.
نادراً ما كان الفنّانون في فترة التاريخ ما بعد الكلاسيكي يخلطون الألوان، لكنّ الأمر اختلف في عصر النهضة، إذ أنّه وبناء على نصيحةٍ من عالم الإنسانيات ليون باتيستا ألبيرتي، شرع الفنانون بمزج ألوانهم باللون الأبيض لجعلها أكثر نصوعاً وضياءاً؛ ولذلك السبب كانت لوحة الألوان في عصر النهضة أكثر سطوعاً.
كان لغرق السفينة البيضاء نقطة محورية في تاريخ إنجلترا، إذ كان على متنها الأمير ويليام أديلين، وهو الوريث الشرعيّ الوحيد للملك هنري الأول؛ وقد أدّت وفاته إلى أزمة في الخلافة الملكية وحرب أهلية عُرفت باسم الحرب اللاسلطوية بعد وفاة والده الملك هنري الأول دون أن يكون له وريث شرعي ليتولّى الحكم من بعده. وفي حرب الوردتين في بريطانيا في القرن الخامس عشر، كانت وردة يورك البيضاء رمز وشعار النبالة لأسرة يورك، أحد طرفيّ النزاع.

### التاريخ الحديث
كان اللون الأبيض في العصور المبكّرة من التاريخ الحديث لون الحزن والحداد، إذ كانت تلبسه أرامل ملوك فرنسا حتى عهد آن دوقة بريتاني في القرن السادس عشر. كما كان التونيك الأبيض والمرفق بمعطف فضفاض أحمر اللون رداء الفرسان في تلك العصور كرمز على رغبتهم في التضحية بدمائهم فداءً للملك أو الكنيسة.

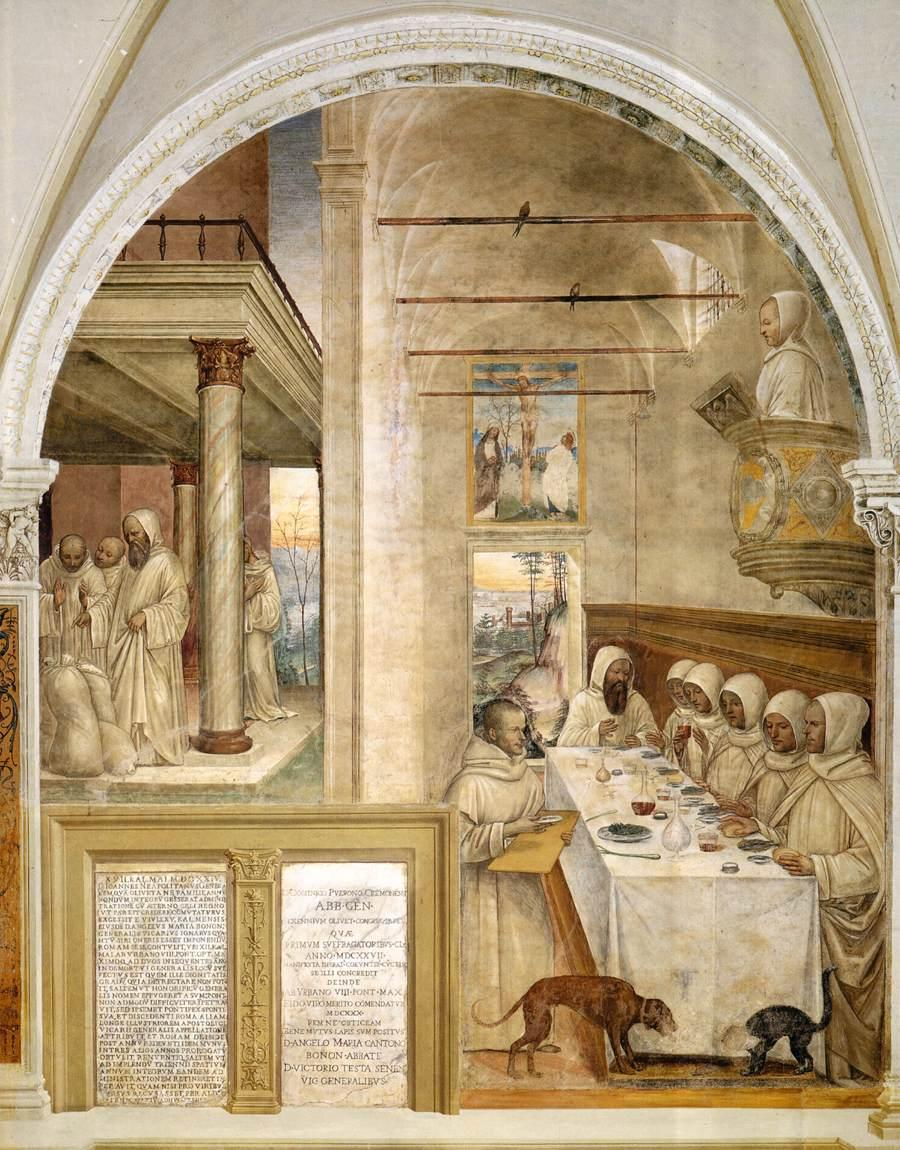
ارتدى الرهبان البندكتيون (حوالي 480–542م) ثياباً بيضاء أو رمادية من الصوف غير المصبوغ كما هو واضح في لوحة الفنان إل سودوما (1504م) عن حياة الرهبنة البندكتية.
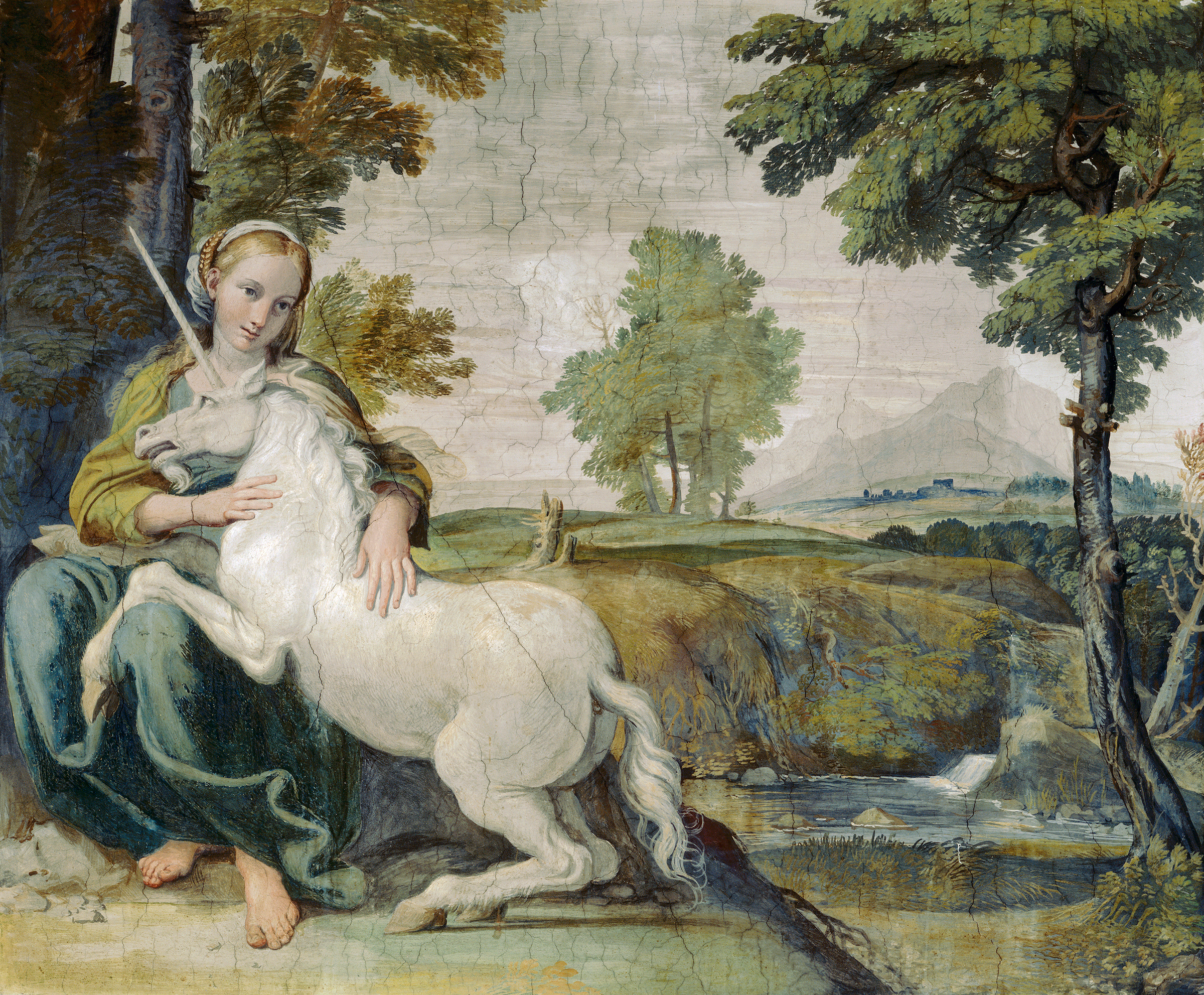
كان أحادي القرن الأبيض كثير الظهور في لوحات القرون الوسطى رمزاً للعذرية والطهارة. يظهر في لوحة الفنان دومنيكينو (حوالي 1602م) أحادي القرن بين يدي فتاة جالسة بالقرب من جذع شجرة.
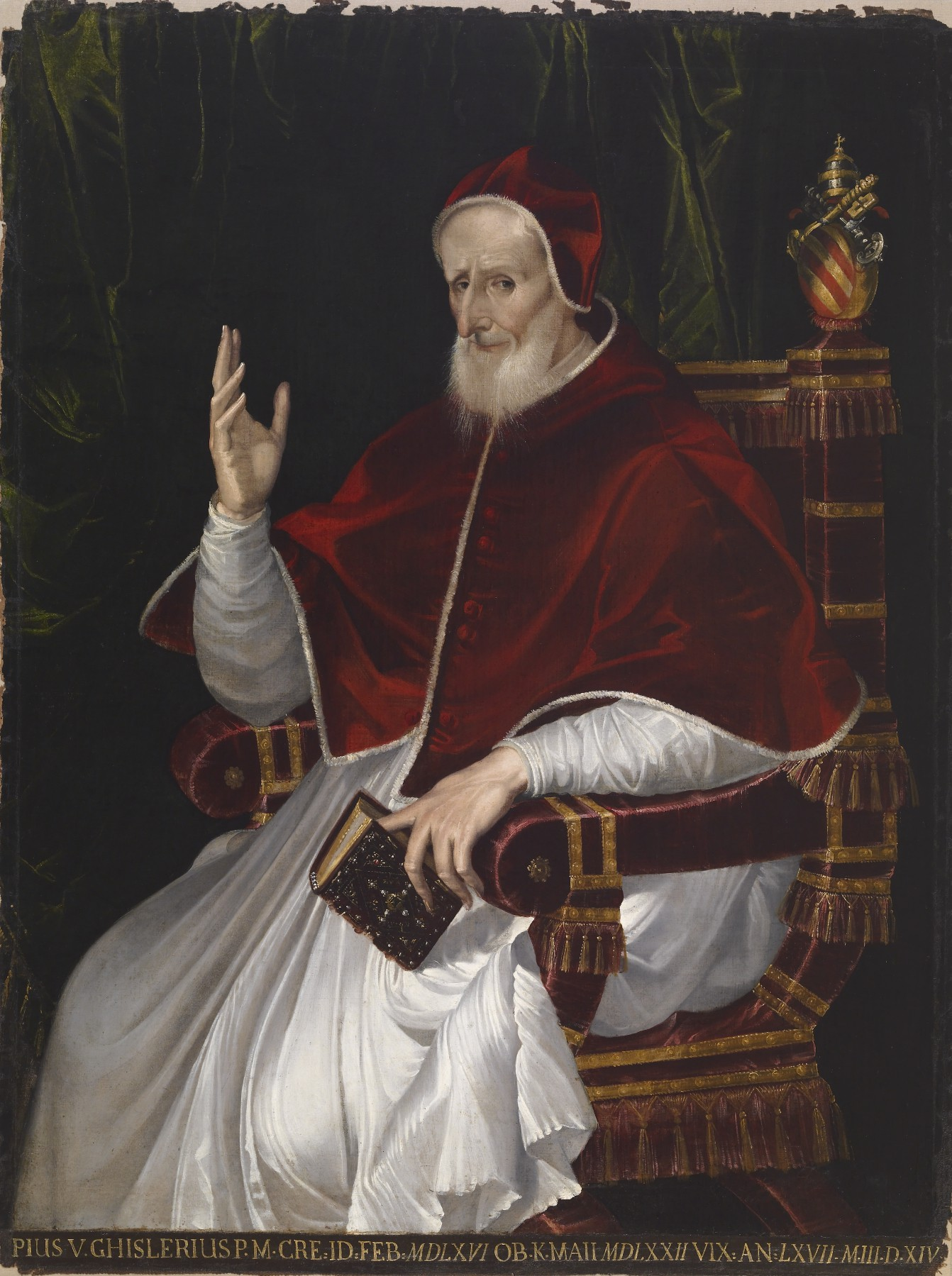
في عهد البابا بيوس الخامس (1504–1572) أصبح الأبيض هو اللون الرسمي للبابوية الكاثولوكية.
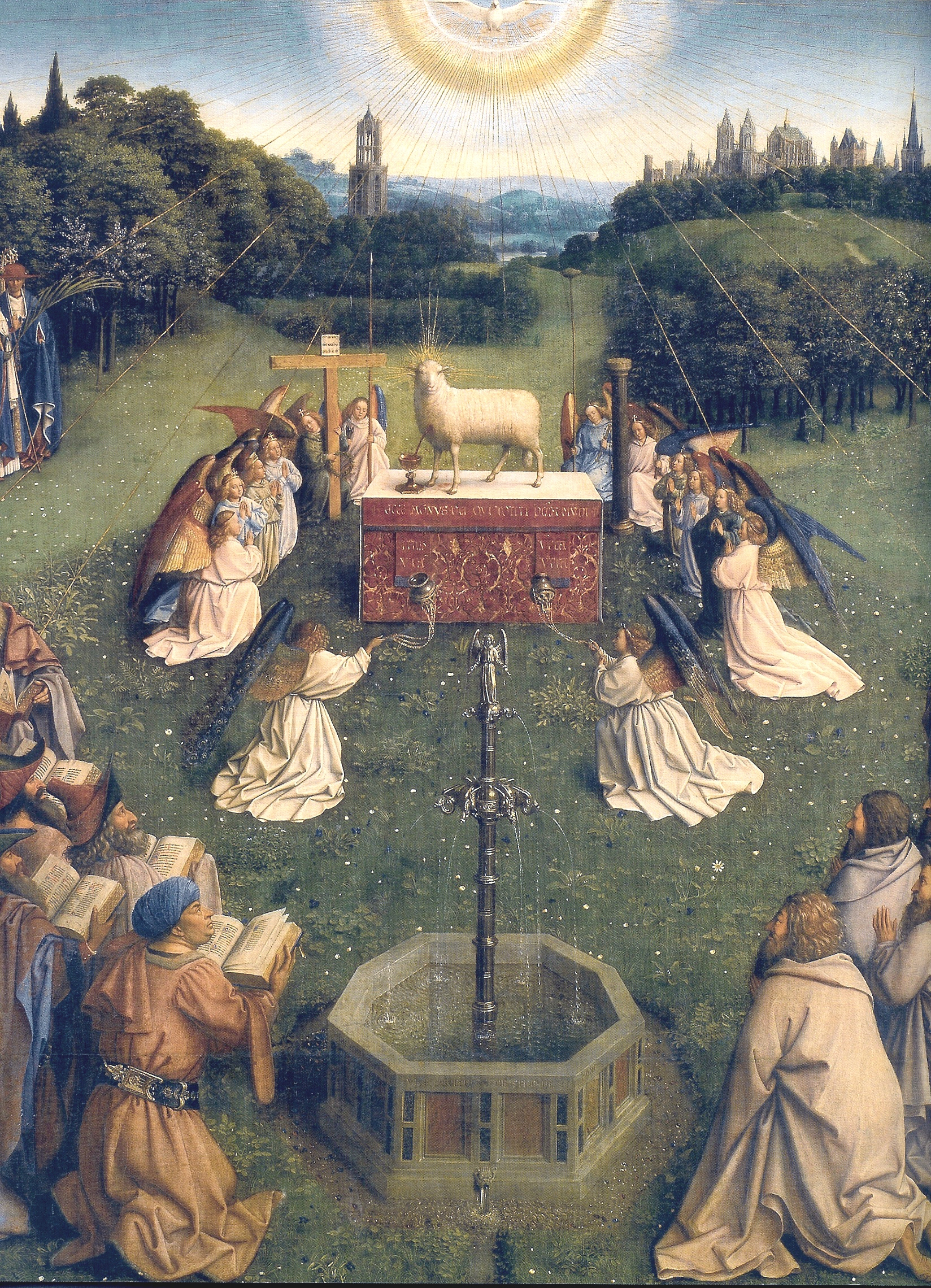
الحمل الأبيض في لوحة تقديس الحمل (1432) للفنان يان فان إيك.
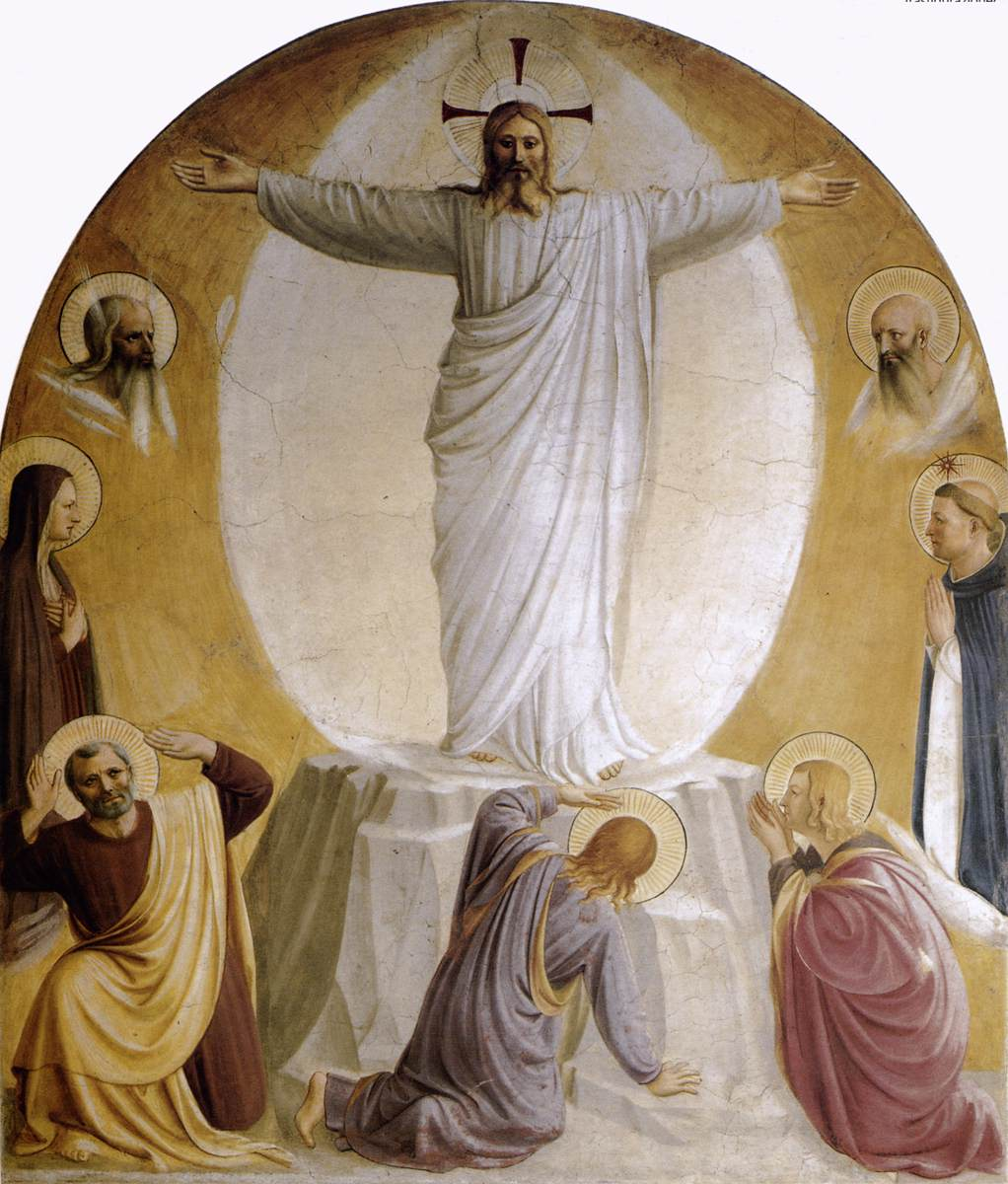
لوحة تجلّي المسيح للفنان فرا أنجيليكو (1440–1442).
لوحة "سيدة مع قاقم أبيض" للفنان ليوناردو دا فينشي (1490). يعدّ القاقم الذي يكتسي عادةً بالفرو الأبيض شتاءً رمزاً للنبالة، إذ كان يعتقد أنه يفضَل الموت على السماح لفروه الأبيض أن يتوسّخ.
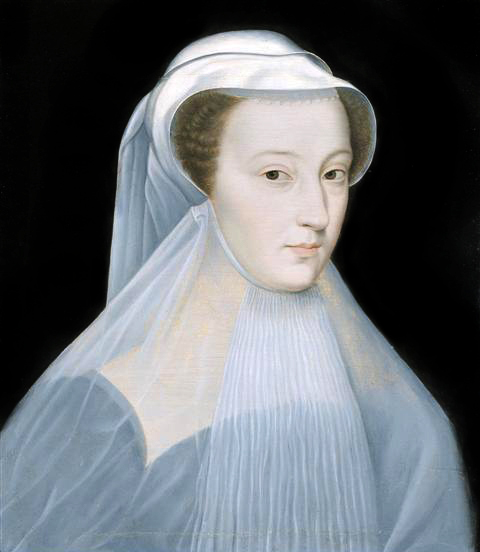
لوحة تمثّل ماري ستيوارت مرتدية البياض حداداً على زوجها فرانسوا الثاني ملك فرنسا المتوفّى سنة 1560.
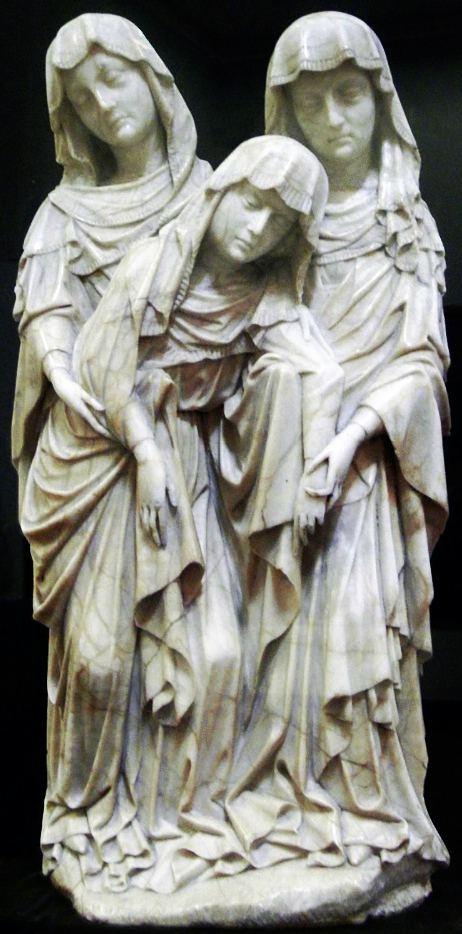
تمثال من المرمر للماريّات الثلاثة في متحف وارسو (1450).

كان اللون الأبيض هو اللون السائد في الزخرفات الداخلية الهندسية في فترة الباروك، وخاصّة في طراز روكوكو الذي انتشر في القرن الثامن عشر. بالإضافة إلى اختياره كلونٍ في تصميم المباني، كان الأبيض في تلك الفترة من الألوان المنتشرة في الملابس أيضاً. فبعد الثورة الفرنسية أصبح اللون الأبيض (blanc cassé) موضةً في زيّ النساء، وذلك بشكل يشبه الثياب المرتداة أثناء عهد الإغريق والرومان. وبسبب التصميم الكاشف للبدن نوعاً ما لتلك الملابس كان يطلق على النسوة اللواتي ترتدينه اسم les merveilleuses (المدهشات) من رجال ذاك العصر. كما كان اللون الأبيض هو اللون السائد للملابس الداخلية سواء للرجال أو النساء في القرنين الثامن عشر والتاسع عشر، ولم يكن من المتصوّر استخدام ألوان أخرى مختلفة عنه وذلك بسبب أسلوب غسل الملابس آنذاك المعتمد على الغلي الذي سيجعل الأصبغة المتوفرة آنذاك تنحلّ، ممّا سيجعل الألوان باهتة، ولذلك كان الكتّان الأبيض هو الشائع في تلك الملابس، والتي كانت عندما تهترئ تجمع وتعالج وتستخدم لأغراض الكتابة. رسم الفنان جيمس مكنيل ويسلر، الذي عاش في القرن التاسع عشر وتأثّر بالانطباعيين الفرنسيين، سلسلةً من اللوحات ذات عناوين موسيقية استخدم فيها الألوان لخلق الأحاسيس بشكل مشابه للمؤلّفين الموسيقيين عند تأليف موسيقاهم. ففي لوحة «سيمفونية بالأبيض رقم 1 - الفتاة البيضاء»، والتي رسم فيها عشيقته جوانا هيفرنان، استخدم ويسلر اللون الأبيض برفقة ألوان رقيقة ليصوّر البراءة والرهافة ولحظة من عدم اليقين.

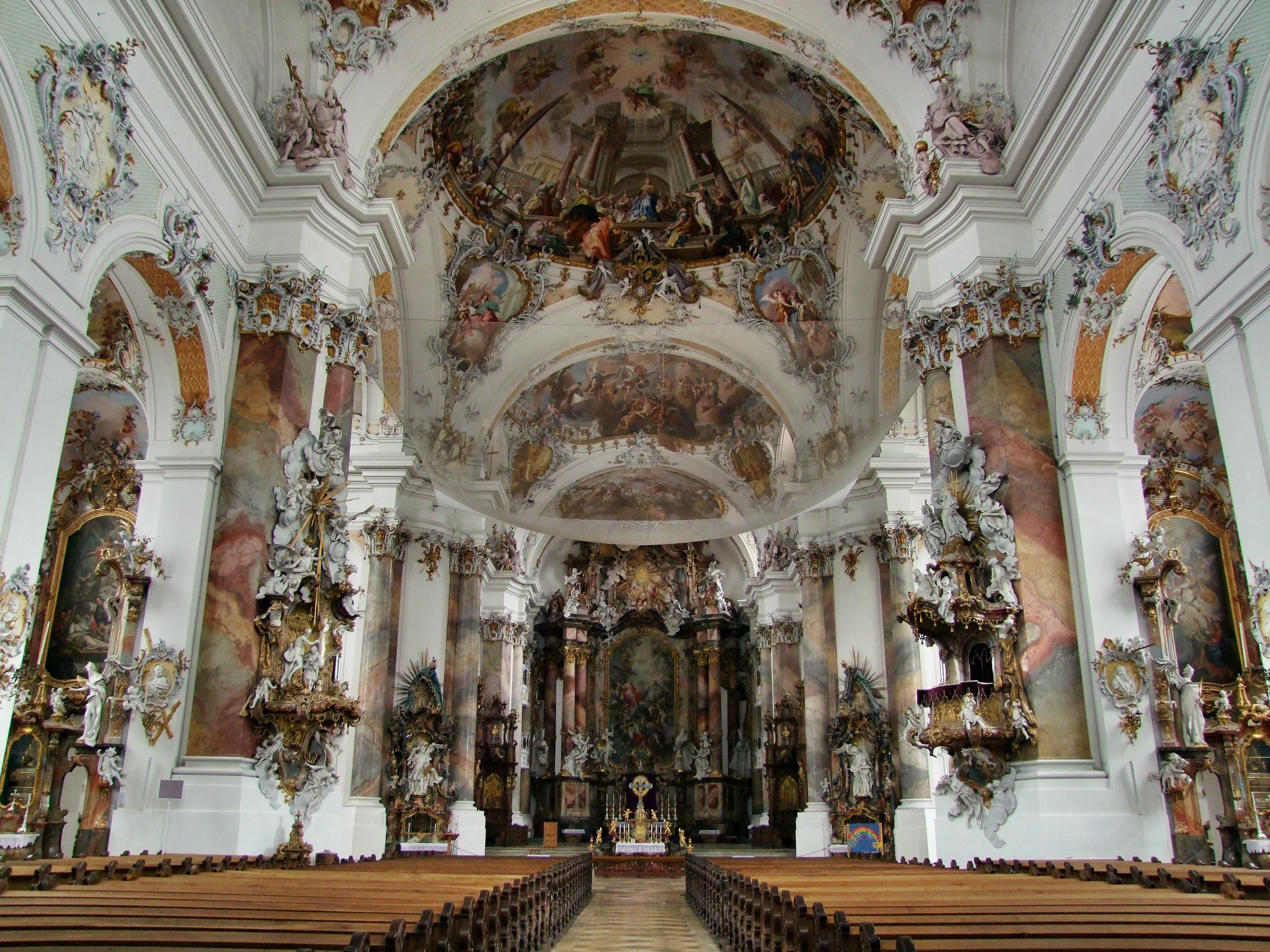
تصميم داخلي ذو لون أبيض من طراز روكوكو يعود إلى القرن الثامن عشر داخل دير أوتوبويرن في ولاية بافاريا الألمانية.
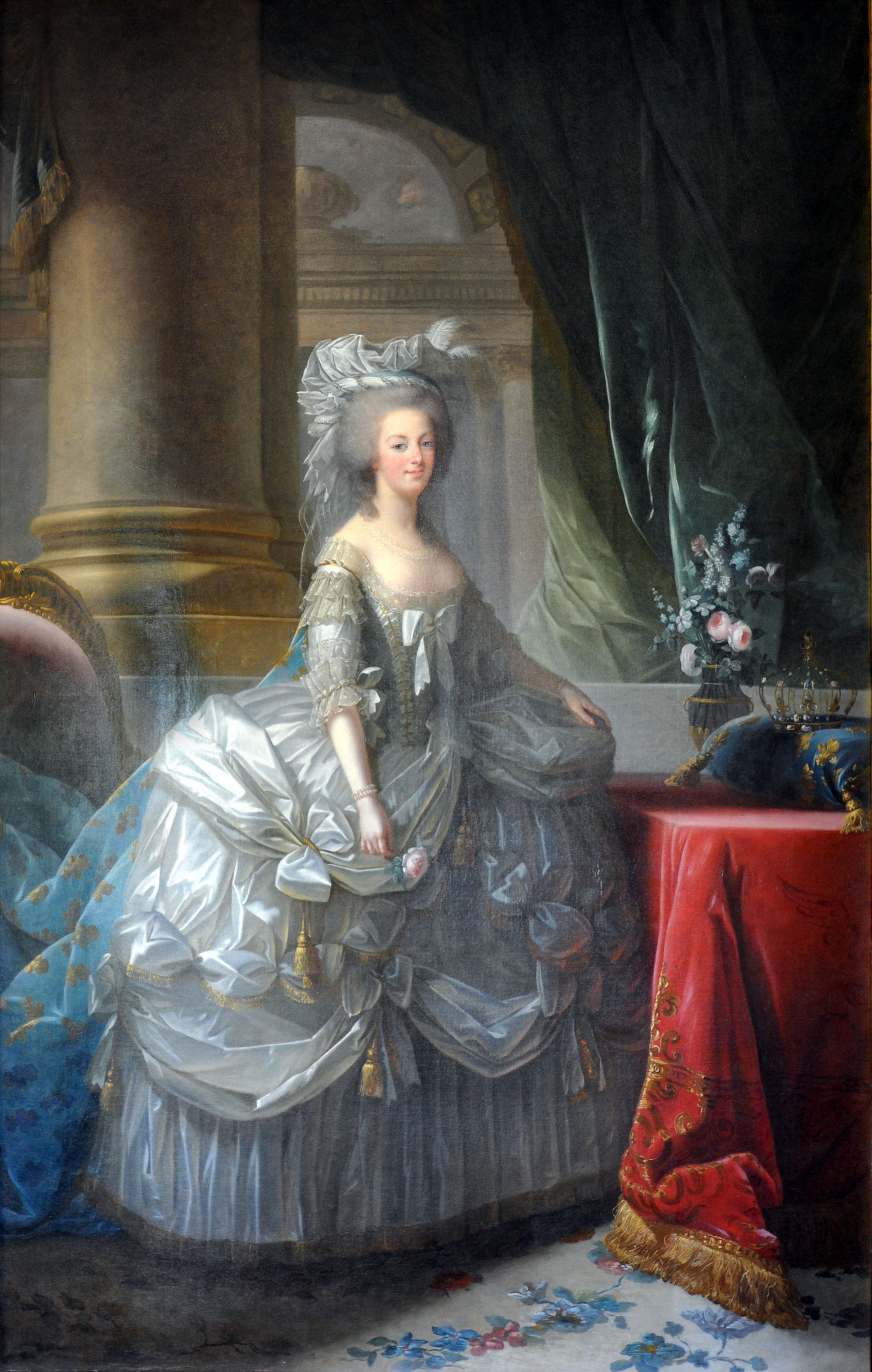
ماري أنطوانيت مرتدية فستان سهرة أبيض اللون، لوحة من رسم إليزابيث لويز فيغ لوبرون سنة 1783.
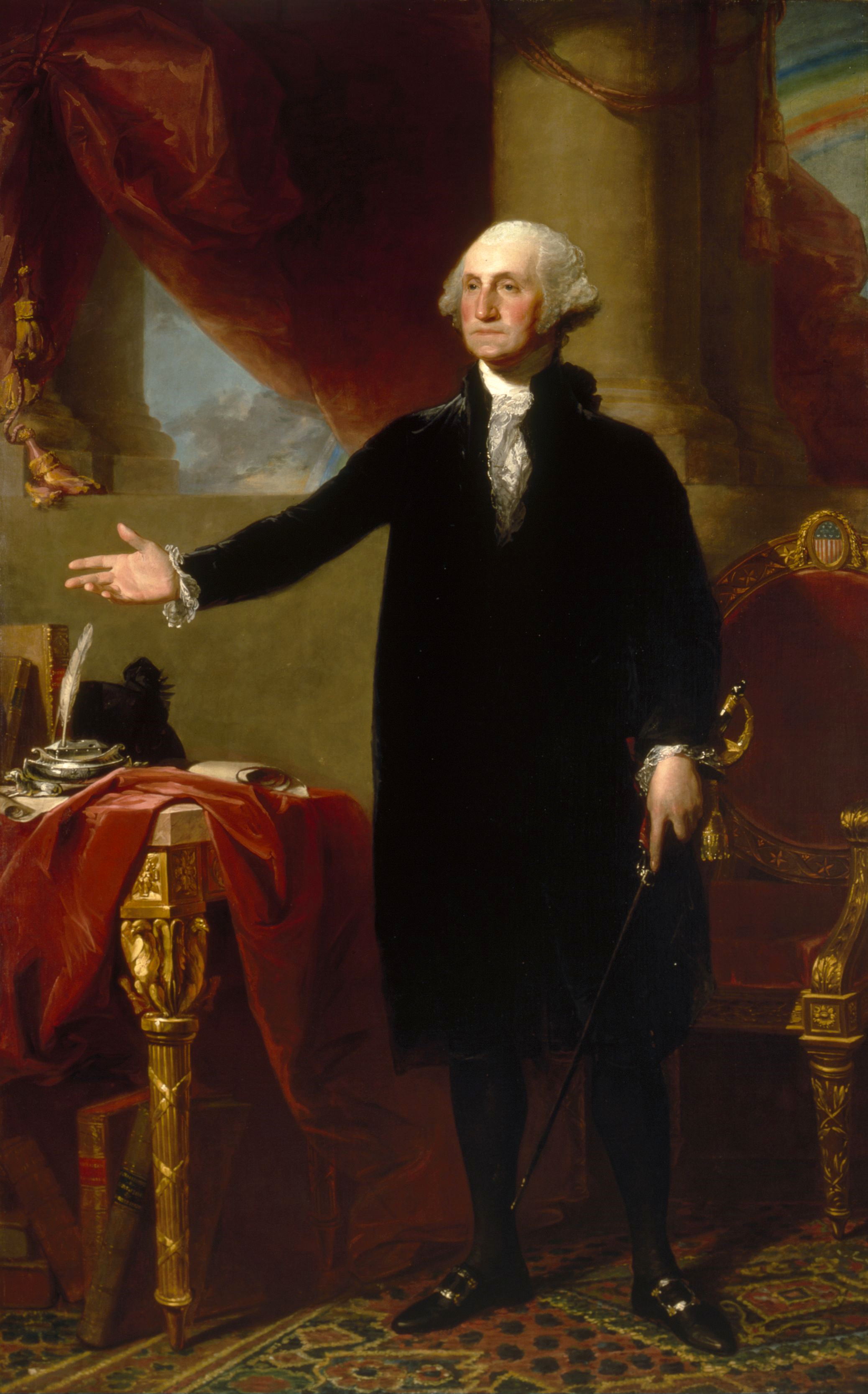
لوحة للرئيس الأمريكي جورج واشنطن وعلى رأسه باروكة بيضاء، وهو تقليد ساد بين أوّل خمسة رؤوساء في الولايات المتّحدة بارتداء بذلة داكنة وباروكة بيضاء في المناسبات الرسمية.
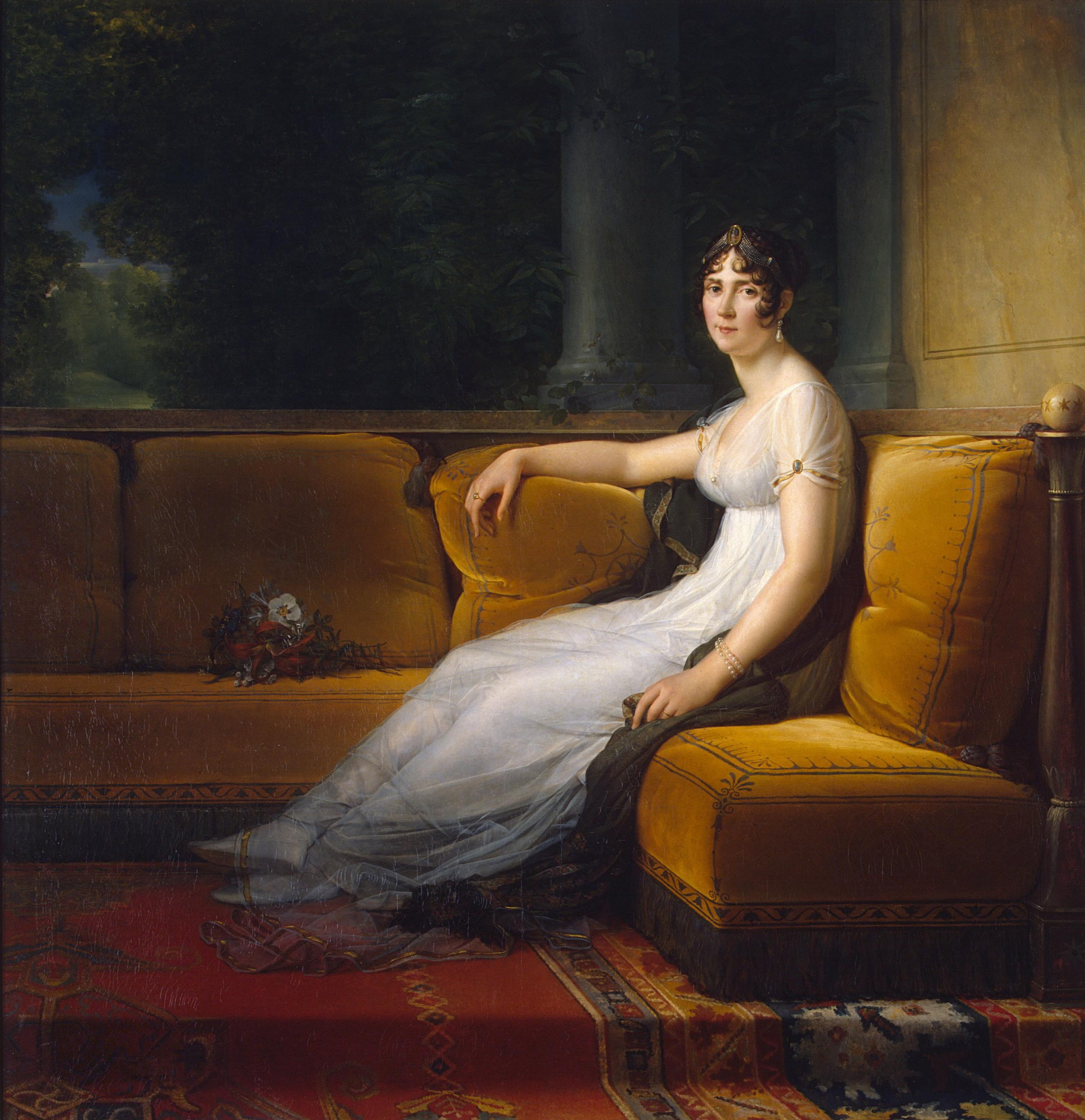
لوحة تصوّر جوزفين في زيّ امبراطوري تقليدي مماثل لطراز ملابس الرومان القدماء؛ وهي من رسم فرانسوا جيرار سنة (1801).
لوحة "سيمفونية بالأبيض رقم 1 - الفتاة البيضاء" للرسام جيمس مكنيل ويسلر (1862)
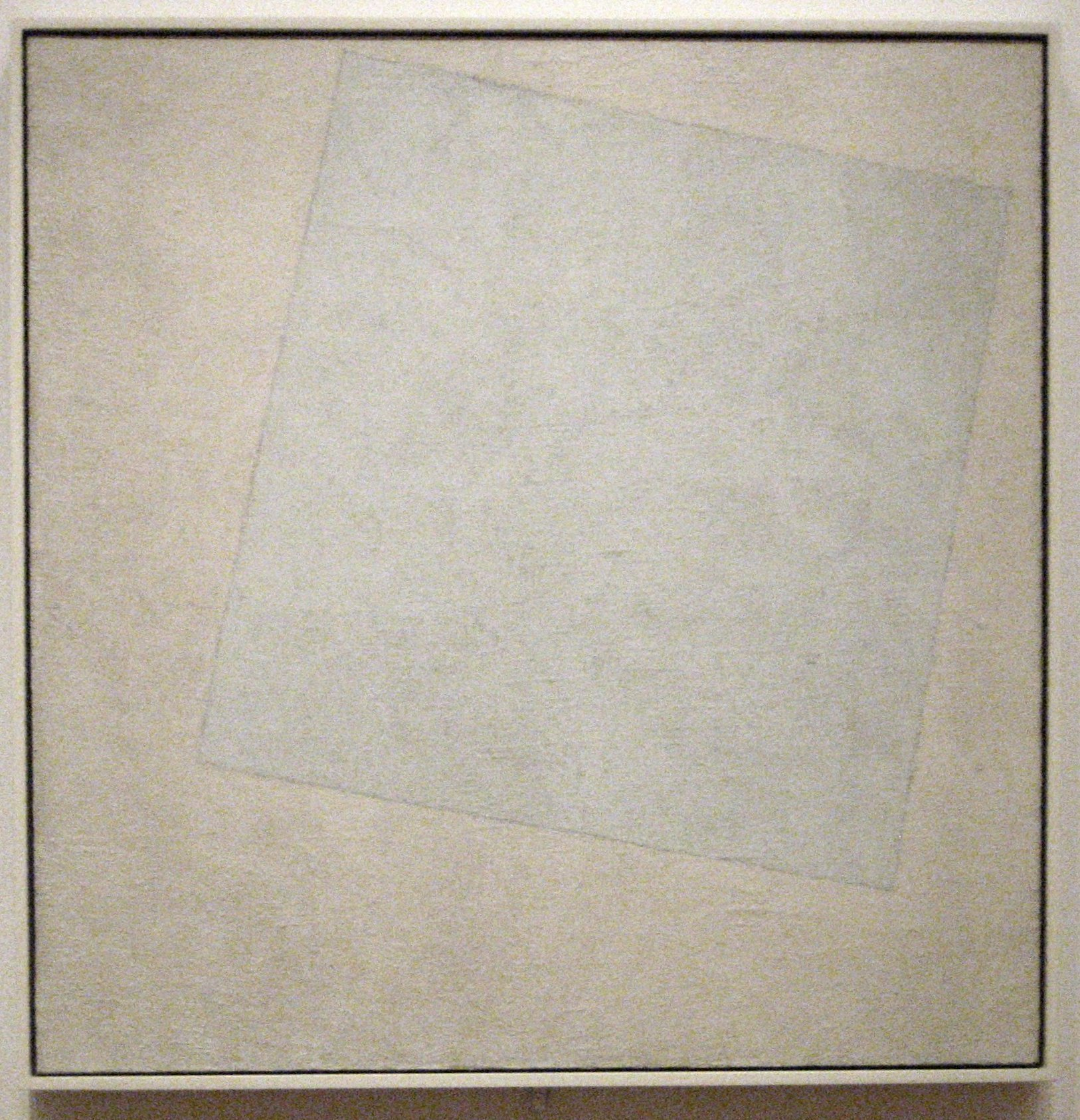
"أبيض على أبيض" لوحة للفنان كازيمير ماليفيتش (1917)، موجودة في متحف الفن الحديث في نيويورك.

تقبّل الفنّانون المعاصرون فكرة استخدام الأبيض بشكل مطلق، فاستخدمه الفنّان كازيمير ماليفيتش بأبسط أشكاله في لوحته «المربع الأبيض» سنة 1917، وذلك كلوحة رديفة لعمله السابق «المربع الأسود». كما قام الفنّان الهولندي بيت موندريان بعمل شيءٍ مماثل، حيث أنّ واحدة من أشهر لوحاته عبارة عن خيش أبيض مجرّد، تشوبه شبكةٌ من الخطوط الأفقية والعمودية السوداء، مع وجود مستطيلات ذات ألوان أولية.

### العمارة
استُخدم اللون الأبيض في العمارة منذ القدم في بناء دور العبادة والقصور والمباني الحكومية في كثير من البلدان. يعدّ معبد بارثينون من الأمثلة الشهيرة على العمارة البيضاء في عهد الإغريق، وكذلك عدد من المنتديات الرومانية التي كان يكسوها الرخام الأبيض عادةً، مع العلم أنّ البعض من تلك الأبنية القديمة كان يطلى بلون أبيض ساطع أحياناً. ذكر فنان عصر النهضة الإيطالي ليون باتيستا ألبيرتي أنّ الكنائس من الداخل يجب أن تكون باللون الأبيض، لأنّه اللون المناسب الوحيد للتفكّر والتأمّل. واتّبع ذلك النهج الكنائس الكالفينية في هولندا، بالإضافة إلى الكنائس البروتستانتية في الولايات المتّحدة، حتّى أصبح تقليداً متّبعاً في العمارة الكلاسيكية الجديدة أن يكون اللون الأبيض هو السائد داخل وخارج دور العبادة والمباني الحكومية.
استساغ المهندسون المعاصرون أيضاً فكرة تطبيق اللونين الأبيض والأسود، مثل لو كوربوزييه (1887–1965)، والذي أبرز في تصاميمه للمنازل مفهوم الهدوء والقوة، وذلك باستخدام الإسمنت المسلح والفولاذ دون زركشات، معتمداً على ألوان بسيطة مثل الأبيض. انتهج ريتشارد ماير نهج كوربوزييه، حيث أنّ أغلب تصاميمه الهندسية بيضاء اللون.

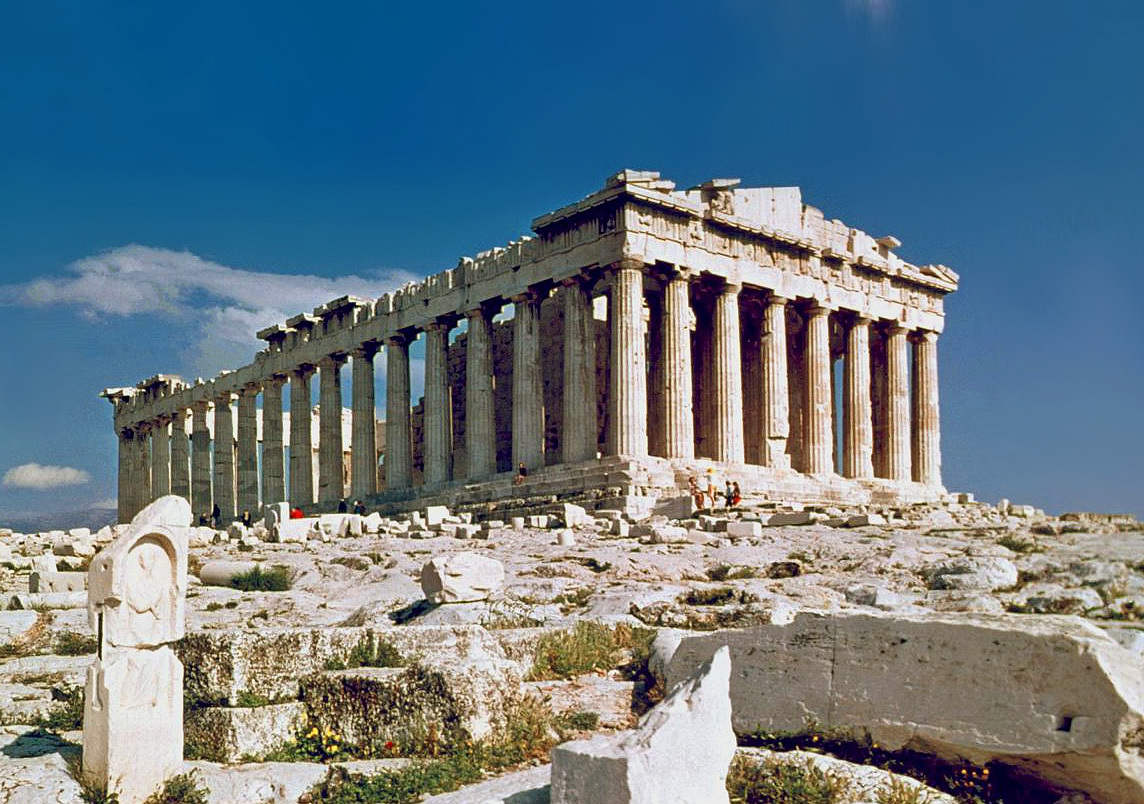
معبد بارثينون في أثينا.
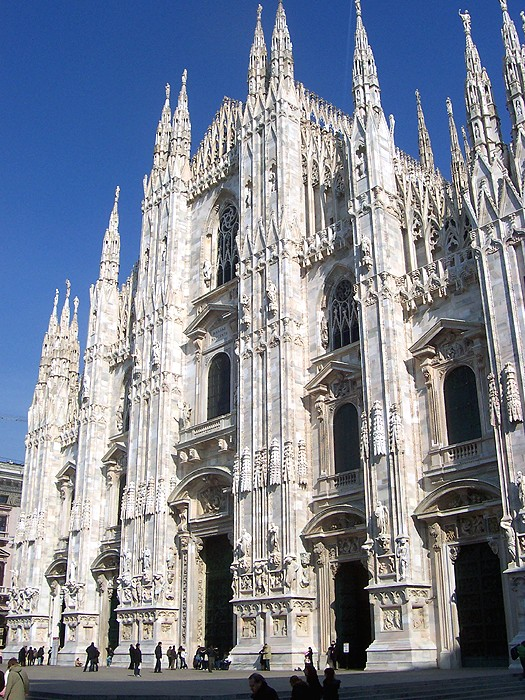
كاتدرائية ميلانو، أكبر كنيسة في إيطاليا، وثالث أكبر كنيسة في العالم
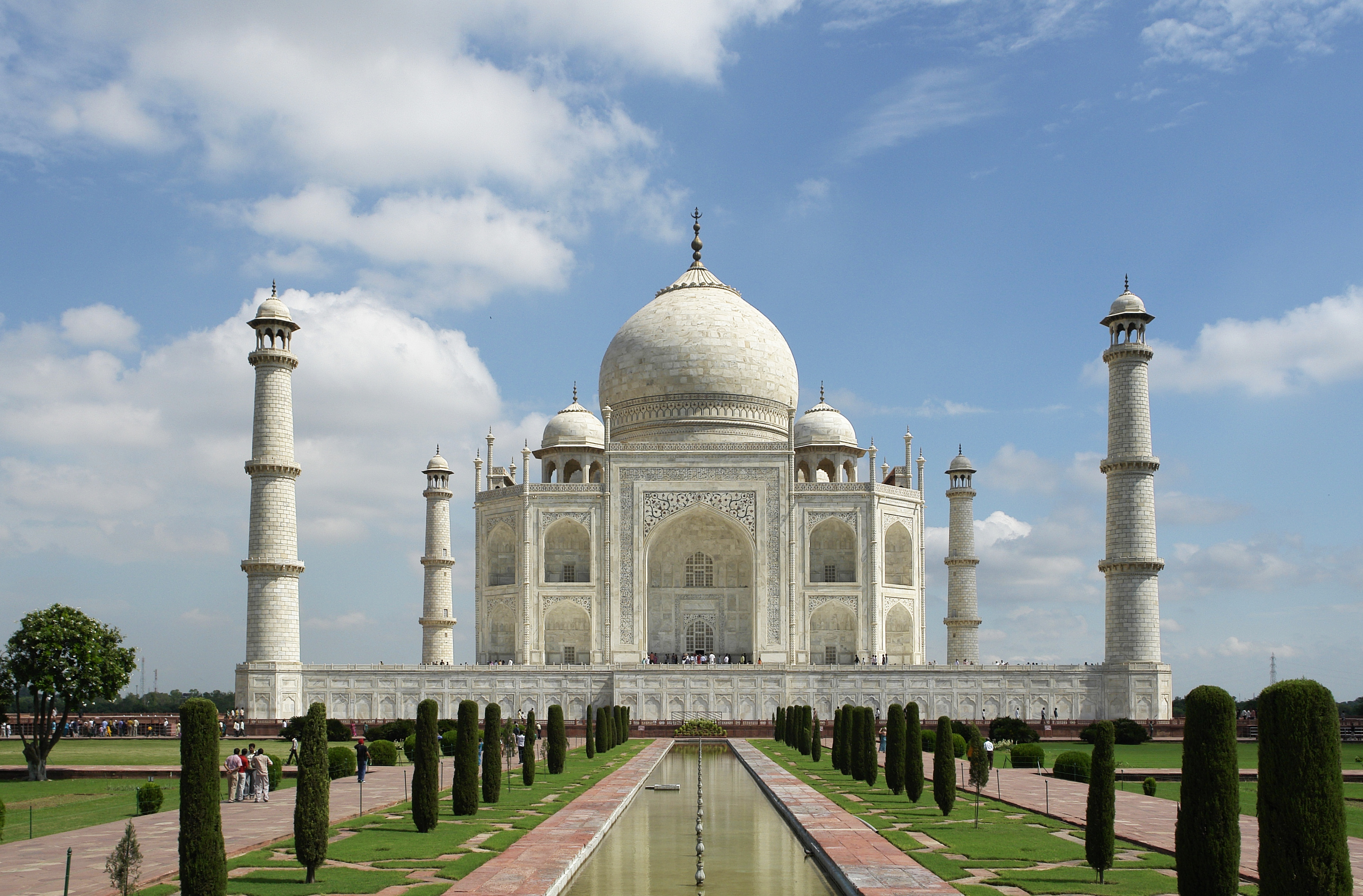
تاج محل في الهند يكسوه الرخام الأبيض.
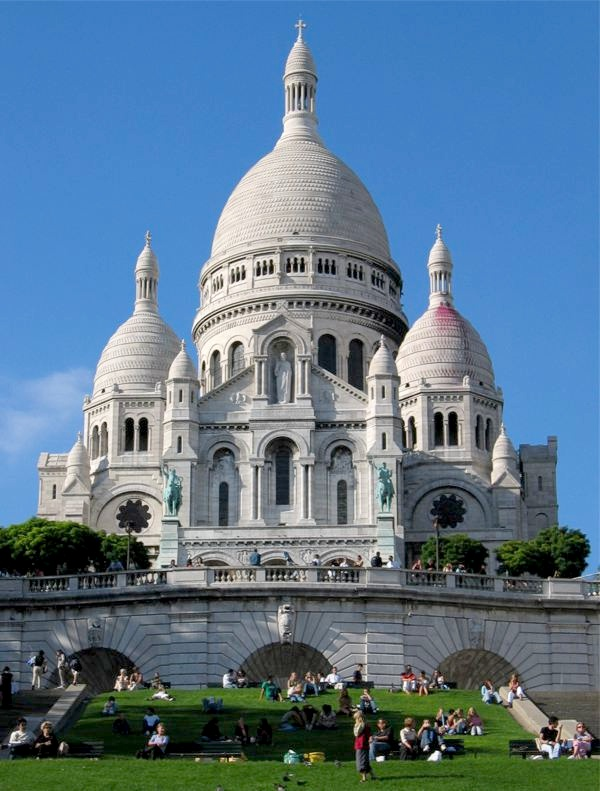
كنيسة الساكري كور في مونمارتر في باريس (1919)
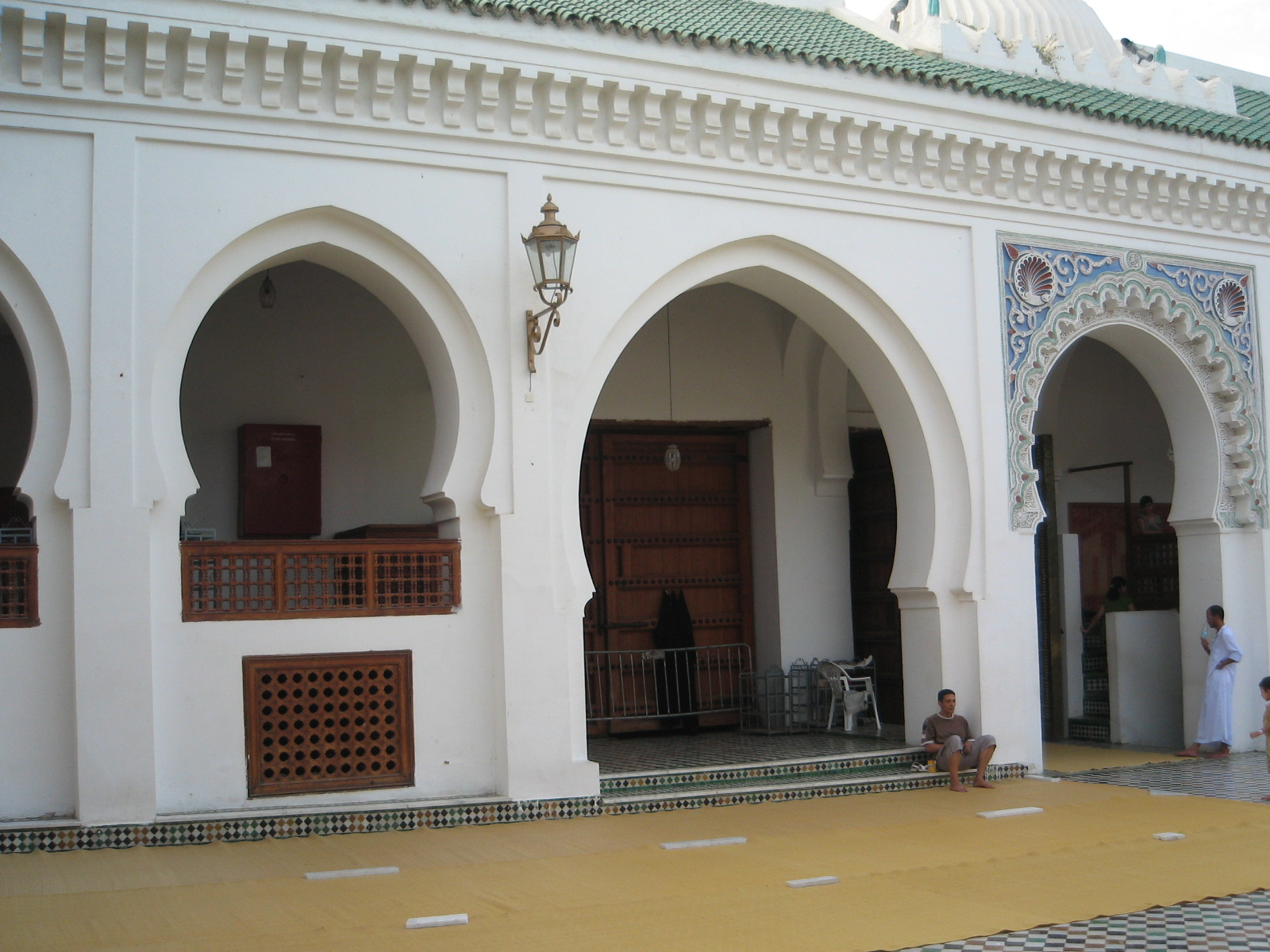
داخل جامع القرويين في مدينة فاس المغربية.
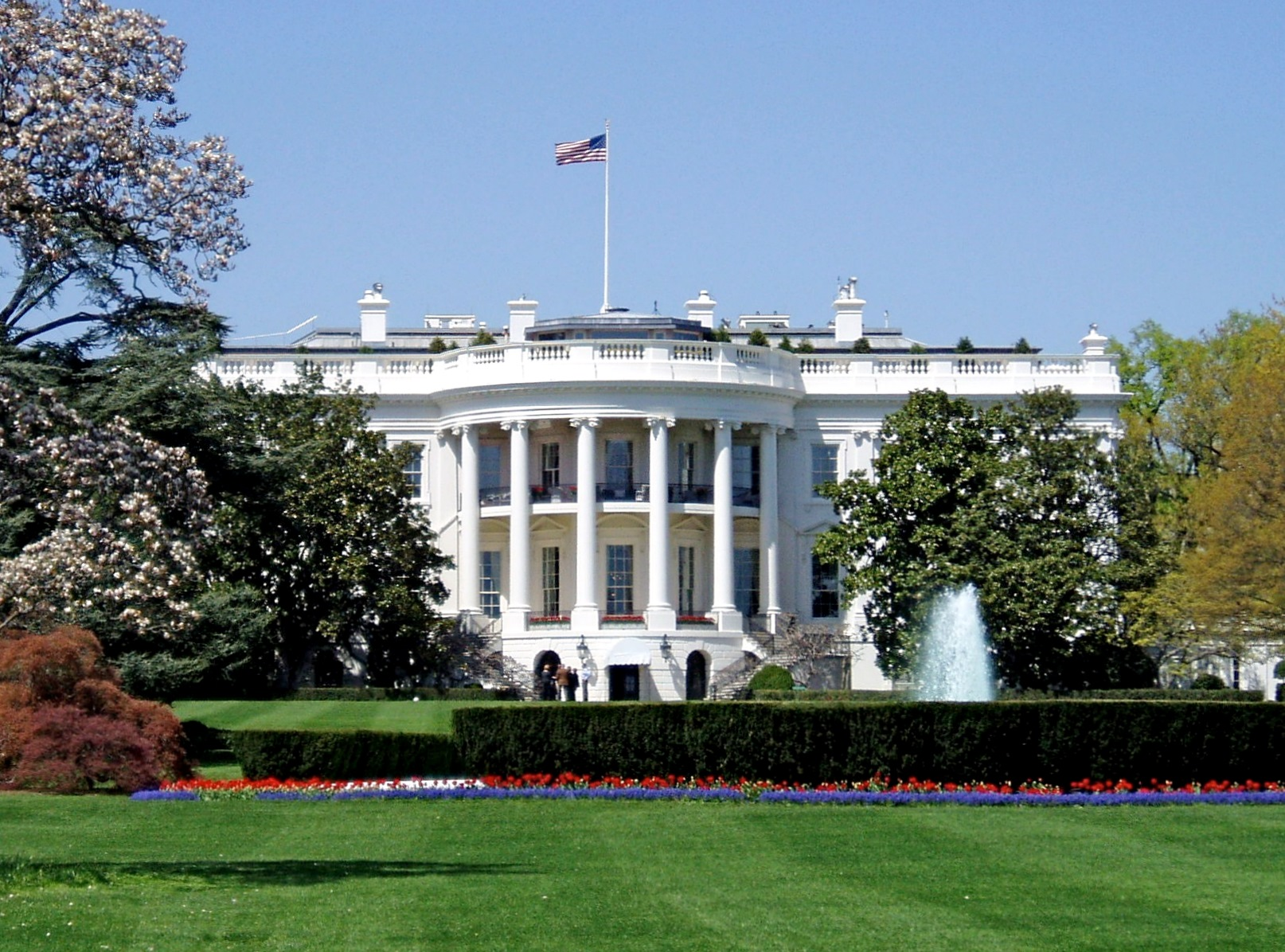
البيت الأبيض في واشنطن، مقرّ الرئاسة الأمريكية (1801).
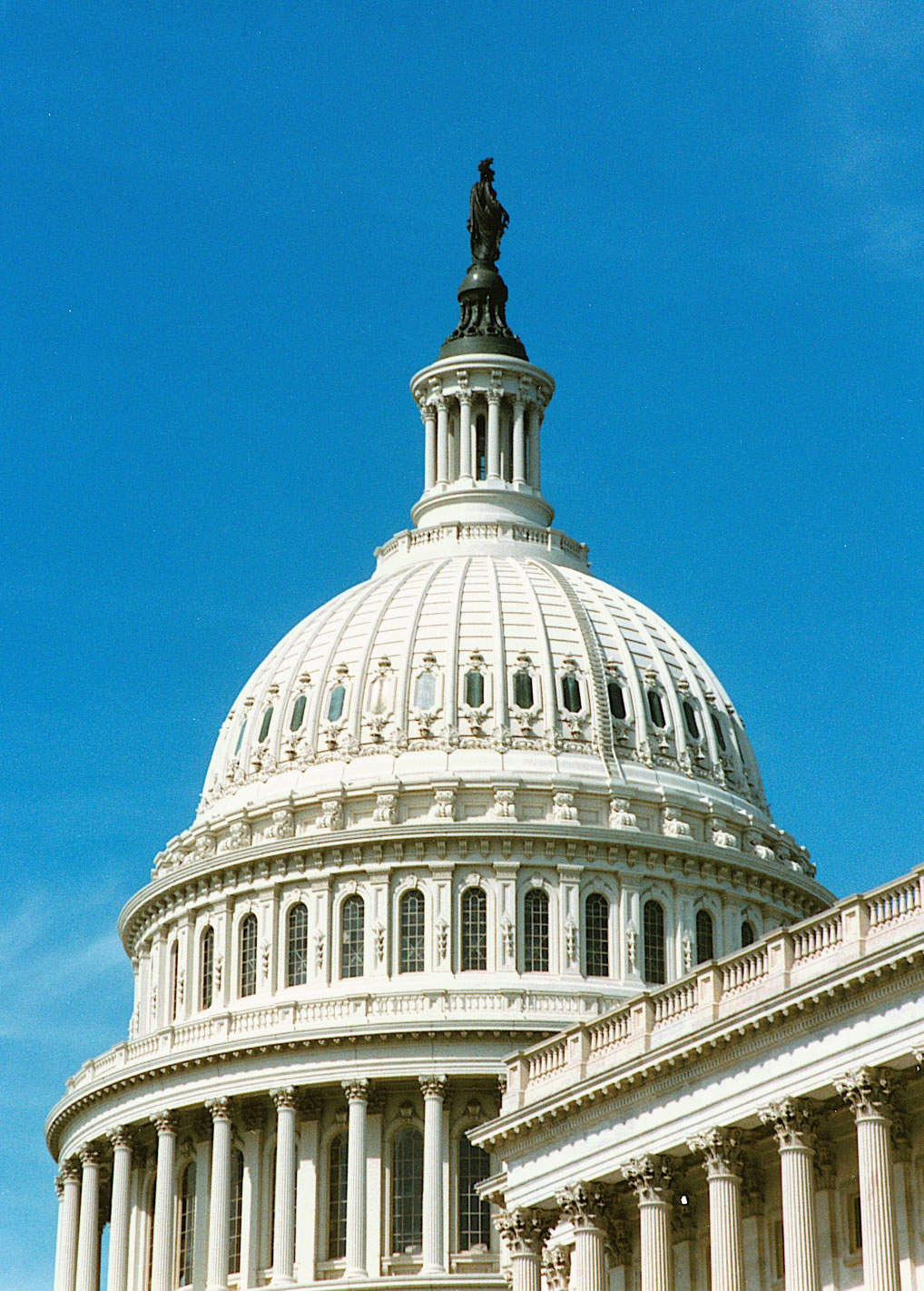
قبّة كابيتول الولايات المتحدة (1855–1866)
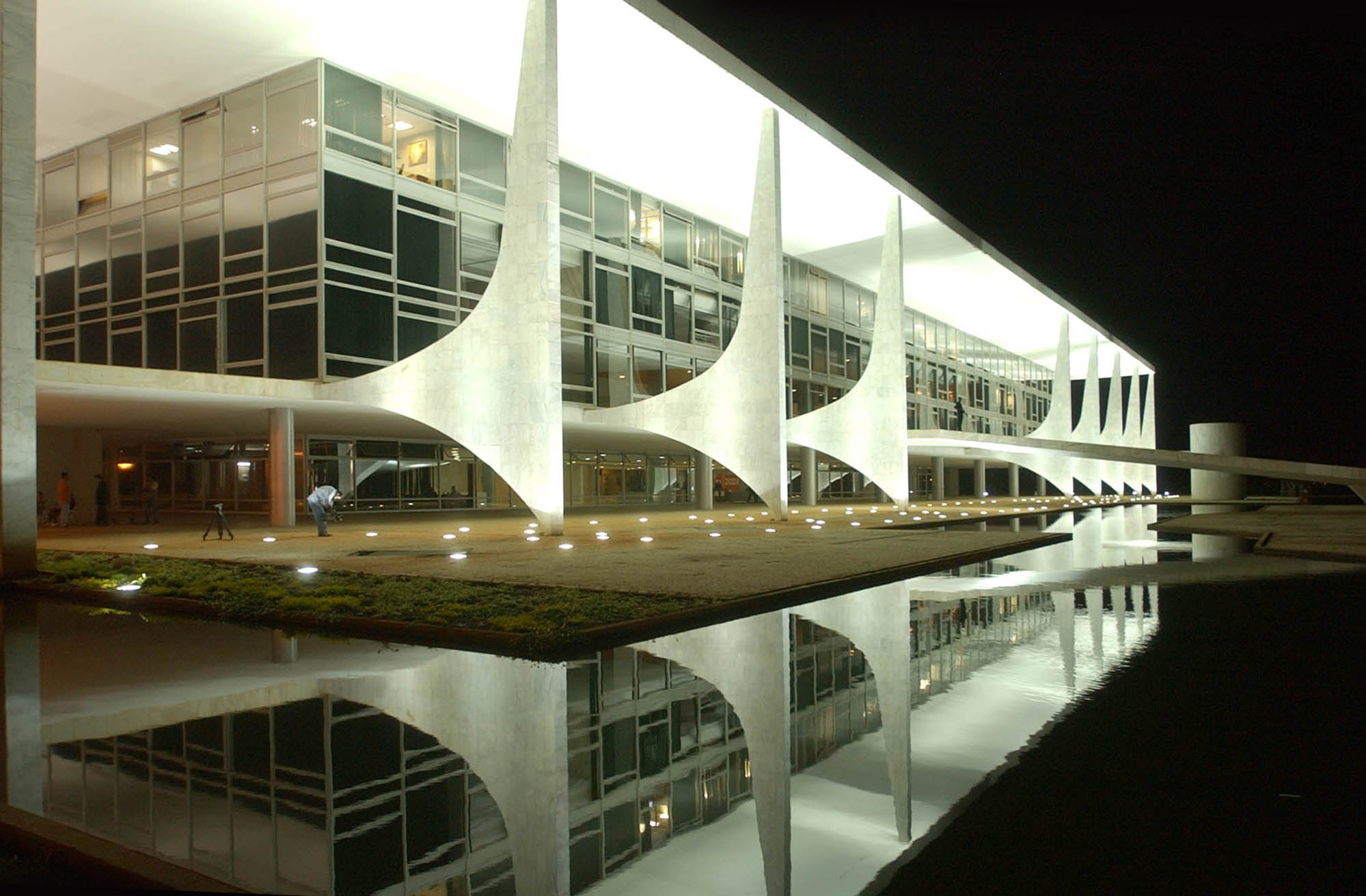
قصر بالاسيو دو بلاناوتو في برازيليا، وهو مكان العمل الرسمي لرئيس البرازيل (1960).
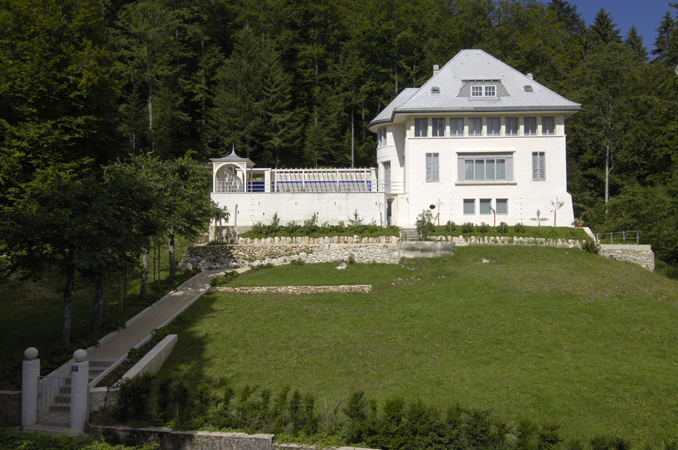
"المنزل الأبيض "من تصميم لو كوربوزييه، حيث يرمز اللون الأبيض للبساطة والهدوء والقوّة.
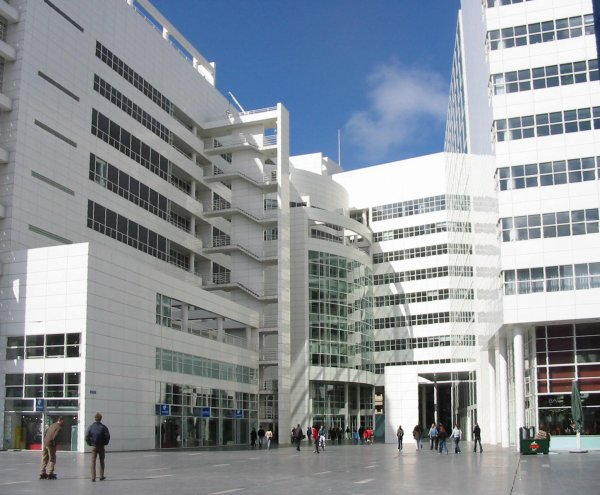
مبانٍ حكومية في لاهاي باللون الأبيض من تصميم ريتشارد ماير (2004).

## الأديان
للّون الأبيض مكانة ودلالة في أغلب معتقدات البشر على اختلافها. يرتبط اللون الأبيض في الإسلام بشكل جليّ وواضح في كونه لون ملابس الإحرام عند أداء مناسك الحج في مكّة. تتألّف ملابس الإحرام للرجال من قطعتين غير مخيطتين: إزار ورداء أبيضين طاهرين. ورد ذكر كلمة أبيض في القرآن 12 مرة بصيغ واشتقاقات مختلفة،
 أمّا صيغة أبيض فوردت مرّة واحدة في وصف بدء الصيام في الآية ﴿وَكُلُوا وَاشْرَبُوا حَتَّى يَتَبَيَّنَ لَكُمُ الْخَيْطُ الْأَبْيَضُ مِنَ الْخَيْطِ الْأَسْوَدِ مِنَ الْفَجْرِ﴾، والمقصود بذلك سواد الليل وبياض النهار. ومن السنّة النبوية صيام الأيام البيض، وهي أيّام الثالث عشر والرابع عشر والخامس عشر من كل شهر هجري، وسمّيت بالبيض بسبب اكتمال البدر وسطوع نوره. وقد روى الترمذي وأبو داود عن ابن عباس الحديث النبوي: «البسوا من ثيابكم البياض، فإنها خير ثيابكم، وكفّنوا فيها موتاكم».
في الكنيسة الرومانية الكاثوليكية يترافق اللون الأبيض بالمسيح يسوع وبالطهارة والتضحية، وفي الأرثوذكسية الشرقية يدلّ على الفداء بدم المخلّص. وعلى هذا الأساس ومنذ العصور الوسطى كان الأبيض هو لون رداء الكاهن في المناسبات الدينية الهامّة وعند أداء الشعائر المقدّسة الهامّة مثل عيد الميلاد وعيد الفصح وغيرها من الأعياد المسيحية. ومن اللباس المسيحي المقترن باللون الأبيض التونية أو الاستيخارة وتعني الثوب الأبيض؛ أو الكتونة، والتي اسمها في أغلب اللغات الأوروربية مشتق من اللاتينية Albus بمعنى أبيض. وفق التراتبية في الكنيسة فإنّه كلّما كان اللون فاتحاً أكثر، كلّما علا المنصب، ويدلّ على ذلك لون اللباس خارج الكنيسة، فالكهنة العاديون يرتدون اللون الأسود، والأسقافة اللون البنفسجي، والكرادلة اللون الأحمر، ووحده البابا يرتدي الزيّ الأبيض بالكامل. منذ العصور الوسطى ومع انتشار الدومينيكانية وقبلها السيسترسية الذين عرفوا باسم الرهبان البيض، بدأ تقليد أن يكون زيّ البابا بالأبيض الكامل، فكان البابا بيوس الخامس أوّل من شرّع بذلك سنة 1566. كما أنّ للّون الأبيض أهمّية أيضاً في كنيسة يسوع المسيح لقديسي الأيام الأخيرة، حيث ترتدى الملابس البيضاء عند التكريس الرسمي لخدمة الكنيسة كدلالة على النقاء.
في اليهودية وخلال طقوس يوم الغفران يرتدي الحاخام رداءاً أبيض اللون، وكذلك حشد المتديّنين في المناسبة، وذلك لاستعادة الأواصر بين الربّ وأتباعه وفق معتقداتهم. أمّا في معابد ديانة الشنتو اليابانية التقليدية فكانت توجد مساحة مقدّسة مغطّاة بالبحص والحجارة البيضاء تدعى «نيوا»، وهي مكرّسة لـ «كامي»، وهي الأرواح الهابطة من السماء أو القاطعة عباب البحر. وجرى لاحقاً تطبيق نفس المفهوم في معابد بوذية زن، حيث يملأ الرمل والحصى الأبيض مساحة في حدائق زن على شكل أنهار وجداول من أجل إطلاق العقل والفكر في التأمّل. يرتدي الحجاج اليابانيون الذين يقصدون الخلوة والتأمّل الملابس البيضاء ضمن التقاليد الرامية إلى الوصول إلى النقاء والاغتسال في الأنهار المقدّسة، حيث يرتدون غالباً ملابس مصنوعة من الجوت الأبيض غير المصبوغ للدلالة على الصفاء. وفي البوذية التبتية يخصّص اللون الأبيض لرجال اللاما في المعابد؛ أمّا في الهندوسية فاللون الأبيض مخصّص لطبقة البراهمة.
يُرمز للقوة الإلهية العليا في عدد من الديانات بسماءٍ ملبّدة بالغيوم البيضاء، كما هو الحال في الديانة اليوروبية، إذ تمثَّل روح (أوريشا) أوباتالا في تقليد إفا باللون الأبيض، حيث أنّ أوباتالا هو رمز للسكينة والطمأنينة والفضيلة والخلود والنقاء. وفي معتقدات الثيوصوفية كان للآلهة التي دعت إلى الأخوة البيضاء العظيمة هالات بيضاء.

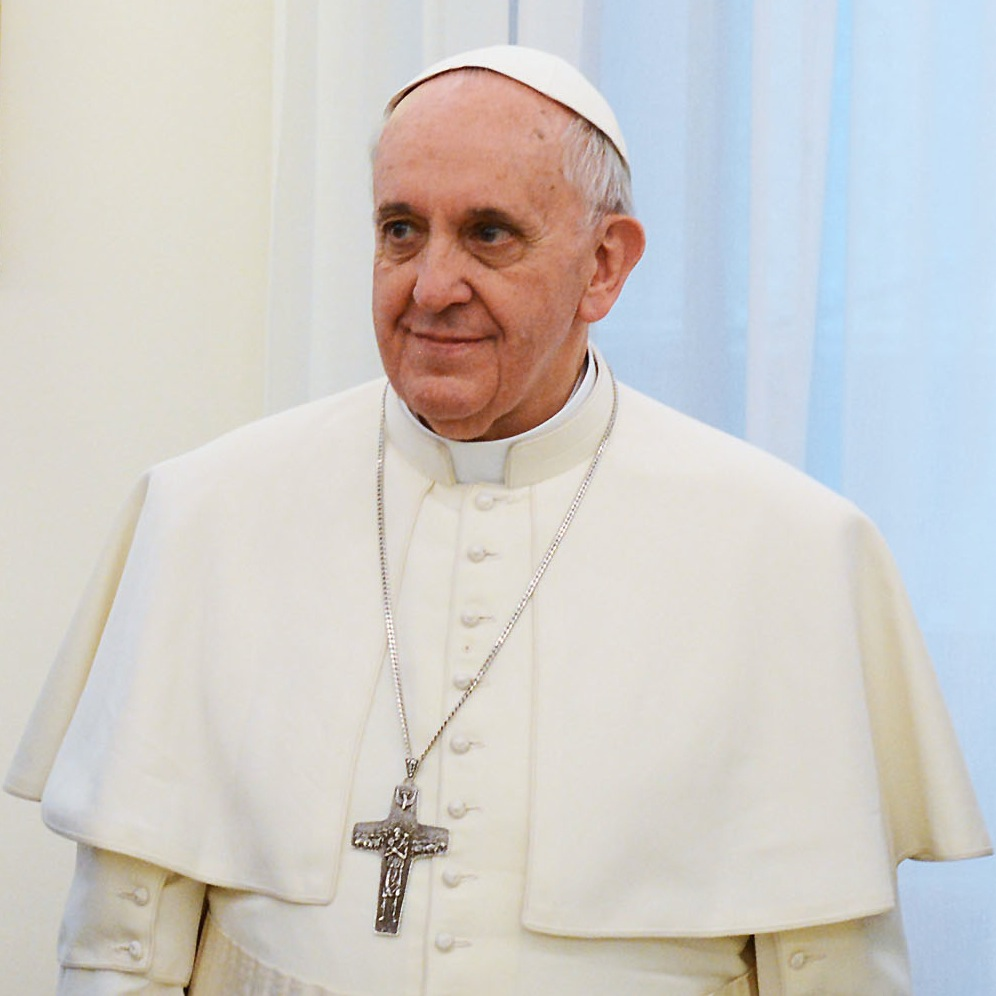
صورة للبابا فرنسيس في زيّه الأبيض (2013). يعود تقليد ارتداء البابا للزي الأبيض إلى العصور الوسطى كدلالة على النقاء والتضحية.
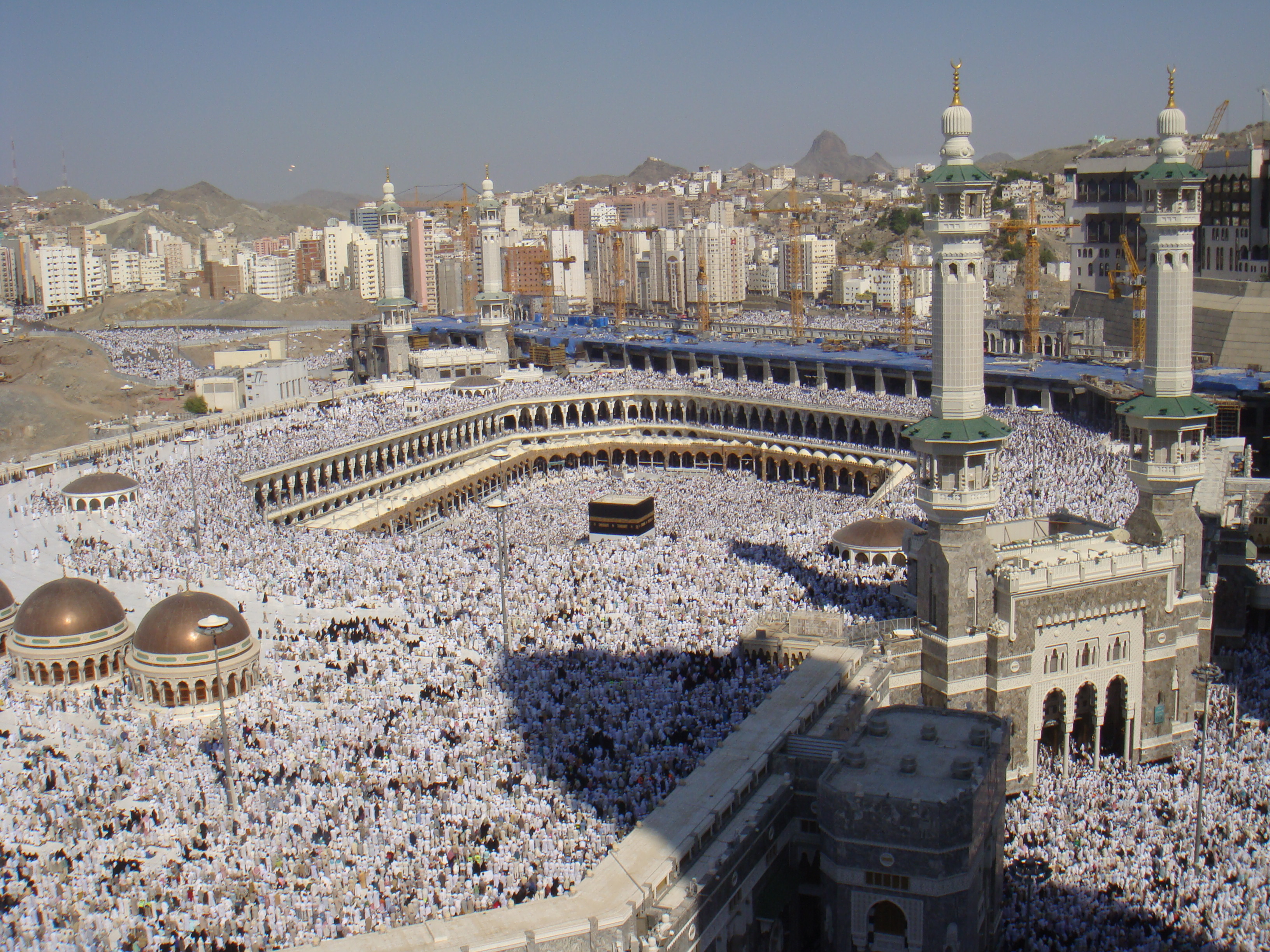
يجتمع الملايين من الحجاج في مكّة موسم الحج مرتدين لباس الإحرام الأبيض كدلالة على الرغبة في التحلّل من الذنوب.
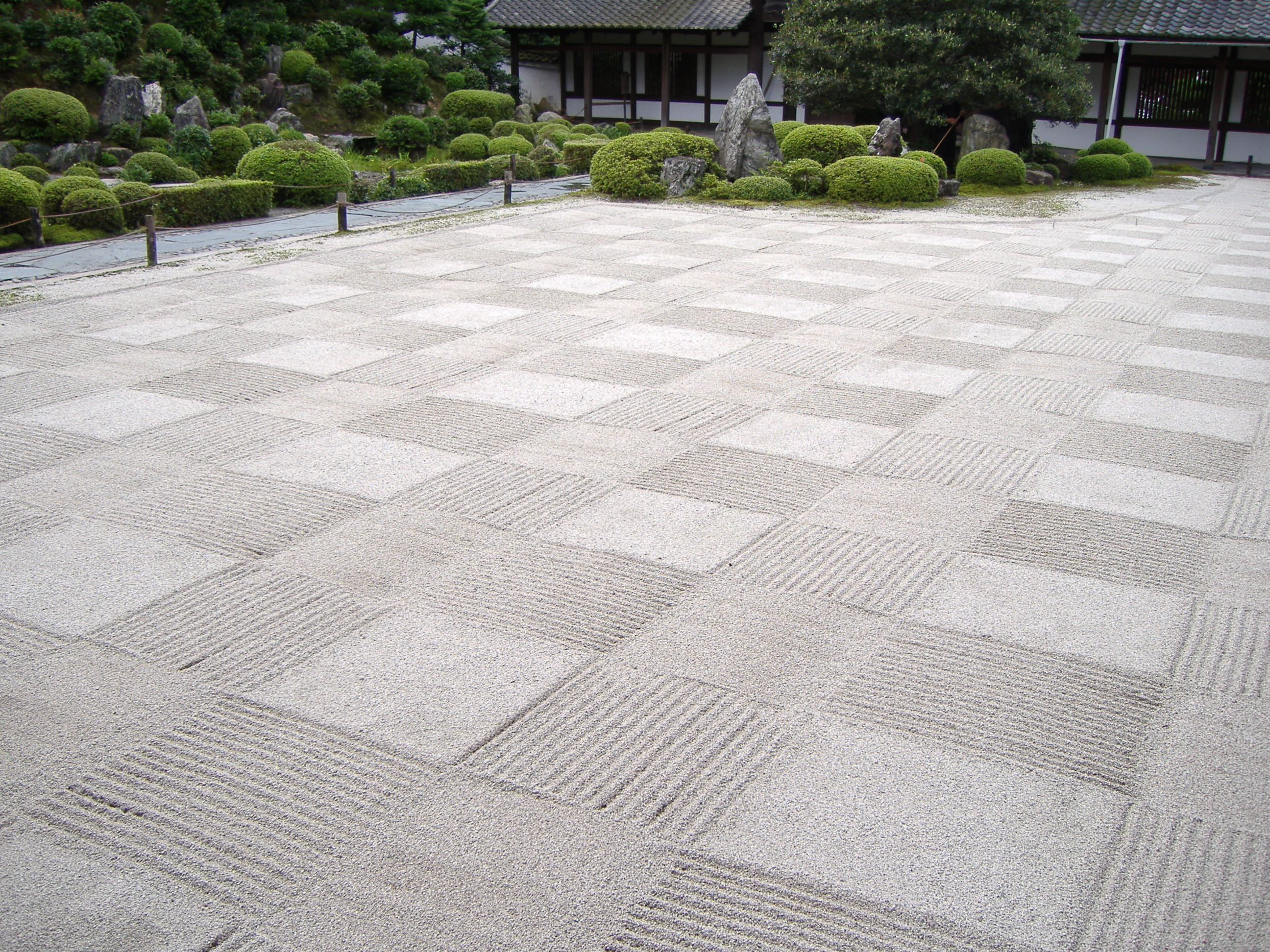
جانب من حديقة زن في معبد توفوكو-جي في مدينة كيوتو اليابانية، حيث يستخدم الرمل الأبيض للدلالة على قداسة المكان ولإعمال الذهن في التفكّر والتأمّل.

## السياسة

### الحركات السياسية
فيما يلي سردٌ نقطي لاستخدام اللون الأبيض في الحركات السياسية في بلدان مختلفة:
- عادةً ما يقترن اللون الأبيض في أوروبّا بالملكيّة، ويعود أصل ذلك الترافق إلى العلم الأبيض لسلالة آل بوربون الحاكمة في فرنسا في بداية القرن السادس عشر؛ كما كان اللون الأبيض هو لون الرايات التي حملها الثوار الملكيّون في وجه الثورة الفرنسية بعد انتصارها، كما حدث في حرب فونديه سنة 1793.
- خلال الحرب الأهلية التي تلت الثورة الروسية سنة 1917 حاول الجيش الأبيض، وهو تحالف من الملكيّين والوطنيّين والليبراليّين مقاومة الجيش الأحمر البلشفي، إلّا أنّ المحاولة باءت بالفشل. كما حدثت في الفترة الزمنية نفسها حالة نزاع مشابهة بين الحرسين الأبيض والأحمر أثناء الحرب الأهلية الفنلندية.
- ارتدى طائفة كو كلوكس كلان العنصرية التي انتشرت في أرجاء جنوب الولايات المتحدة بعد الحرب الأهلية الأمريكية الملابس البيضاء مع غطاء رأس أبيض؛ وهم يؤمنون بفكرة سيادة العرق الأبيض على غيره، وكانوا يبيحون لأنفسهم مهاجمة غيرهم من الأقلّيات ذات البشرة الملوّنة حاملين الصلبان المحروقة.
- كانت الثورة البيضاء سلسلة من الإصلاحات الاجتماعية والسياسية التي أعلن عنها محمد رضا بهلوي سنة 1963 في دولة إيران البهلوية، قبل أن تسقط لاحقاً في الثورة الإسلامية الإيرانية سنة 1979. وفي إيران، ومنذ العقد الثاني للقرن الواحد والعشرين أطلقت بعض النساء الناشطات بالاحتجاج ضد القانون الذي يجبر المرأة على ارتداء الحجاب حملة «الأربعاء الأبيض»، حيث ينشرن صوراً ومقاطع فيديو لأنفسهنّ وهنّ يرتدين أغطية رأس بيضاء، أو قطعاً بيضاء من الملابس، رمزاً للاحتجاج.[ْ 7]
- شاع استخدام وصف الثورة البيضاء للثورات التي لا تُسفك فيها دماء؛ وكدلالة على اقتران اللون الأبيض بحركة المقاومة السلمية ظهرت مجموعة الوردة البيضاء كحركة سلميّة ألمانية مقاومة للنازية. كما تعدّ حركة "سيدات في ثياب بيضاء" من الحركات السلمية التي تكوّنت من زوجات وقريبات المساجين المنشقّين عن النظام في كوبا. تجتمع النساء للاحتجاج على سجن أقاربهن أثناء حضورهن القدّاس الإلهي كلّ يوم أحد مرتديات ملابس بيضاء اللون، ومن ثم يسرن في مسيرة صامتة مشياً على الأقدام في الشوارع.

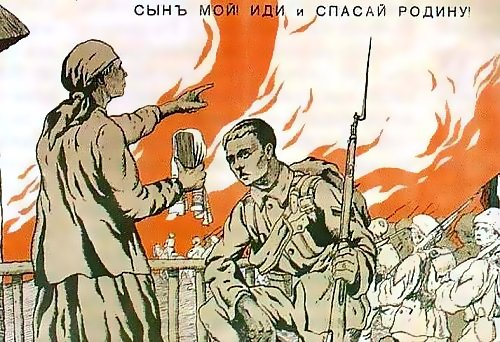
ملصق إعلاني يدعو إلى الانخراط في جيش التطوع الأبيض في مواجهة الجيش الأحمر أثناء الحرب الأهلية الروسية.
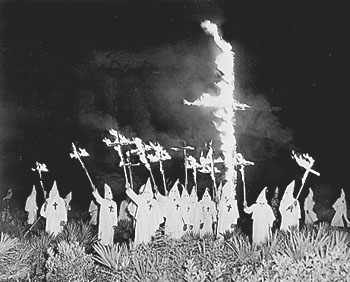
حركة كو كلوكس كلان وهم يرتدون الملابس البيضاء ويحرقون الصليب.

### أعلام الدول
إنّ الأبيض هو لون شائع الاستخدام في الأعلام الوطنية، مع اختلاف الدلالات حسب ثقافة كلّ دولة وتاريخها. يوجد اللون الأبيض في عدد من أعلام الدول العربية، وتاريخياً هو علم الدولة الأموية، وهو أحد ألوان علم الثورة العربية مع الأخضر والأحمر والأسود، ومجموع هذه الألوان موجودة في أعلام دول مصر وسوريا والعراق والأردن والكويت.
يأتي وجود اللون الأبيض في علمي الولايات المتحدة والمملكة المتحدة تاريخياً من صليب القديس جرجس المرسوم بالأحمر على خلفية بيضاء، وهو علم إنجلترا التاريخي. يمثّل اللون الأبيض في علم فرنسا حسب ماركيس دي لافاييت الأمّة الفرنسية.

علم سلالة آل بوربون الملكيّة حتى الثورة الفرنسية.
علم الفاتيكان، حيث يمثّل اللون الأبيض والذهبي لونَي مفتاحي السماء التي منحها المسيح إلى القديس بطرس: الذهبي للقوّة الروحية، أمّا الأبيض للقوّة المادّية.
يعدّ علم هولندا من أقدم الأعلام المستخدمة (1572)، وهو أوّل علم وطني تضمّن ألوان الأبيض والأحمر والأزرق.
يمثّل اللون الأبيض في علم الهند (1947) الضوء والمسلك إلى الحقيقة.[22]
في علم جمهورية أيرلندا يمثّل اللون الأبيض في الوسط بين البرتقالي والأخضر حالة السلام المستمرّة بين "الأخضر"، الذي يمثّل التقاليد الغالية القديمة، وبين "البرتقالي" الذي يمثّل أتباع وليام أورانيا.[23]
علم إندونيسيا.
علم الثورة العربية (1917).
علم أفغانستان.

### الراية البيضاء
تشير الراية البيضاء (أو العلم الأبيض) وفق الأعراف والبروتوكلات الرسمية والشعبية إلى الاستسلام أو طلب الهدنة. يعتقد أن مفهومها نشأ في القرن الخامس عشر خلال حرب المائة عام بين فرنسا وإنجلترا، عندما شاع حينها استخدام الرايات متعدّدة الألوان في الجيوش الأوروبية، فكان لاستخدام الراية البيضاء دلالة واضحة على الاستسلام. جرى اعتماد هذا المفهوم رسمياً في اتفاقيات جنيف سنة 1949.

### الورقة البيضاء
الورقة البيضاء اصطلاحاً عبارة عن تقرير أو دليل يخبر القرّاء بإيجاز عن قضيّة معقّدة، ويقدّم مفهوم الكاتب في هذا الشأن. وغالباً ما تستخدم في مجالين: الحكومي وإدارة الأعمال. ويُراد بها مساعدة القارئ على فهم مسألة أو حلّ مشكلة أو اتّخاذ قرار. من أمثلة تطبيقها في المجال الحكومي والسياسي الكتاب الأبيض الصادر عن مالكوم ماكدونالد وزير المستعمرات البريطاني سنة 1939 فيما يخصّ فكرة تقسيم فلسطين.
بيد أنها في مجال الأعمال التجارية تأخذ منحىً آخر، إذ أنّ الورقة البيضاء في مجال الأعمال هي أقرب إلى شكل من أشكال العرض والتسويق، وتكون أداة لإقناع العملاء والشركاء والترويج لمنتج أو وجهة نظر.

### الاصطلاحات
توصف الشعوب من العرق القوقازي أنها منحدرة من عرق أبيض، وذلك للدلالة على البشرة الفاتحة. وهو تصنيف اعتمده مكتب تعداد الولايات المتحدة في وصف الناس البيض، بأنّهم الناس المنحدرين من أوروبّا أو الشرق الأوسط أو شمال أفريقيا. تقوم بعض الجماعات العنصرية بترويج مفهوم سيادة البيض، وهو يطلق لوصف توجّهات سياسية تشجّع على سيطرة البِيض على النواحي الاجتماعية والسياسية والتاريخية والصناعية في مجتمعاتهم. وهي بذلك شكلٌ من أشكال الاستعلاء العرقي من قبل جماعات القومية البيضاء المنادية لامتياز البيض عن غيرهم.
يطلق مصطلح الرقيق الأبيض على استغلال الإناث واسترقاقهن جنسياً، وهو أمرٌ محرّم دوليّاً. من الأمور المحرمة دولياً أيضاً ما يوصف بالتعذيب الأبيض، وهو نوع من أنواع التعذيب النفسي، ويتضمّن وحشية في الحرمان الحسّي، ويحمل هذا النوع من التعذيب المعتقل إلى فقدان هويته الشخصية وانخفاض إنتاجه البشري من خلال فترات طويلة من العزلة.

## العلوم

### الفيزياء
يرى الإنسان اللون الأبيض عندما يحفّز الضوء الوارد إلى العين الأنواع الثلاثة من الخلايا المخروطية الحساسة للضوء في العين البشرية بشكل متساوٍ تقريباً. يصحّ هذا المبدأ على الأجسام المصدرة للضوء، أو على الأجسام التي تعكسه بشكل عشوائي. تعدّ أشعة الشمس المصدر الرئيسي الطبيعي للضوء على كوكب الأرض، وهي تبدو لعين الناظر ذا لون أبيض، وكذلك ضوء القمر المنعكس على سطحه، كما يبدو لون أغلب النجوم أبيض كذلك. يمكن توليد الضوء الأبيض صناعياً من المصابيح الفلورية أو من الديودات البيضاء أو المصابيح المتوهّجة.
بيّن إسحق نيوتن سنة 1666 أنّ الضوء الأبيض يتحلّل إلى الألوان الأوليّة عند تمريره عبر موشور، وأنّه يتشكّل مرّة أخرى عند تمرير مجموع تلك الأشعّة على موشور ثانٍ. يظهر اللون الأبيض على شاشات أجهزة التلفاز والحواسيب من مزج الألوان الأولية الرئيسية وهي الأحمر والأخضر والأزرق (RGB) وذلك بالشدّة العظمى، في عملية تدعى التجميع اللوني. كما يمكن الحصول على الضوء الأبيض باستخدام ضوء له طولي موجة فقط، مثل مزج ضوء من شعاعي ليزر أحمر وسياني اللون، أو شعاعي ليزر أصفر وأزرق اللون؛ إلّا أنّ الضوء الصادر وفق ذلك لديه القليل من التطبيقات العملية لأن التصيير وفق دليل ترجيع اللون للأجسام سيبدو مشوّهاً جداً. إنّ المصادر الضوئية ذات المقدار شديد التباين من توزيع القدرة الطيفية يمكن لها أن تعطي نتيجة محسوسة متقاربة للون الأبيض، وذلك يعود إلى الكيفية التي يعالج بها الضوء في جهاز الرؤية. تسمّى العملية التي يتمّ فيها الحصول على لون من توزيعين مختلفين للقدرة الطيفية باسم التلاون.
تعرّف هيئة الإضاءة الدولية اللون الأبيض على أنّه منبّه لوني يبدو لناظر متكيّف مع بيئة المنظر على أنه خالٍ من أي لون (صبغة)، وأنّ عامل الاستضواء فيه موحّد. عند تغيّر الموقع في بيئة المشهد يمكن أن يتغيّر معها المنبّه اللوني للون الأبيض المتكيّف. يقصد بالتكيّف اللوني التكيّف الحاصل عندما يبدو لون جسم ما هو نفسه تحت ظروف إضاءة مختلفة. يستخدم نفس المبدأ في التصوير الضوئي والتصوير السينمائي حيث أنّ اختيار النقطة البيضاء يحدّد تحوّل كافّة المنبّهات اللونية الأخرى.
في مجال آخر من الفيزياء، يطلق على مجموعة الضجيج أو الأصوات التي تجمع كافّة التردّدات التي يستطيع الإنسان سماعها، والواقعة في مجال الطيف التردّدي ما بين 20 إلى 20 ألف هرتز اسم الضجيج الأبيض. يستخدم هذا المُسمّى في كثير من التخصّصات العلمية والتقنية والهندسة الصوتية والاتصالات السلكية واللاسلكية والتنبّؤات الإحصائية وغيرها. وتعود تسمية الضجيج الأبيض إلى الضوء الأبيض؛ لأنّه يشبه الضوء الأبيض الذي ينتج من جمع ألوان الطيف. أمثلة الضجيج الأبيض كثيرة ومنها على سبيل المثال صوت أمواج البحر ومجفّف الشعر والمكنسة الكهربائية وموجات الراديو أو التلفاز عند توليفها على محطّة غير موجودة.
نظراً لأن اللون الأبيض أكثر الألوان عكساً لأشعة الشمس فهو المفضّل في طلاء طائرات الركاب؛ وذلك بالإضافة إلى العوامل الاقتصادية من حيث الكلفة والصيانة؛ كما أوردت دراسة أن طلاء أسطح المنازل في المدن باللون الأبيض، يمكن أن يقلّل من آثار الاحتباس الحراري العالمي.

يستخدم النموذج اللوني أحمر أخضر أزرق (RGB) لإظهار اللون الأبيض على شاشات التلفزة والحواسيب، بمزج الضوء الأحمر والأخضر والأزرق بالشدّة العظمى.
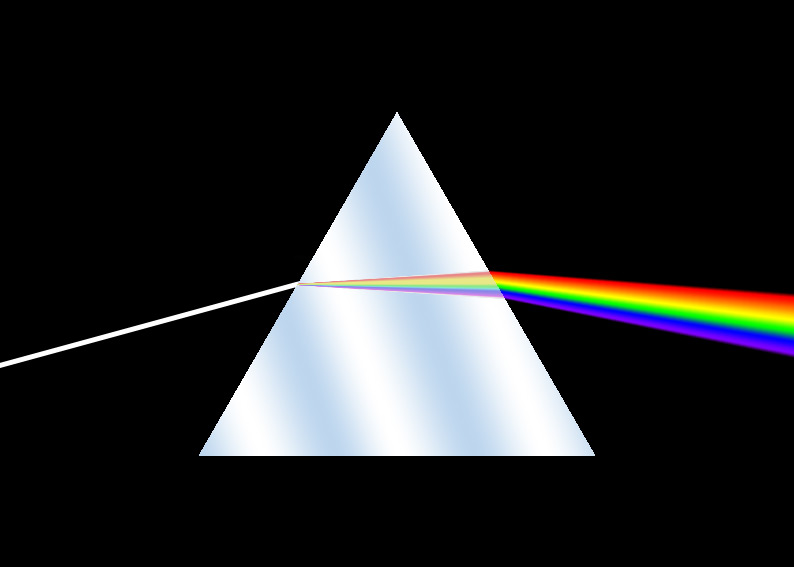
يؤدّي انكسار شعاع اللون الأبيض في الموشور إلى إظهار ألوان الطيف المرئي المكوّنة له.

### الكيمياء
هناك عدد من المركّبات الكيميائية ذات اللون الأبيض التي اشتهرت منذ القدم واستخدمت لطلاء اللون الأبيض. من أشهر هذه المركّبات الطبيعية الطبشور، وهو نوع من الحجر الجيري المؤلّف من كربونات الكالسيوم. كان الطبشور من أوائل أنواع الخضب البيضاء المستخدمة من فنّاني العصور الأولى؛ أمّا الطبشور المستخدم على السبّورات فهو مصنوع من مادة الجص المؤلّفة من كبريتات الكالسيوم المائية. في عصر النهضة وصف الرسام سينينو سينيني في القرن الخامس عشر الميلادي استخدم خضاب Bianco di San Giovanni. وهو شبيه بالطبشور، لكنّه مصنوع من كربونات الكالسيوم مع هيدروكسيد الكالسيوم، حيث كان يحضّر من الجير المجفّف، الذي كان يسحق وينقع في الماء لأسبوع مع تغيير الماء باستمرار ثم يترك في النهاية ليجفّ تحت الشمس.
يتألّف خضاب أبيض الرصاص كيميائياً من كربونات الرصاص القاعدية 2PbCO3·Pb(OH)2. واستخدم منذ القرن الرابع قبل الميلاد، حيث وصف عملية الحصول عليه كلّ من بلينيوس الأكبر وفيتروفيو وثاوفرسطس. توضع في البداية قطع من الرصاص في أواني فخارية ذات حجيرات إضافية منفصلة مملوءة بالخل، والتي كانت توضع على رفوف في إسطبلات مليئة بروث البقر. في النهاية يستحصل على أبيض الرصاص بعملية بطيئة تستغرق شهراً أو أكثر، إذ كان مفضّلاً حيث أنّ لديه لون أبيض لامع، وله مقدرة عالية على التغطية، بالإضافة إلى مقدرة جيّدة على الالتصاق؛ ولكن ما يعيبه هو سمّيّته. استغني عنه بشكل شبه كامل في القرن التاسع عشر حيث حلّ عوضاً عنه كلّ من أبيض الزنك، وهو أكسيد الزنك، وأبيض التيتانيوم.
يعدّ أبيض التيتانيوم، وهو كيميائياً مركّب ثنائي أكسيد التيتانيوم، المادّة الأكثر استخداماً كخضاب أبيض، ولها مقدرة على التغطية تفوق أبيض الرصاص بمرّتين. أتيح الحصول على هذه المادّة بشكل تجاريّ لأوّل مرّة سنة 1921، وهي تستحصل من معادن مختلفة مثل البروكيت والأناتاز والروتيل والإلمينيت. بسبب لونه الأبيض اللامع فهو يستخدم في معاجين الأسنان والواقيات الشمسية.
يمكن جعل المواد تبدو أنصع بياضاً من المواد التقليدية وذلك باستخدام المنصّعات البصرية، وهي مواد كيميائية تمتصّ الضوء في المجال البنفسجي (نمطياً بين 340 و 370 نم) وفوق البنفسجي، ثم تعيد إصدار الضوء في المجال الأزرق (نمطياً بين 420 و 470 نم). بالتالي تبدو الأشياء الحاوية على هذه المواد أكثر نصاعةً لأنّها تظهر الضوء المرئي بشكل أكبر ممّا تستقبله. يضاف حالياً لبعض المنظّفات مواداً حاوية على مركّبات فلورية تستطيع أن تضيف نصاعة إضافية إلى اللون الأبيض.

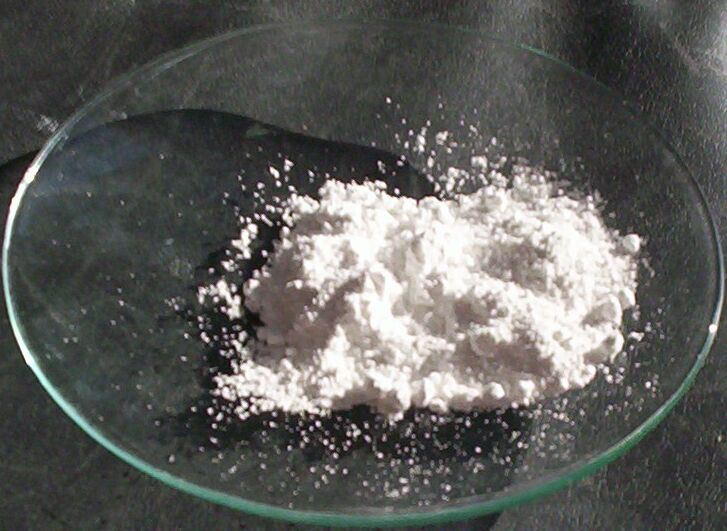
أبيض التيتانيوم، وهو مؤلّف من ثنائي أكسيد التيتانيوم، وهو أنصع خضاب أبيض متوفّر.
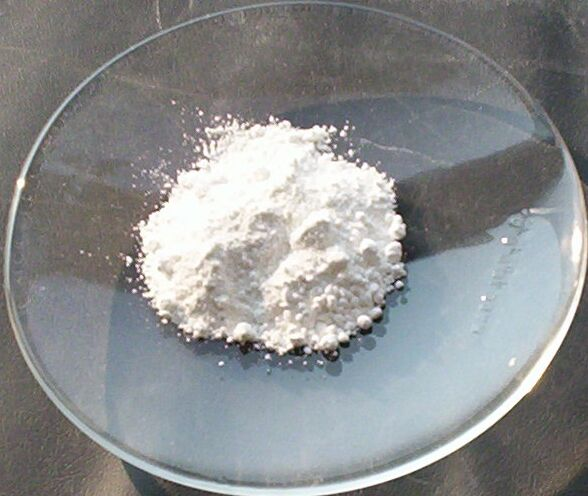
أبيض الزنك، وهو مؤلّف من أكسيد الزنك، ويستخدم في المجال الفنّي

يوجد عنصر الفوسفور في أحد متآصلاته على شكل فوسفور أبيض، وهي مادّة تشتعل تلقائياً، لذلك فهي خطيرة وتستخدم في بعض أنواع الأسلحة. كما يوجد الكربون الأبيض، وهو أحد متآصلات الكربون.
التبييض والمبيّضات
يعرّف التبييض (أو القَصْر) على أنّه العملية التي تتضمّن إزالة الألوان من على النسيج[ ؟ ]، وهي عمليّة مورست منذ آلاف السنين باستخدام مواد مختلفة أو بتعريض الملابس ونشرها تحت أشعة الشمس؛ إلى أن طوّر عددٌ من الكيميائيّين مواداً للتبييض اعتماداً على مركّبات غاز الكلور، من ضمنها هيبوكلوريت الصوديوم (ماء جافيل) وهيبوكلوريت الكالسيوم. ثمّ طوّرت لاحقاً مبيّضات خالية من الكلور مثل بيروكسيد الهيدروجين (الماء الأكسجيني) وبيركربونات الصوديوم وبيربورات الصوديوم. إنّ أغلبيّة المبيّضات هي مؤكسدات، إلّا أنّ البعض منها يمكن ان يكون من المختزلات مثل ثنائي ثيونيت الصوديوم.
يظهر اللون أو مجموعة الألوان في الصباغ على الأنسجة بسبب وجود حامل اللون، وهو قسم من الجزيء الكيميائي للصباغ القادر على امتصاص أشعة الضوء، ممّا يضفي لوناً حسب تركيبه على النسيج. تهاجم المبيّضات المؤكسدة أو المختزلة عادةً حامل اللون وتعمل على تكسير روابطه الكيميائية، ممّا يغيّر من بنيته إلى مادّة كيميائية أخرى غير قادرة على امتصاص الأشعة، وبالتالي غير حاملة للون ضمن الطيف المرئي. تعمل أشعّة الشمس بأثرٍ مشابه للمبيّض على الأصبغة، فالفوتونات مرتفعة الطاقة ضمن المجال البنفسجي وفوق البنفسجي يمكن لها أن تكسّر بعض الروابط في حامل اللون جاعلةً من النسيج بلا لون.

### الطب والصحة
تعدّ خلايا الدم البيضاء إحدى خلايا الدمّ الرئيسية، والوظيفة الرئيسية لهذه الخلايا هي الدفاع عن الجسم ضد الأمراض المعدية، وهي جزء من الجهاز المناعي، وتؤدّي قلّتها إلى خطر الإصابة بالعدوى. أمّا المادّة البيضاء فهي إحدى المادّتين المكوّنتين للجهاز العصبي المركزي.
هناك مرض يصيب عين الإنسان واسمه الساد، وهو مرض يصيب عدسة العين الطبيعية القائمة خلف الحدقة فيعتمها ويفقدها شفافيتها ممّا يسبّب ضعفاً في البصر دون وجع أو ألم، وهو يعرف أيضاً باسم الماء الأبيض. وقد يحدث طبّياً حالة ابيضاض للجلد، أمّا ابيضاض الدم فهي وصف حالة سرطان الدم، المعروف أيضاً باللوكيميا.
للأسنان[ ؟ ] لون أبيض طبيعي تتفاوت درجاته من عرق لآخر، ويمكن لأطباء الأسنان إجراء معالجات لتبييض الأسنان. من جهة أخرى تقوم بعض المراكز التخصّصية والعيادات بإجراء عمليات تبييض للبشرة وتفتيحها.

### علم الأحياء
هناك عدد من الحيوانات ذات لون أبيض، وأغلبها موجود في المناطق القطبية وذلك للتكيّف مع البيئة وبغرض التمويه لحماية النوع، ومن أمثلة ذلك النورس العاجي أو الثعلب القطبي أو الدب القطبي وغيرها. كما يوجد أنواع أخرى من الحيوانات بيضاء اللون ولكنها غير قطبية من الطيور مثل البجع (التم) أو اللقلق أو الباز الأبيض وغيرها الكثير، أو من الثدييات مثل الأسد أو الببر الأبيض وغيرها. تستخدم كلمة أبيض أو بيضاء في توصيف العديد من الحيوانات الملوّنة للدلالة على أجزاء منها بيضاء اللون مثل طائر أبيض العين أو السعدان كبوشي أبيض الرأس أو سمك القرش الأبيض الكبير.
يوصف عدد من الحشرات بالأبيض مثل الأرضة (أو النمل الأبيض)، وهناك أيضاً نباتات ذات زهر[ ؟ ] أبيض اللون مثل النرجس والياسمين الشامي والزنبق الأبيض وغيرها الكثير، بالإضافة إلى وجود أشجار ذات لحاء أبيض مثل القضبان الفضي أو الحور أو الشوح الأبيض.

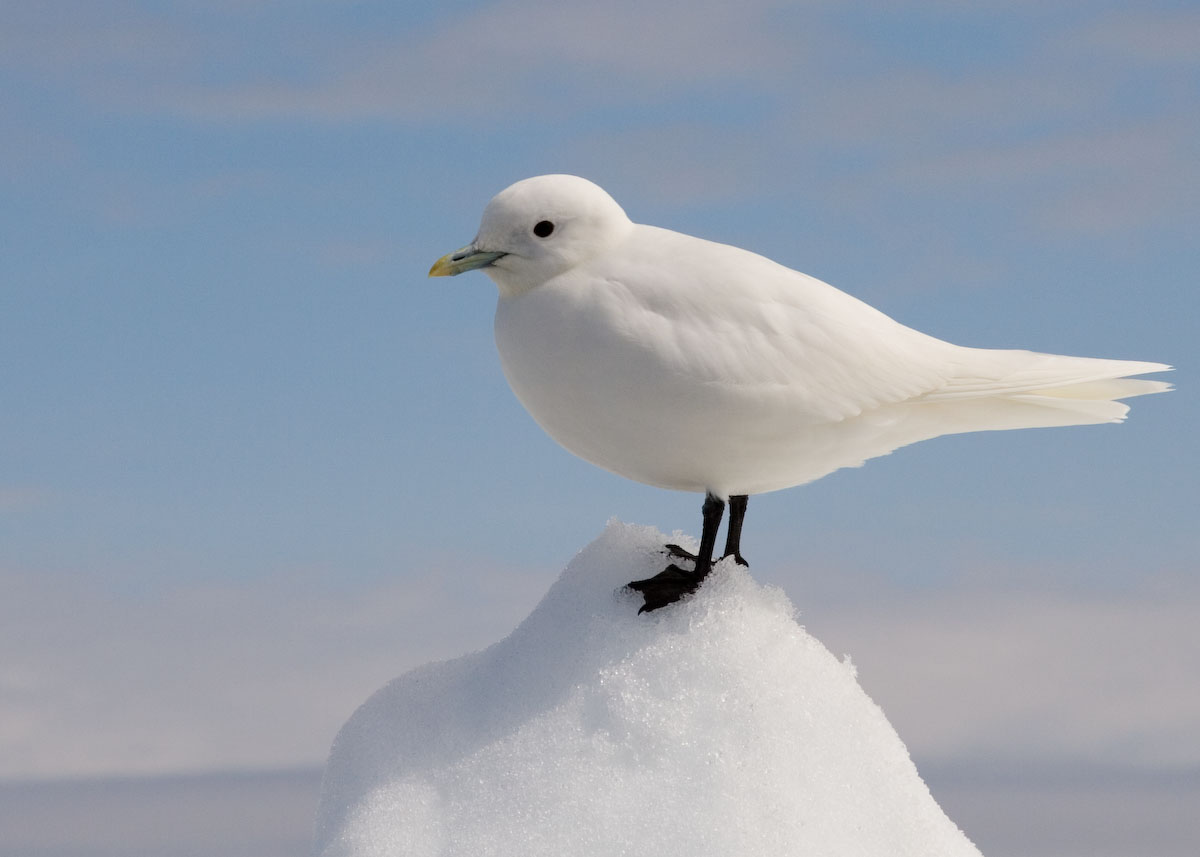
نورس عاجي ذو ريش أبيض.
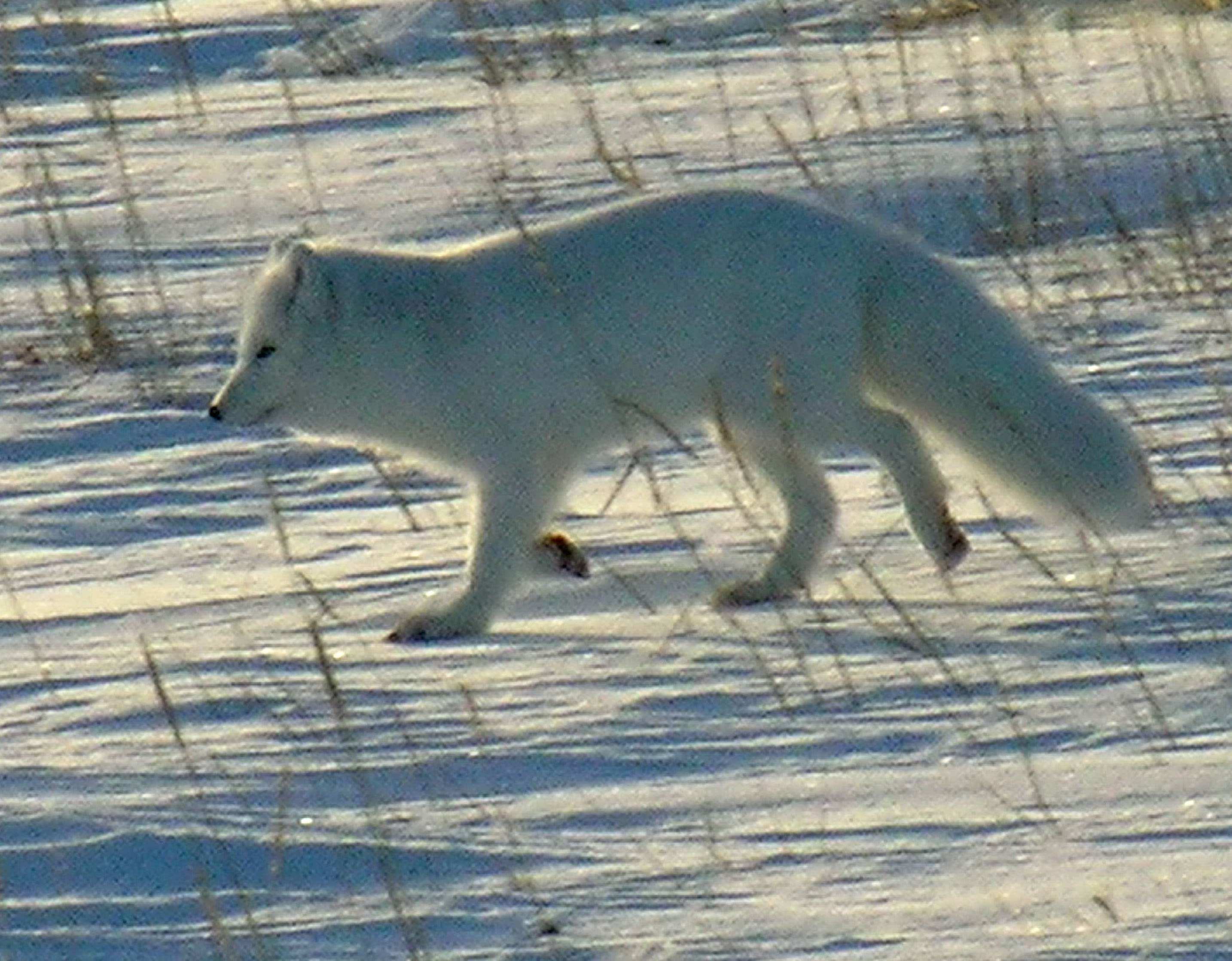
ثعلب قطبي ذو فراء أبيض
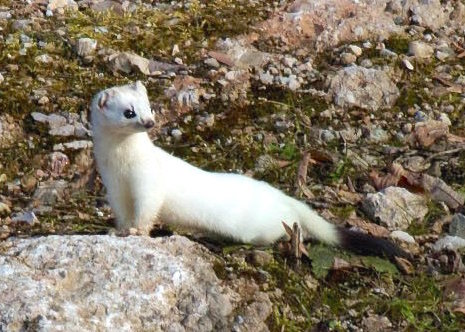
ابن عرس قصير الذيل ذو شعر أبيض
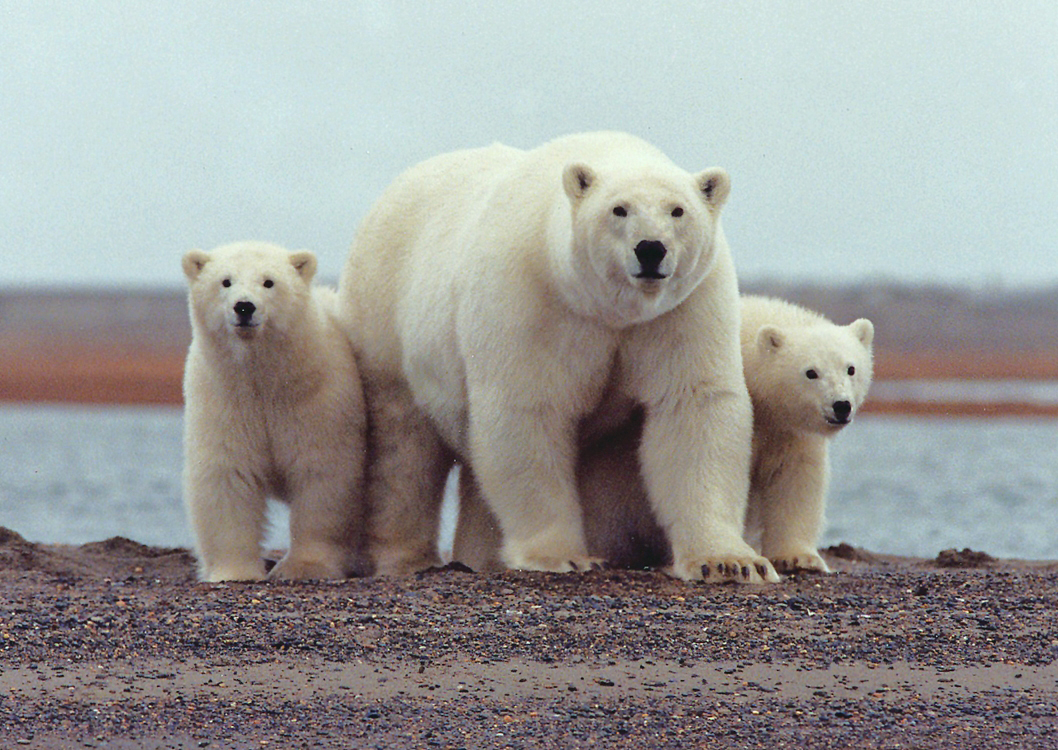
دب قطبي مع ديسميه في ألاسكا
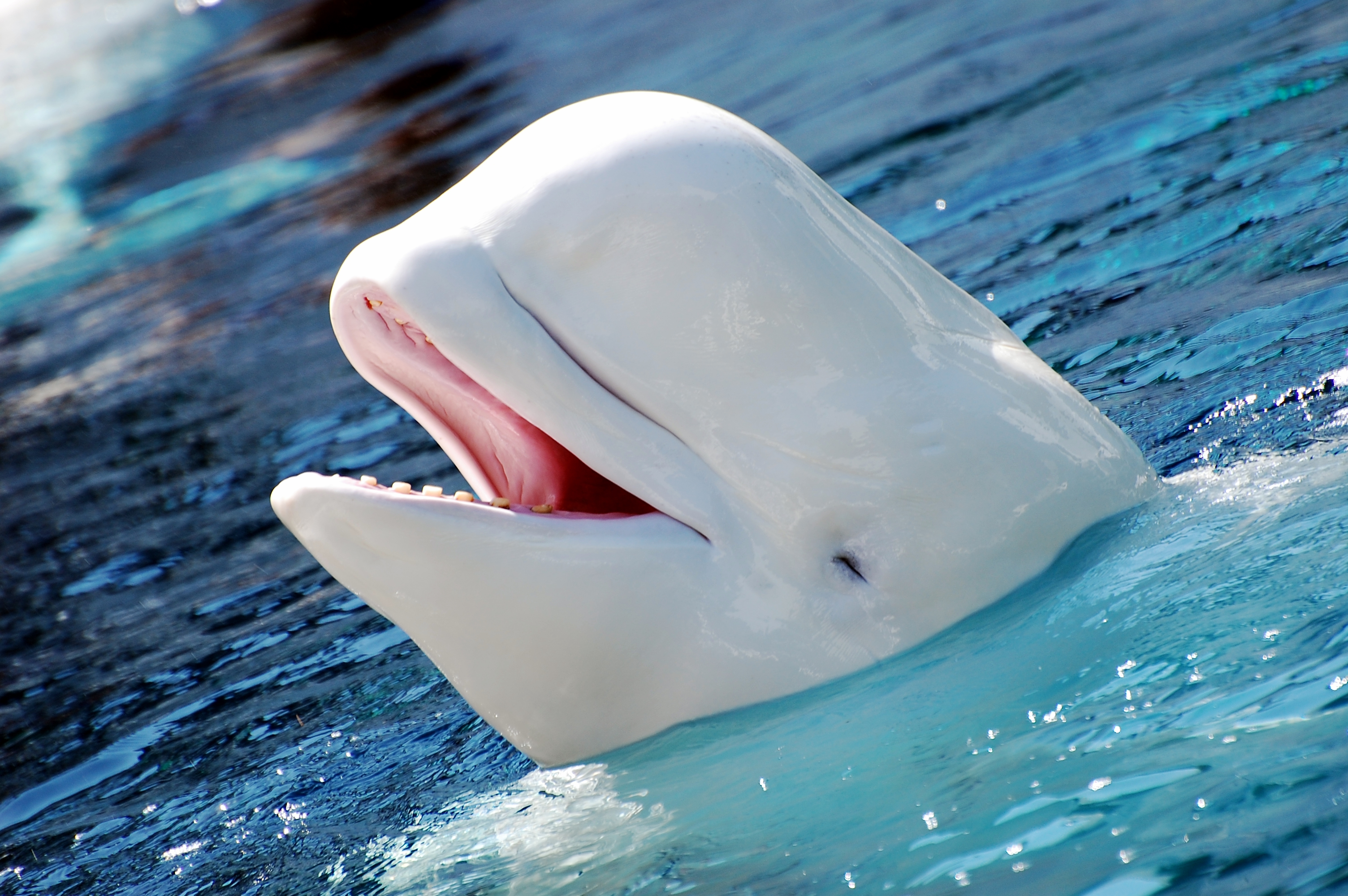
يساعد اللون الأبيض لدلفين البَلُوغة في الاختباء من مفترسيه مثل الدب القطبي والحوت القاتل.
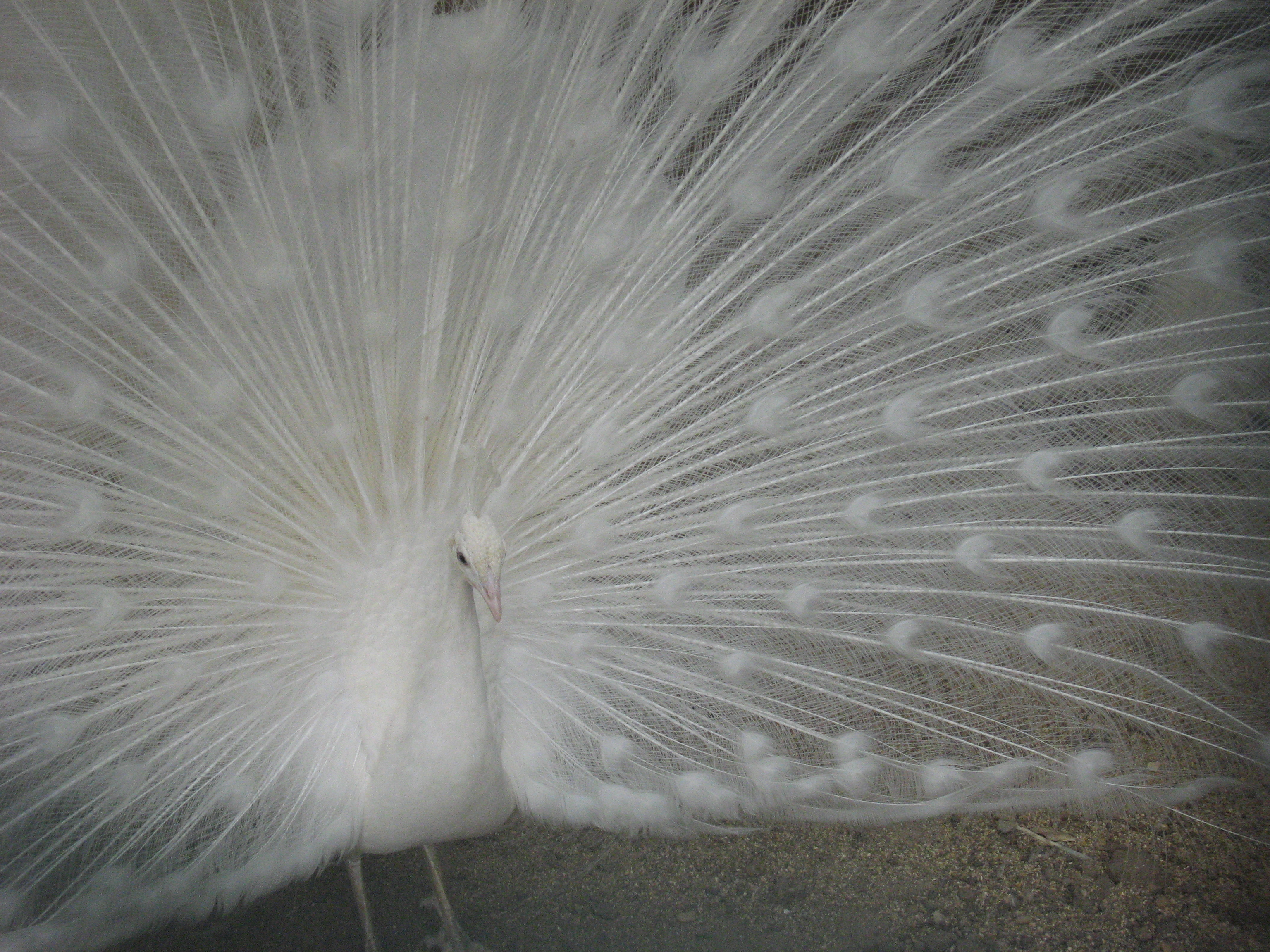
طاووس أبيض
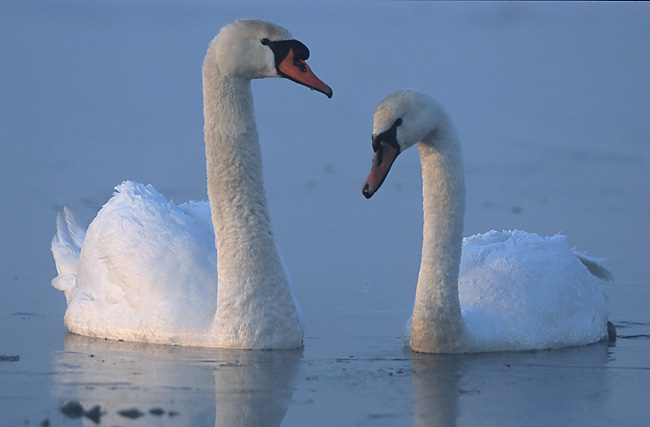
التم الأخرس (البجع) له ريش أبيض.
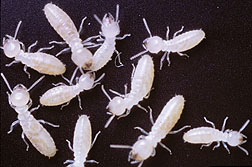
الأرضة (أو النمل الأبيض).
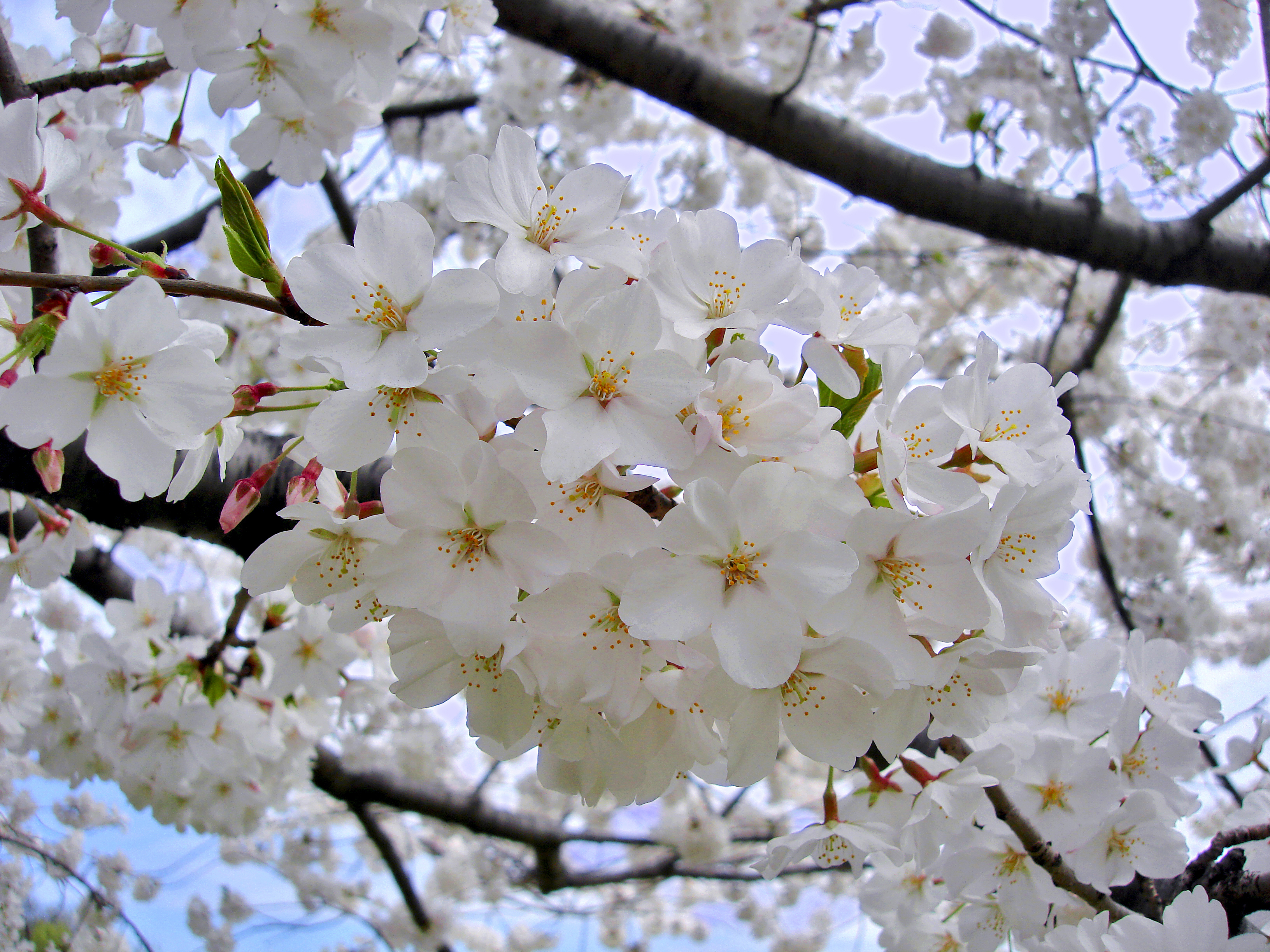
زهر أبيض لشجرة كرز للزينة في موسم ساكورا في اليابان.
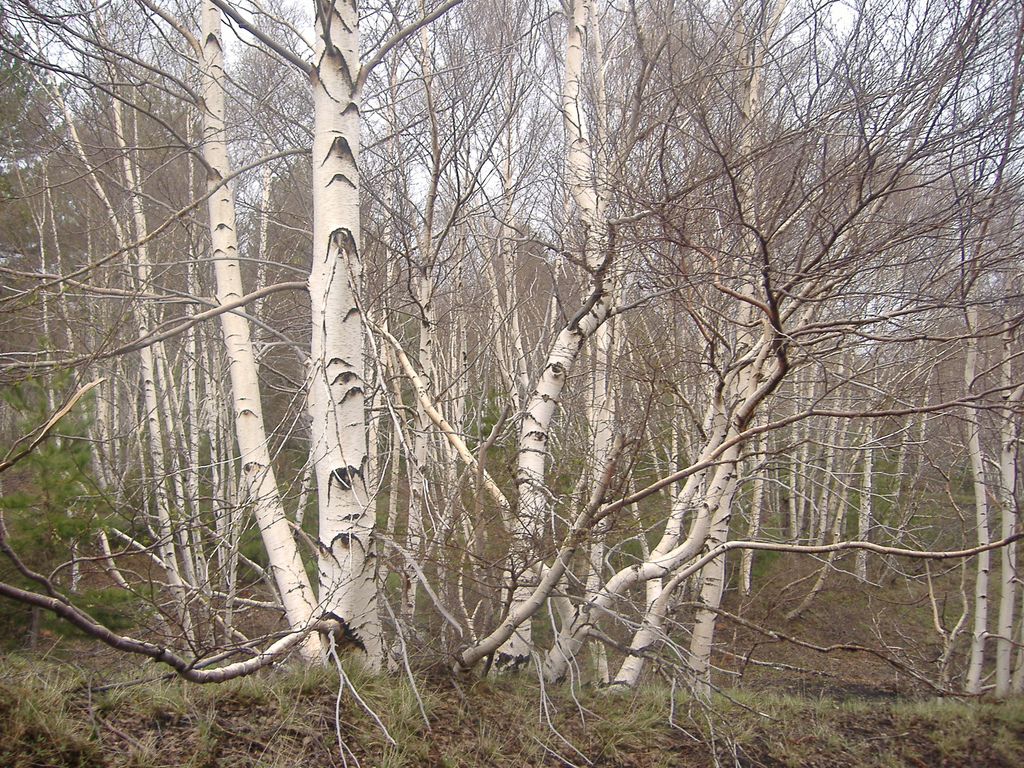
يكون لبعض أنواع القضبان لحاء أبيض فضي.

### علم البيئة
إنّ الثلج مزيج من الهواء وبلّورات صغيرة من الجليد، فعندما يسقط الشعاع الضوئي (أشعّة الشمس مثلاً) على الثلج، يحدث امتصاص قليل جداً لتلك الأشعّة، أمّا الأغلبية العظمى فينعكس أو يتبعثر ويتشتّت نتيجة وجود جزيئات الماء والهواء، ولذلك يبدو أبيض اللون. يحدث في بعض الأحيان أن يرتدّ الشعاع الضوئي داخل البلّورة الجليدية قبل أن يتبعثر، ممّا يجعل الثلج الأبيض ذا مظهرٍ متلألئ. أمّا في المثالج فإنّ الجليد يكون مرتصّاً على بعضه بشكل أكبر، وتكون كمّيّة الهواء المحتجز قليلة. بالتالي فإنّه عندما تسقط أشعّة الشمس على جليد المثالج يحدث امتصاص في مجال الطيف الأحمر، ويبدو اللون المنعكس والمشتّت عنه مائلاً للزرقة.
تبدو السحب باللون الأبيض لنفس السبب المذكور بالنسبة للثلج. إذ أنّها تتألّف من قطيرات الماء أو بلّورات الجليد الممتزجة مع الهواء، وتكون نسبة الأشعّة الضوئية الممتصّة ضئيلة جدّاً، فيتشتّت ويتبعثر أغلبها، لذلك تبدو السحب للناظر بيضاء اللون. يسبّب سقوط ظلّ السحب الأخرى الأعلى حدوث تلوّن رمادي للسحب، وقد يبدو اللون الرمادي أحياناً أسفل السحب الكبيرة من ظلّها نفسها.
تظهر بعض الشواطئ الرملية الحاوية على كمّيّات كبيرة من الكوارتز أو الحجر الجيري المتفتّت بلون أبيض، لأنّ هذه المواد تعكس أو تبعثر أشعّة الشمس بدل أن تمتصّها. وتكثر هذه الشواطئ في المناطق الاستوائية المدارية، حيث تحوي الرمال هناك على كمّيات كبيرة من كربونات الكالسيوم الناتج عن تفتّت الصدف بسبب أثر الأمواج. هناك عدد من المنتجات الطبيعية التي لها لون أبيض أصيل مثل الحليب والسكّر وملح الطعام والدقيق وألياف السليلوز المكوّنة للورق والقطن وغيرها.

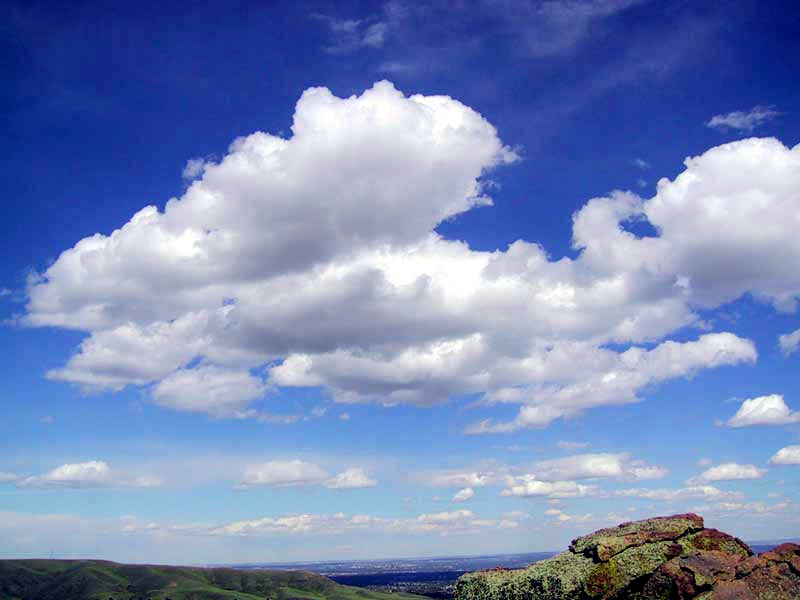
سحاب ركامي أبيض اللون.
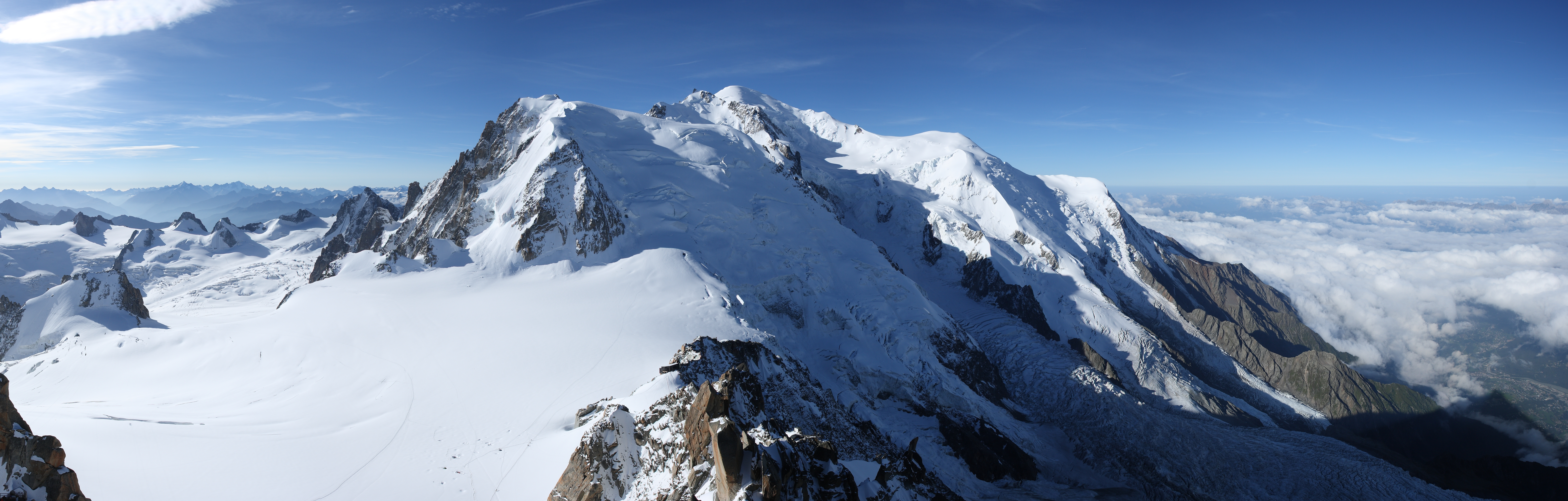
جبل مون بلون في جبال الألب في فرنسا؛ والذي يعني اسمه حرفياً الجبل الأبيض بسبب الغطاء الثلجي الأبيض. يتألّف الثلج من الجليد والهواء، وهو يبعثر ويعكس أشعة الشمس من غير أن يمتصّها فيبدو باللون الأبيض.
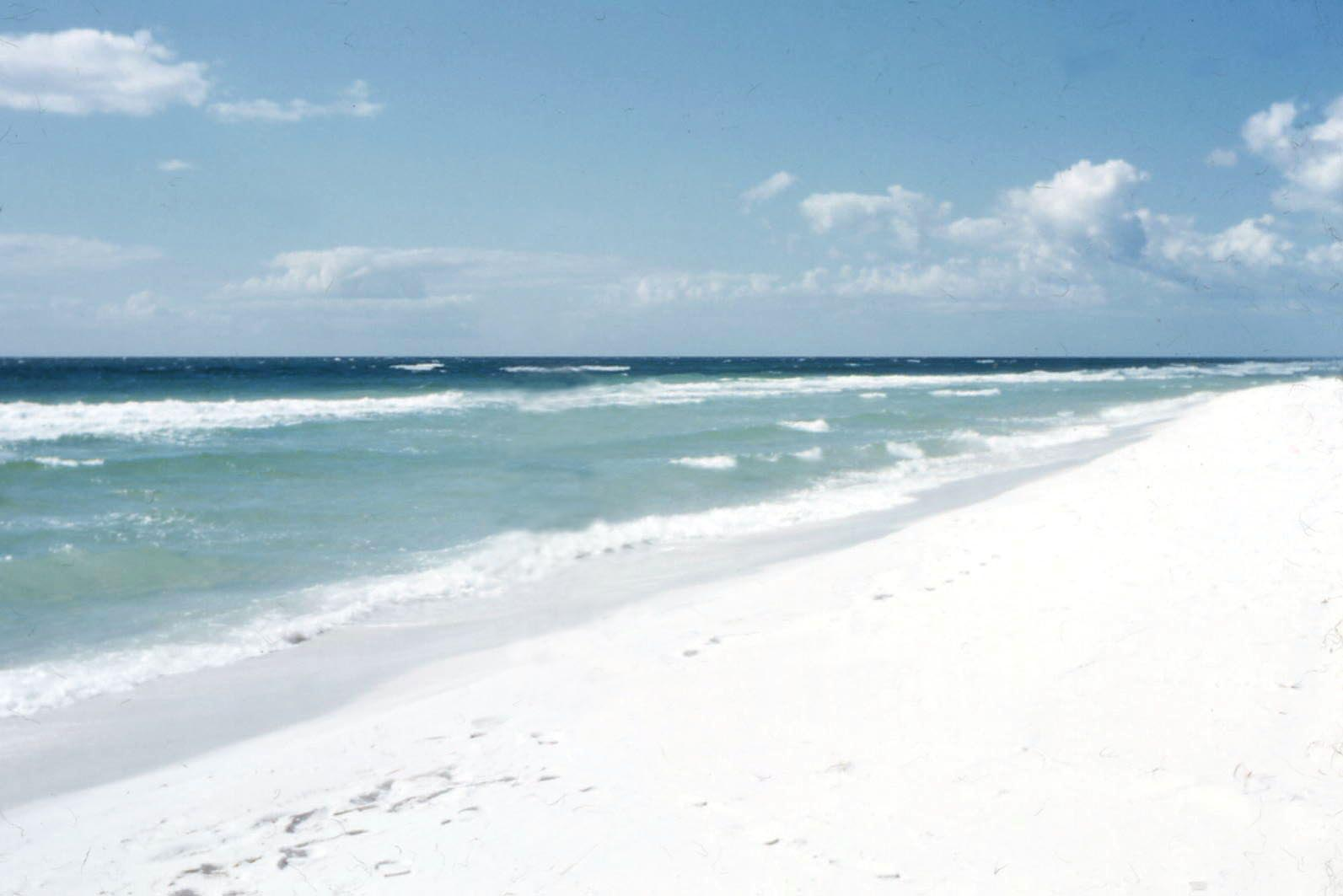
شاطئ أبيض اللون في ولاية فلوريدا الأمريكية. يعود اللون الأبيض للرمل إلى كمّيات الكوارتز والحجر الجيري الناعم والمتفتّت، والذي يعكس ويبعثر أشعة الشمس من غير حدوث امتصاص لها.
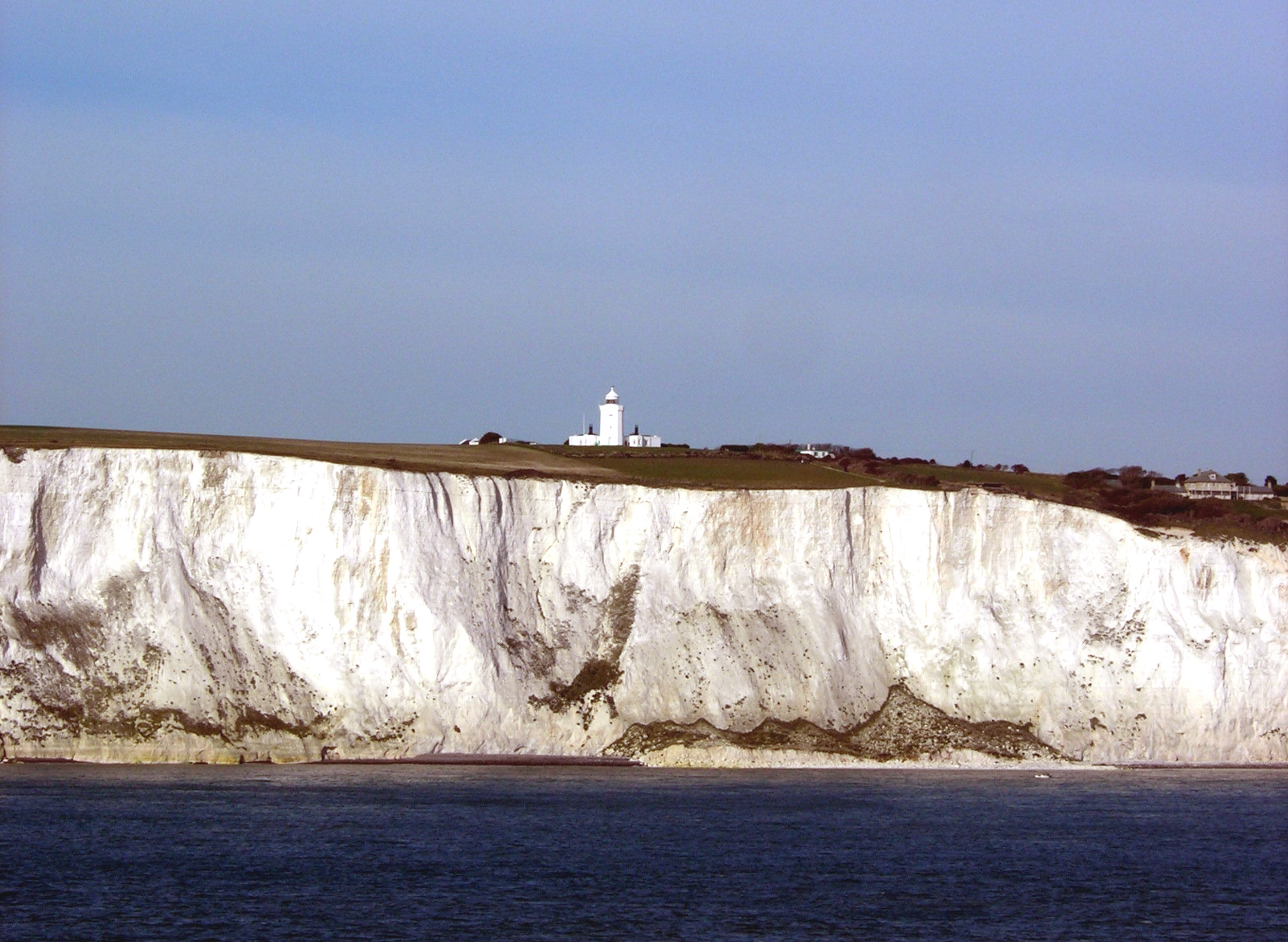
جروف دوفر البيضاء، ويعود اللون إلى الحجر الجيري.
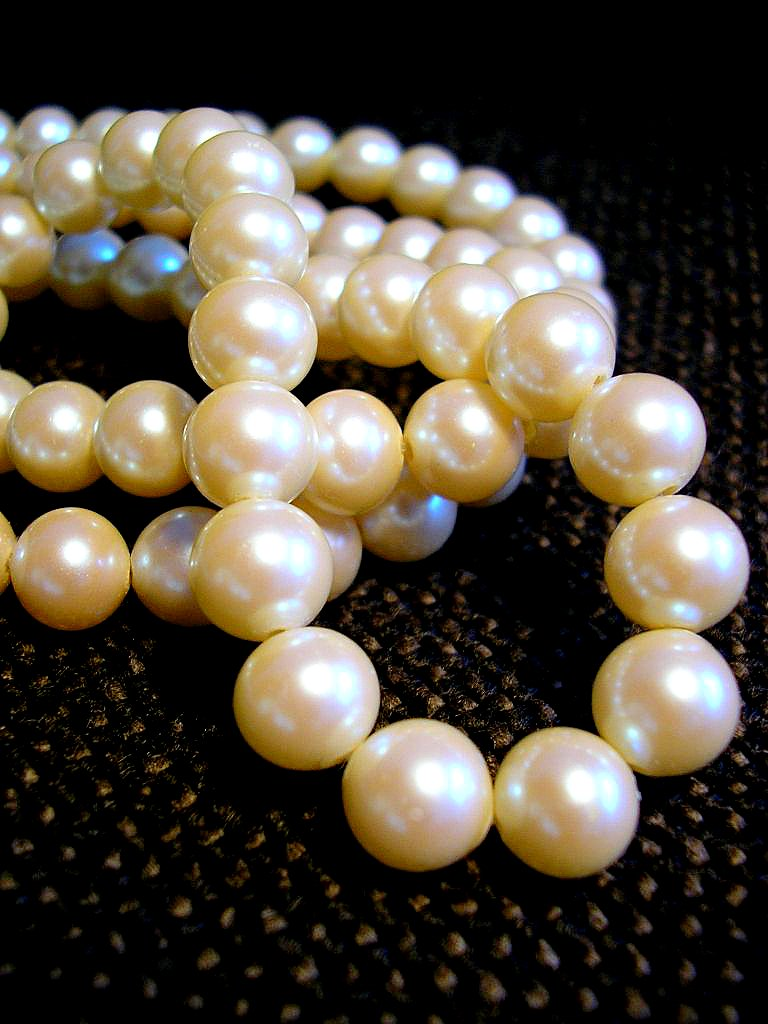
اللؤلؤ من المواد الطبيعية بيضاء اللون.
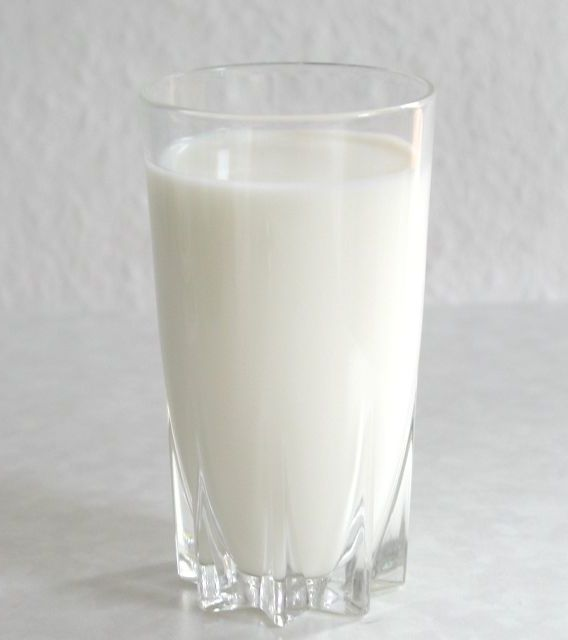
الحليب من المنتجات الطبيعية ذات اللون الأبيض.

### الجغرافيا
من البلدان التي تحوي في اسمها لفظ أبيض جمهورية روسيا البيضاء أو بيلاروس؛ كما توجد العديد من المناطق الجغرافية في الوطن العربي التي تدخل فيها كلمة أبيض أو بيضاء في تسميتها، كالمدن مثل مدينة الأبيض في السودان أو الدار البيضاء في المغرب، وكذلك تكثر تلك التسمية في القرى مثل تل أبيض أو عين البيضاء[ ؟ ]، كما تستخدم في أسماء أحياء المدن الكبرى، مثل حي الجسر الأبيض في مدينة دمشق.
يعد وصف الأبيض على المسطّحات المائية شائعاً مثل البحر الأبيض المتوسط، وهو من أكبر البحار شبه الداخلية، كما يطلق اسم النيل الأبيض على فرع نهر النيل قبل أن يلتقي بالنيل الأزرق في الخرطوم، كما أنّ النيل الأبيض اسم لولاية في ذلك البلد أيضاً. من تلك التسميات أيضاً البحر الأبيض في روسيا، وهو بحر داخلي في شمال الجزء الأوروبي من روسيا، بالإضافة إلى النهر الأبيض في إيران؛ وفي منطقة في ألمانيا يميّز بين نهري إلستر بتسمية إحداهما نهر إلستر الأبيض لتمييزه عن نهر إلستر الأسود.
كما يستخدم وصف الأبيض لتمييز الجبال والمناطق الموجودة فيها مثل الجبل الأبيض[ ؟ ] أو مون بلون. يوجد أيضاً وادي الأبيض، وهو ثاني أطول وديان العراق.

### علم الفلك
يطلق في علم الفلك على البقايا النجمية المتراصّة المؤلّفة بشكل شبه كامل من المواد المتحلّلة باسم القزم الأبيض. وهذه الأجرام السماوية ذات كثافة مرتفعة جدّاً، ولها ضياء خافت ناشئ عن الإشعاع الحراري للطاقة المختزنة. يكون الإشعاع في بدايته ذا درجة حرارة لونية مرتفعة ويستمرّ هذا الإصدار الحراري الإشعاعي حتى يخفت النجم ويتغيّر لونه عبر بلايين السنين، حيث يحمرّ أولاً ثم تنخفض درجة حرارته إلى مدى لا يترافق معه إصدار أي ضوء، ويصبح حينها قزم أسود معتم وبارد. ولكن على الرغم من ذلك، فبما أنّه لا يمكن للأقزام البيضاء أن تكون أقدم من عمر الكون (حوالي 13.8 بليون سنة)، فحتّى أقدم الأقزام البيضاء لا زال يشعّ حرارة بدرجات تبلغ بضعة آلاف من الكلفن، ولا وجود لأقزام سوداء بعد. أما الثقب الأبيض فله مفهوم معاكس للثقب الأسود، إذ أنّه المكان الذي تخرج منه المادّة إلى الكون.

## الثقافة والتقاليد

### الزيّ الوطني
يكتسي العديد من شعوب المناطق العربية الحلّة البيضاء، وخاصّة في منطقة الخليج العربي، إذ يعدّ الثوب الأبيض كنوع من الزيّ الوطني الذي يرتديه المواطنون في أغلب أحوالهم. كما يرتديه البدو أيضاً في حلّهم وترحالهم، إذ يرتبط اللون الأبيض لديهم بشكل خاص باللبن، والأبيض لون الشكر والامتنان والجاه والسعد والخصوبة.

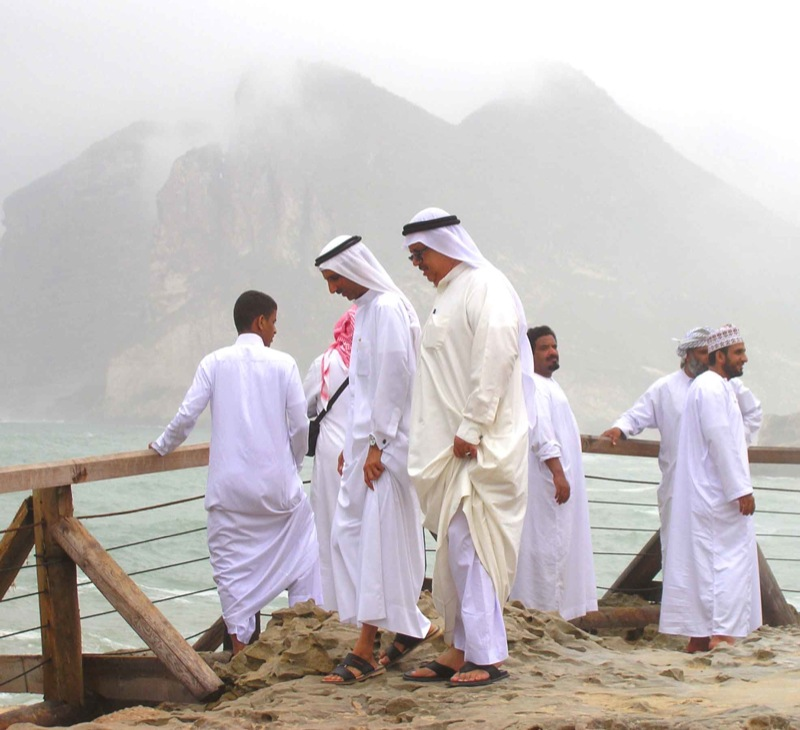
مواطنون خليجيون يرتدون الزي الوطني التقليدي الأبيض.
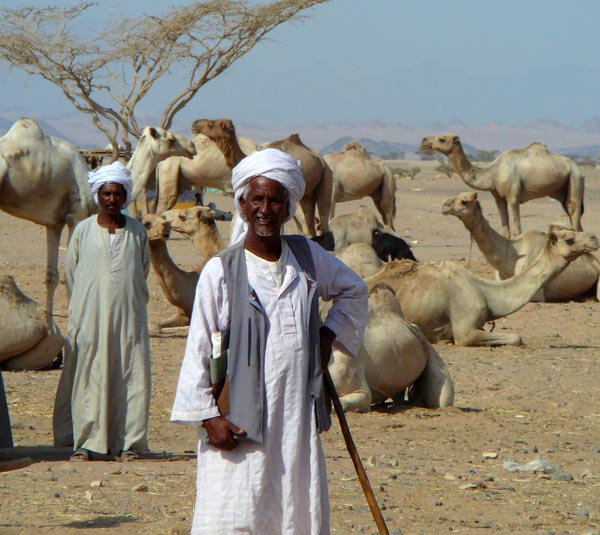
رجل بدوي في صحراء السودان في لباسه التقليدي الأبيض.

### ثوب الزفاف
بدأت مراسيم الزفاف في الفترة التي تلت العصور الوسطى في أوروبا تتخذ شكلا أكبر من ارتباط شخصين بل تعداه لارتباط عائلتي العروسين، أو ارتباط مهنتين أو حتى بلدين عن طريق هذا الزواج. خصوصا بين العوائل النبيلة والمجتمعات الراقية. لذلك أصبحت العروس ترتدي بدلة زفاف تعبر عن عائلتها لأنها لا تمثل نفسها فقط في الزفاف. وبداية اختيار اللون الأبيض يعود إلى أسكتلندا عندما تزوجت ماري ملكة اسكتلندا زوجها الأول فرانسوا الثاني ملك فرنسا في العام 1559، وارتدت بدلة بيضاء لأنه اللون المفضل لديها على رغم من أن اللون الأبيض كان يعتبر اللون الذي يلبس في المآتم عند الفرنسيين في ذلك الوقت. لكن تاريخيا تعتبر فيليبا الإنجليزية أول أميرة في التاريخ ترتدي البدلة البيضاء في زفاف ملكي وارتدت قلنسوة بيضاء أيضا من الحرير.
إلّا أنّ اللون الأبيض لم يصبح خيارا اجتماعيا لدى عامّة الشعب حتى العام 1840 بعد زواج الملكة فكتوريا من ألبيرت، حيث اختارت اللون الأبيض لكي تبين التطريزات التي تملكها وتم نشر لوحة وهي ترتدي فستان الزفاف. وكان لفستان زفاف الملكة فكتوريا الأبيض الأثر الكبير في انتشار هذه الموضة.

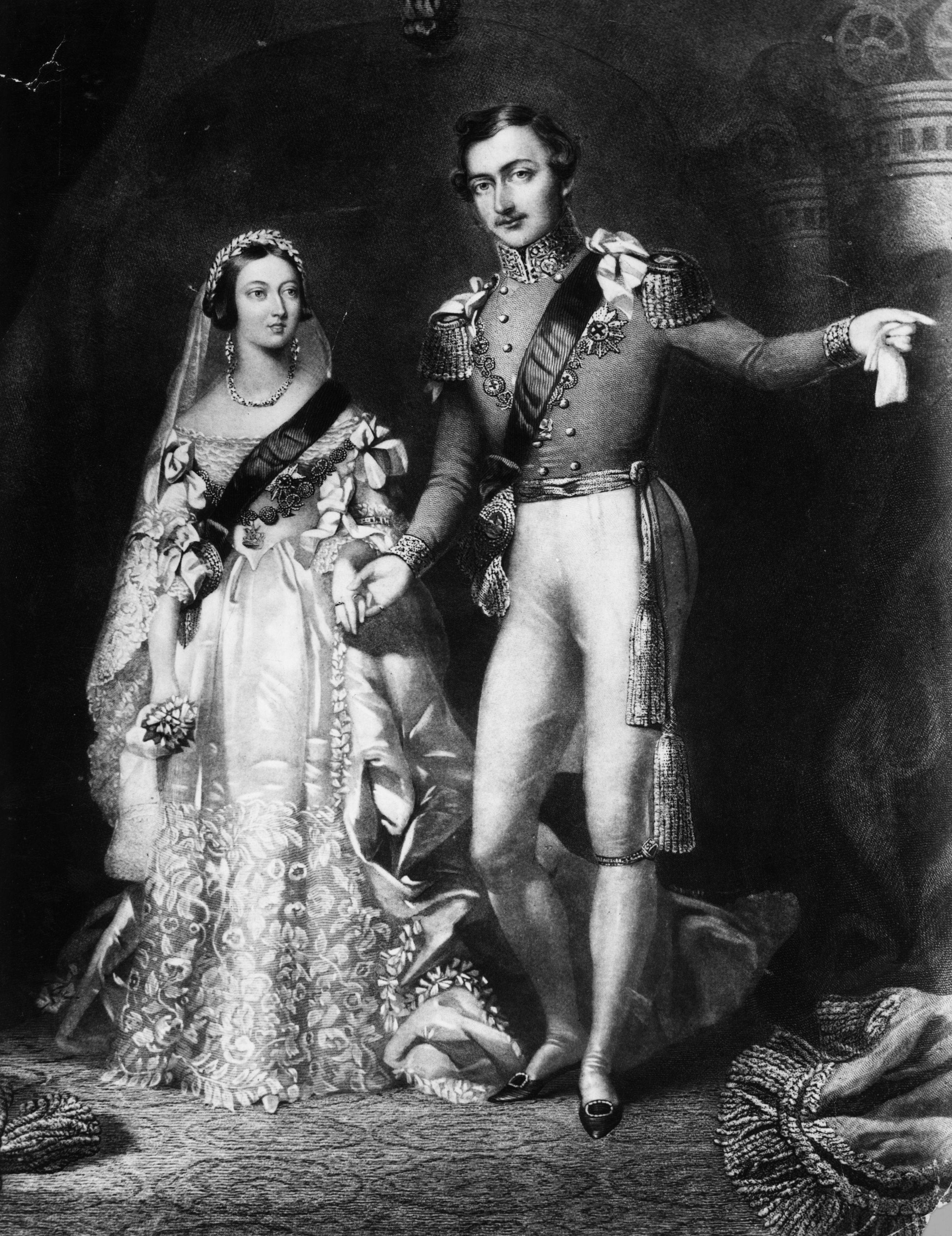
ثوب زفاف الملكة فكتوريا (1840).
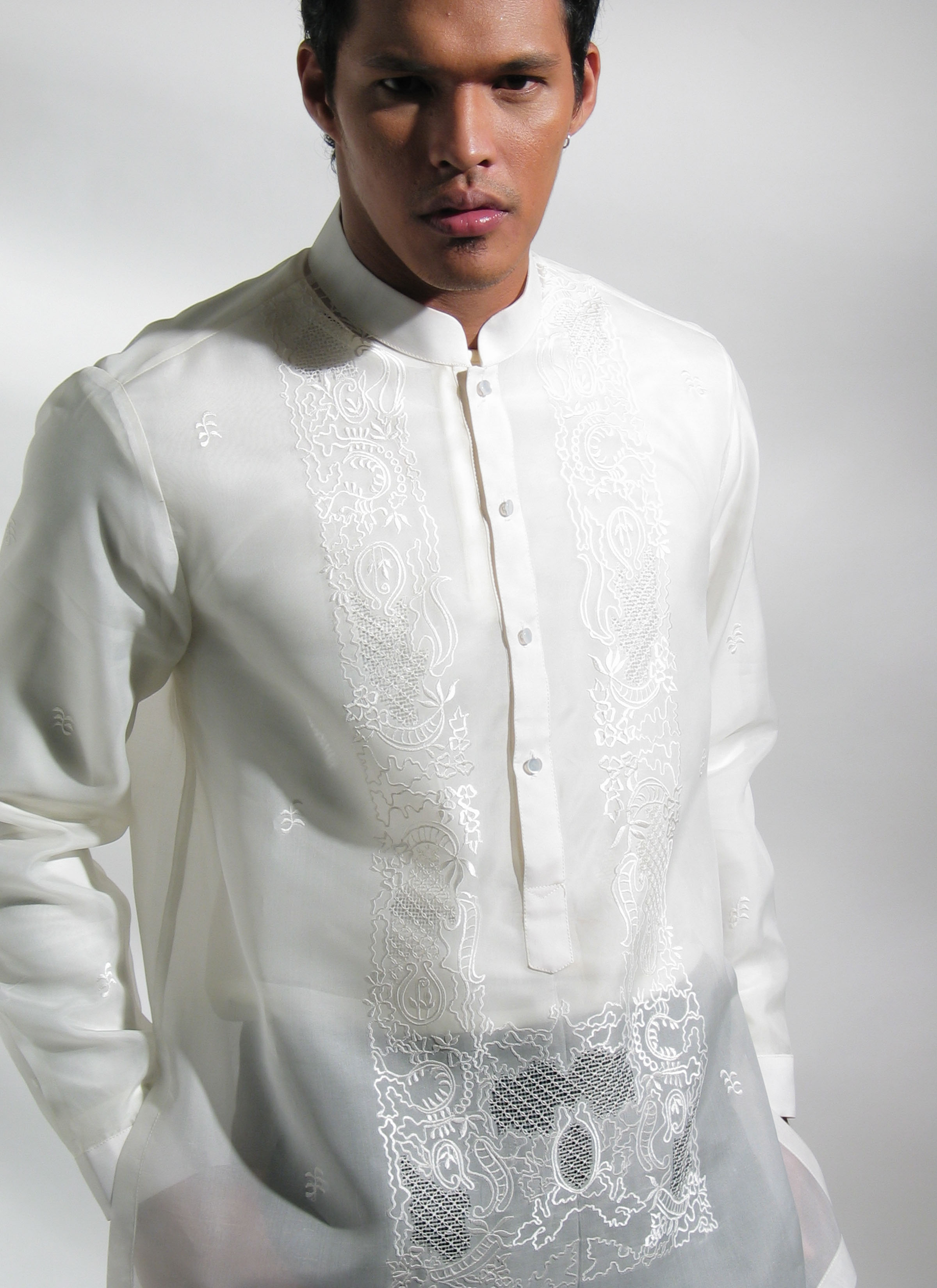
بارونغ تاغالوغ هو الزي الوطني في الفلبين، والشكل الأبيض منه يرتدى في الأعراس.
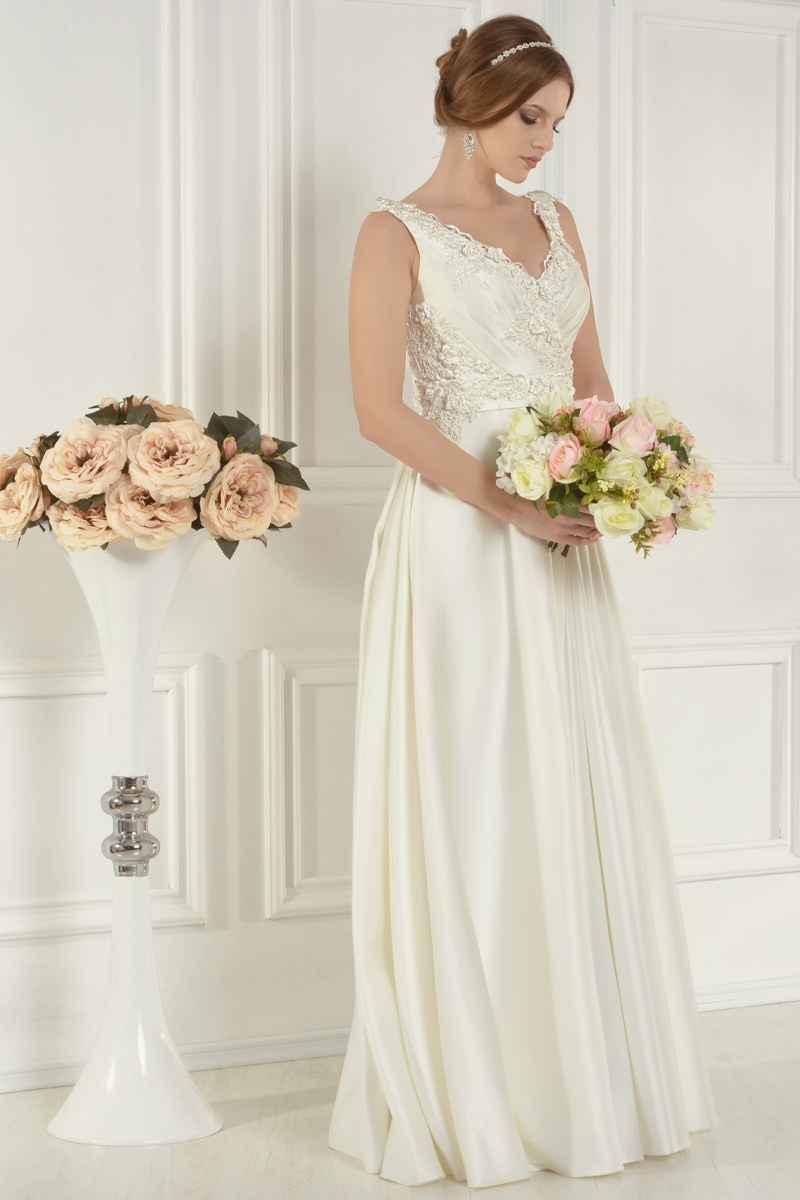
ثوب زفاف أبيض.
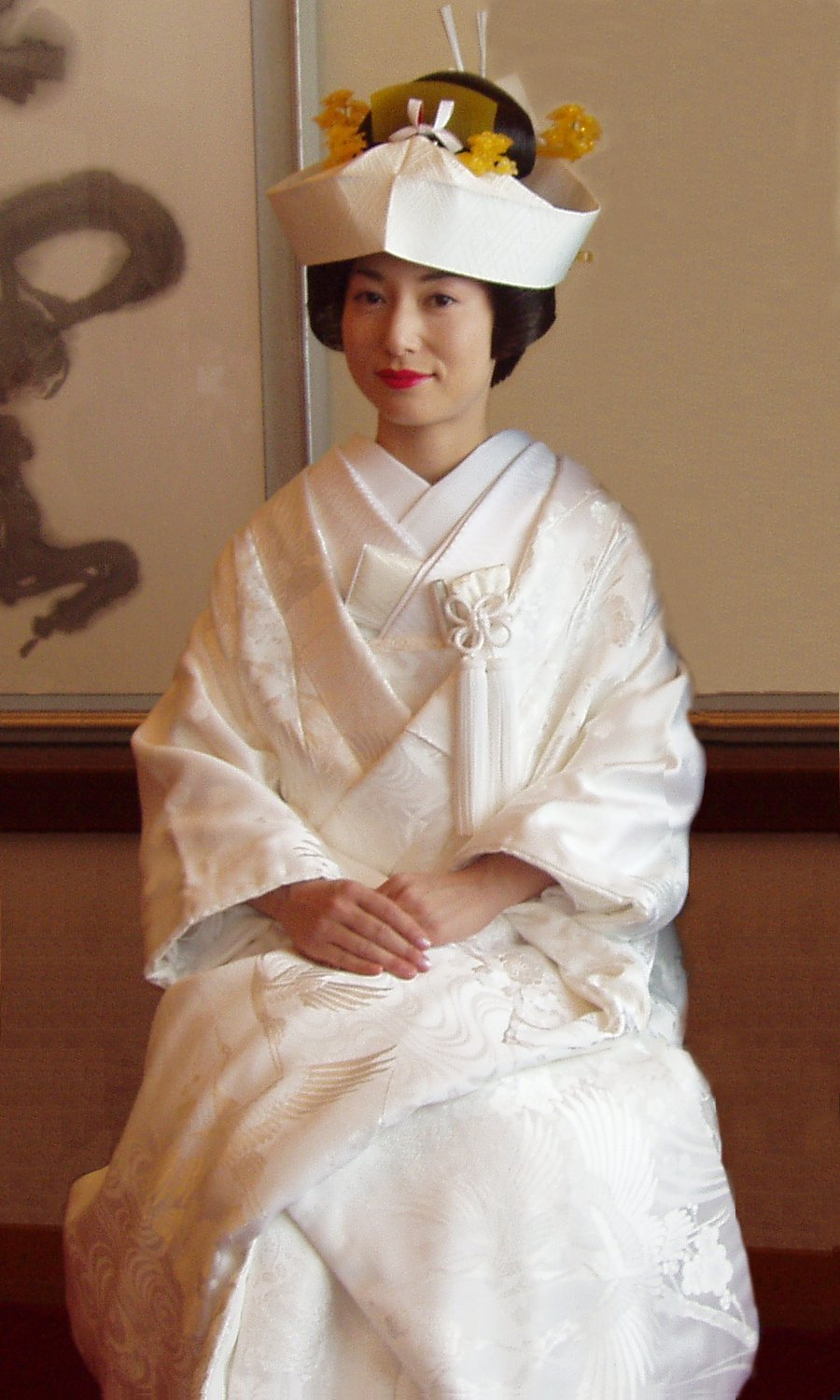
كيمونو زفاف أبيض.

في العلاقات الرومانسية يدلّ الورد الأبيض على مدى الصفاء والطهارة، كما أنه دليل النقاء، وهو لون الهدوء والسلام ويدلّ على الإخلاص والوفاء والنية الحسنة والصدق. وفي اليابان وكوريا وتايوان يعرف اليوم الذي يحتفل به بعد شهر من عيد الحب في يوم 14 مارس باسم اليوم الأبيض.

### الحزن والحداد
يعدّ اللون الأبيض، أو بشكل أدقّ اللون الأبيض الطبيعي للكتان غير المصبوغ، في الصين وكوريا وبعض الدول الآسيوية الأخرى، اللون الممثّل للحداد والجنائز. في بعض المناطق في الصين توضع أكياس صغيرة من الجير حول الجثّة بعدد السنوات التي عاشها المتوفّى لحمايته من الدنس في العالم الآخر، بالإضافة إلى الأزهار البيضاء. أمّا في اليابان فيوضع كيمونو أبيض مع المتوفّى في قبره ليرافقه في رحلته إلى العالم الآخر. كما تربط هدايا العزاء (كودن) بشريطين أبيض وأسود اللون وتغلّف بورق أبيض لحماية المحتويات من الدنس في العالم الآخر.

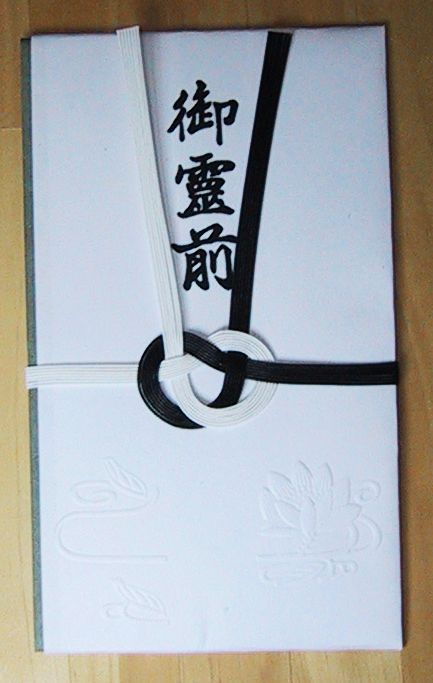
ظرف هدايا العزاء يغلّف تقليدياً في اليابان بشريطين أبيض وأسود.
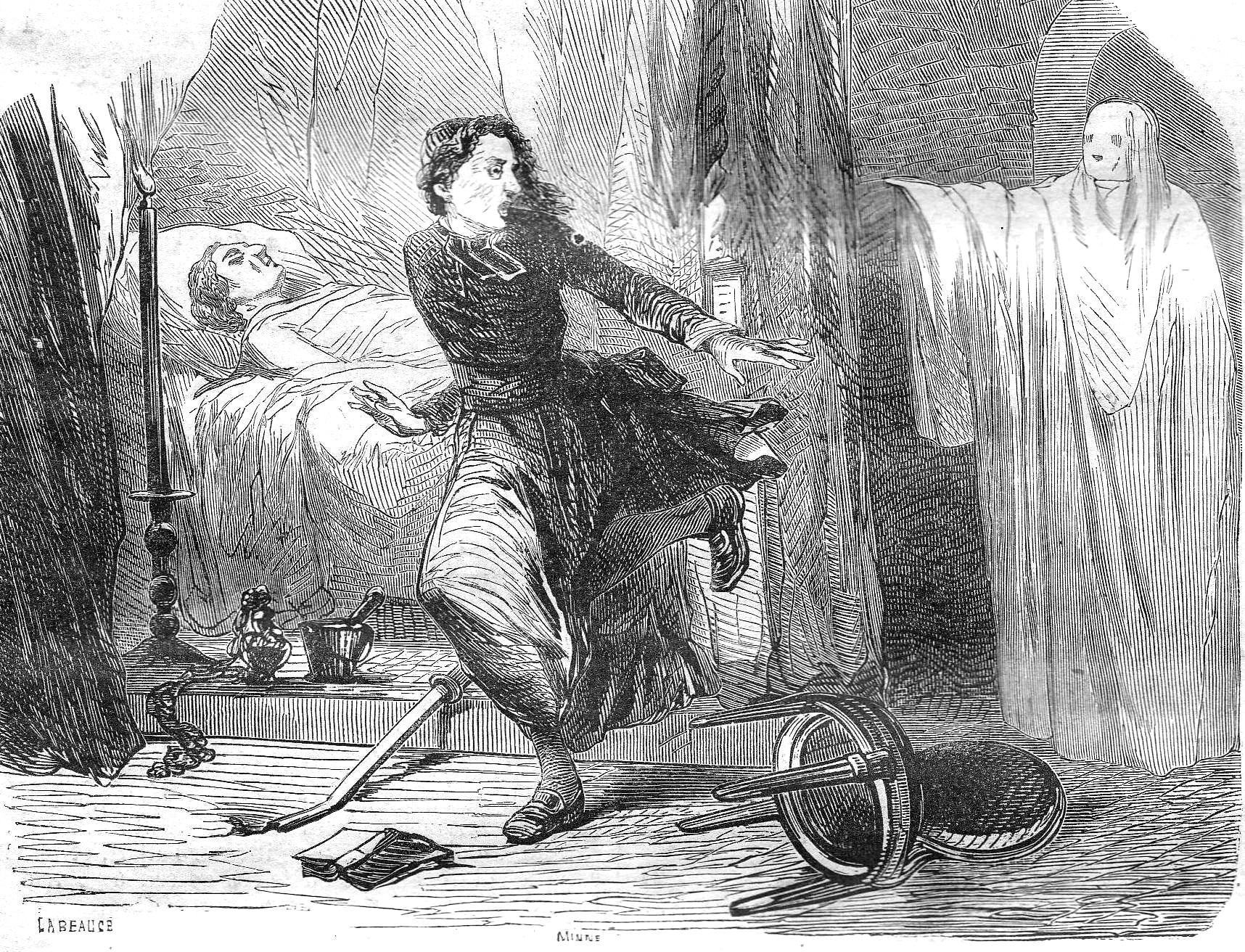
رسم تخيّلي للسيدة البيضاء، وهي شخصية يكثر ورودها في قصص الأشباح الأوروبية.

عادة ما يترافق اللون الأبيض كلون للأشباح والأطياف، ويعود ذلك إلى أنّ أغلب الأموات في كانت توارى الثرى في كفن أبيض، لذلك كان يعتقد أنّ الأرواح غير القادرة على الشعور بالطمأنينة ستبقى في الحياة الدنيا بأكفانها البيضاء. انتشر هذا الاعتقاد في الخرافات والقصص الشعبية، مثل قصة السيدة البيضاء، وهي شائعة الورود في قصص الخرافات الأوروبية.

### الرياضة والألعاب
يعدّ ارتداء الزيّ الأبيض إلزامياً في بعض أنواع الرياضات، وخاصّة الألعاب القتالية التقليدية التي تعود جذورها إلى الشرق الأقصى مثل الجوجوتسو والجودو والكاراتيه وغيرها. إذ يعدّ اللون الأبيض وفق بودو رمزاً للصفاء والخلوّ من الشوائب. وبالإضافة إلى الزيّ الرياضي الأبيض المستخدم في التدريب (كيكوغي)، تستخدم ألوان مختلفة للحزام لتمييز المراتب المختلفة في تلك الرياضات (كيو)، أخفضها الحزام الأبيض، حيث يعطى للمتدرّبين الجدد مباشرة. كما يستخدم الزيّ الأبيض الكامل في رياضات أخرى مثل المبارزة بالسيف.
يمثّل اللون الأبيض اللون المميّز لبعض الفرق المحلّية والمنتخبات الوطنية في بعض الألعاب الجماعية، كما هو الحال مثلاً في كرة القدم مع منتخب ألمانيا لكرة القدم ونادي ريال مدريد، حيث يطلق على الأخير الاسم الحركي "Los Blancos"، الذي يعني البِيض. أما في كرة المضرب فتشترط بطولة ويمبلدون حصراً من بين بقيّة البطولات على اللاعبين ارتداء الزيّ الأبيض الكامل.
يستخدم اللون الأبيض برفقة اللون الأسود في تمييز ألوان الحجارة في بعض ألعاب الألواح الاستراتيجية مثل لعبة طاولة الزهر وغو والشطرنج، حيث وفق القوانين يبدأ اللعب صاحب القطع البيضاء.

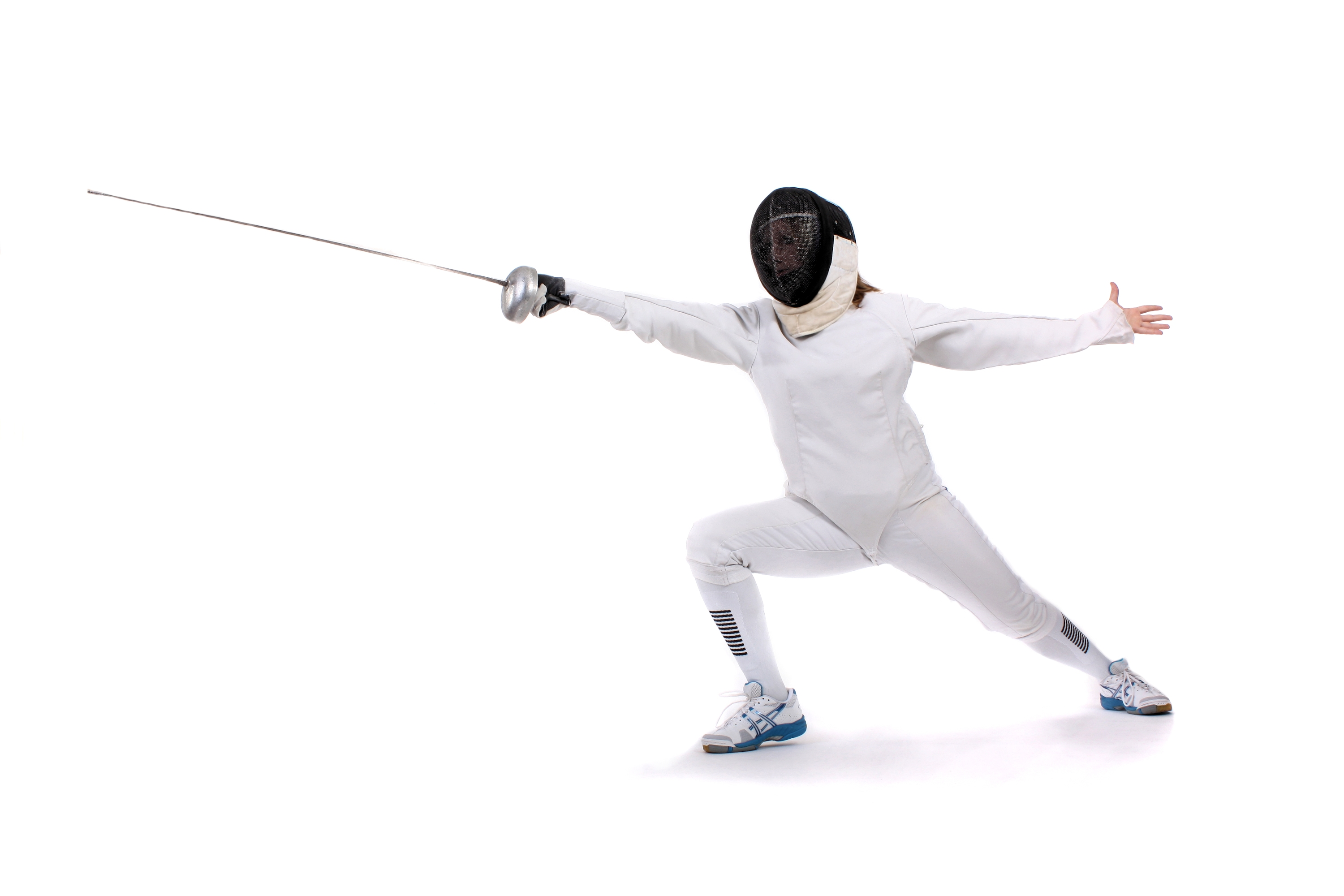
زيّ المبارزة بالسيف يجب أن يكون أبيض بالكامل.
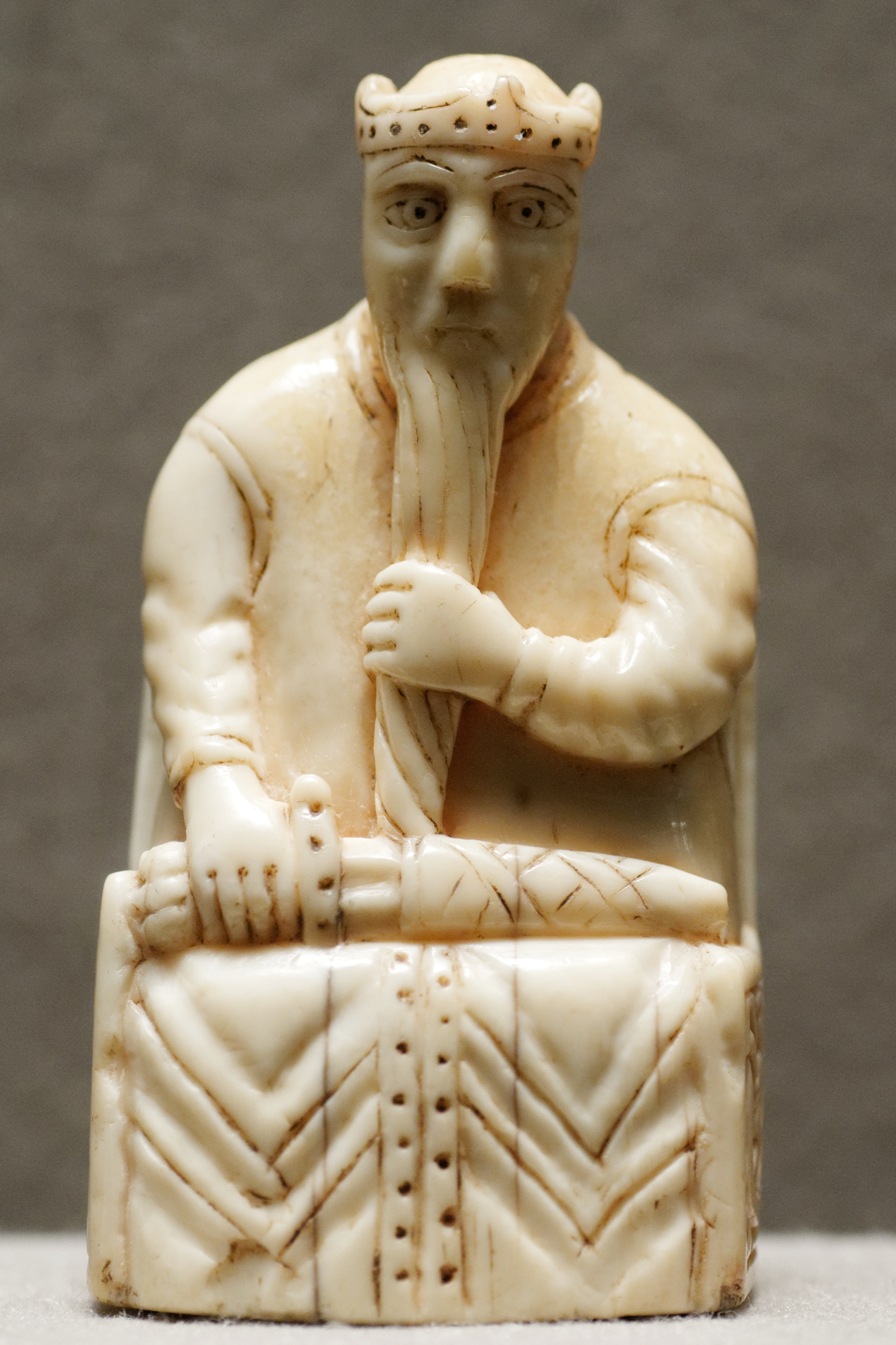
قطعة شاه شطرنج أبيض أثرية تعود إلى القرن الثاني عشر.
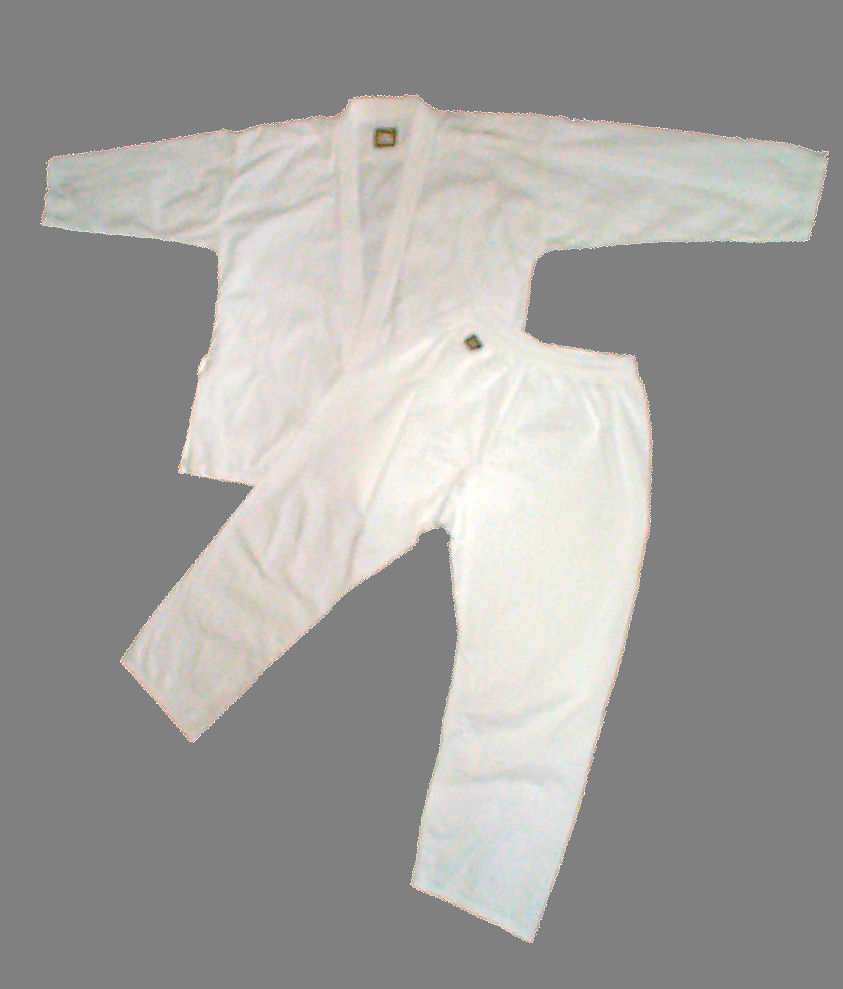
كيكوغي؛ الزيّ الأبيض التقليدي في أغلب الفنون القتالية الرياضية.
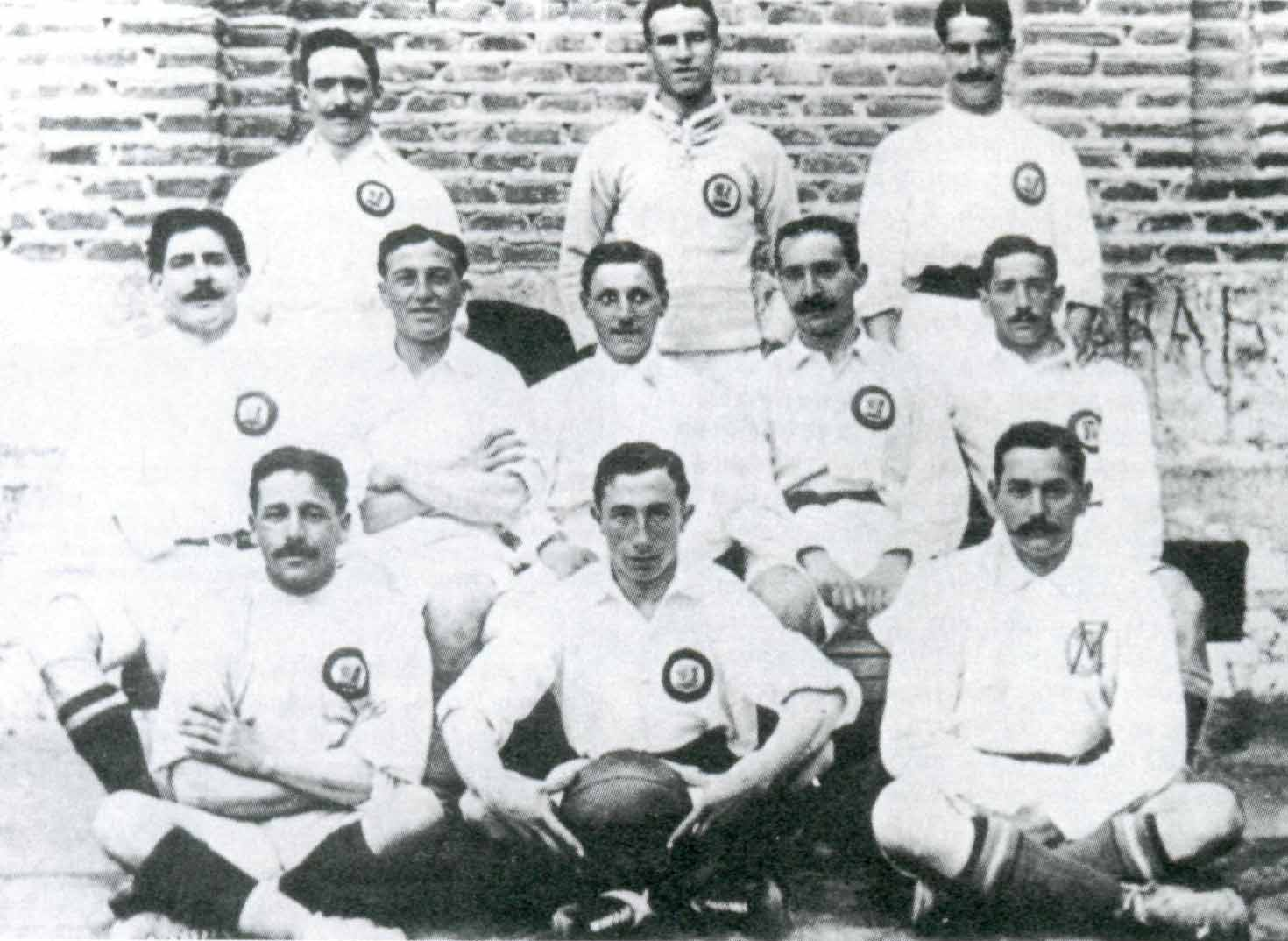
لاعبو فريق ريال مدريد في سنوات تأسيسه الأولى (1906).

### الطهي
يعدّ اللون الأبيض المفضّل للعاملين في مجال الطهي وصناعة الغذاء للدلالة على النظافة، كما يرتدي الزي الأبيض كذلك العاملون في المخابز وفي مجال صناعة الحلويات للغرض والدلالة نفسها؛ وكذلك فإنّ أغلب الأجهزة المنزلية المستخدمة في المطبخ مثل الثلاجة وغيرها يغلب عليها تقليدياً استخدام اللون الأبيض.
يستخدم وصف الأبيض في الغذائيات للتمييز حسب اللون وذلك للمأكولات مثل الجبنة البيضاء[ ؟ ] أو الشوكولاتة البيضاء، أو المشروبات مثل الشاي الأبيض أو النبيذ الأبيض، رغم أن الأخير ليس أبيض اللون بل له لون أصفر ذهبي.

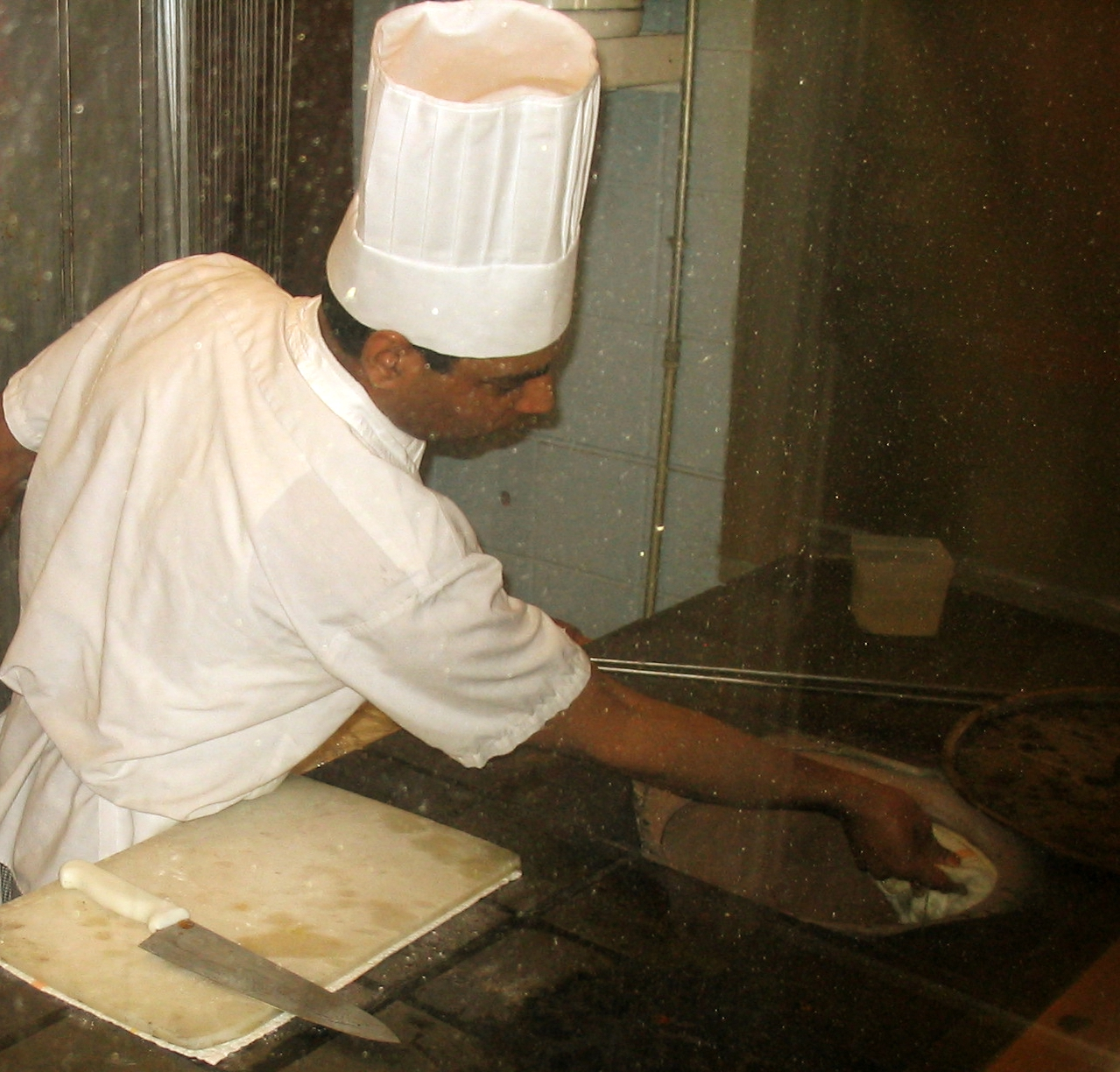
شيف يرتدي رداء أبيض اللون وهو يعمل بجوار تنّور.
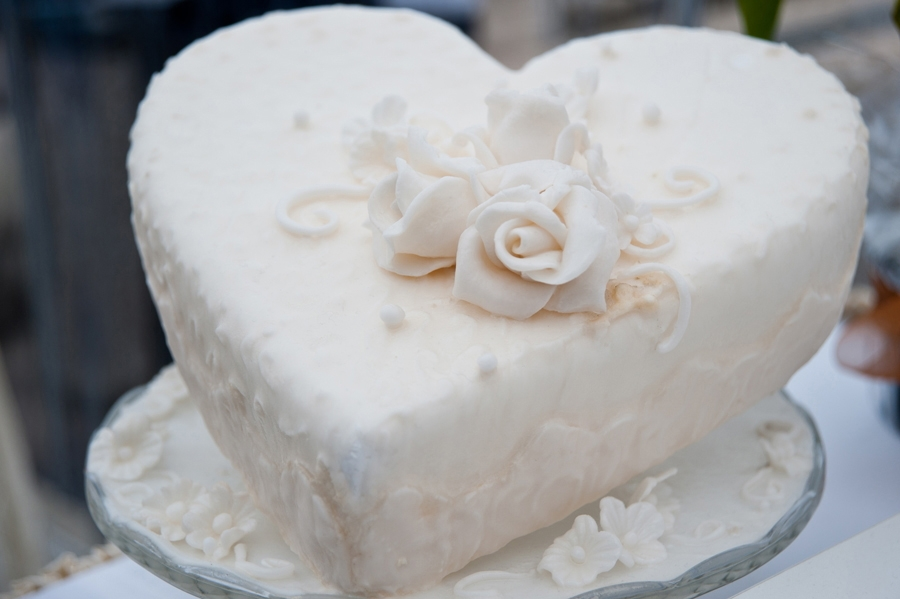
حلويات مصنوعة من الكريمة والشوكولاتة البيضاء.

### الرمزية
يرتبط اللون الأبيض عند الطاوية مع الذكورية، وذلك مع اليانغ في رمزية اليين واليانغ، حيث يبرز الرمز التباين بين الأبيض والأسود كطبيعتين متكاملتين في الكون. كما يرمز اللون الأبيض بشكل عام إلى النظافة والنقاء، فلذلك هو لون معطف الأطباء والممرضات والعلماء في مختبراتهم؛ من جهة أخرى يطلق في الدول الغربية على الموظّفين العاملين في الأمور التنفيذية المكتبية باسم عمال الياقات البيضاء، ويذكر أنّ إدغار هوفر كان قد أشار بشكل غير رسمي إلى موظّفي مكتب التحقيقات الفيدرالي بارتداء القمصان البيضاء تحت بدلاتهم لإظهار الصورة الصحيحة لموظّفي FBI.
يوحي اللون الأبيض بالطمأنينة والسكينة، وقد تم اختيار الحمامة البيضاء رمزاً عالمياً للسلام. في حين ترمز الريشة البيضاء، في بريطانيا بشكل خاصّ، إلى الجُبْن؛ ويذكر أنه في بداية الحرب العالمية الأولى كانت النساء في بريطانيا تُشجَّع على منح الريشة البيضاء للرجال الذين لم ينخرطوا في القوات المسلحة البريطانية.

رمز اليين واليانغ، حيث يدل اللون الأبيض إلى اليانغ.
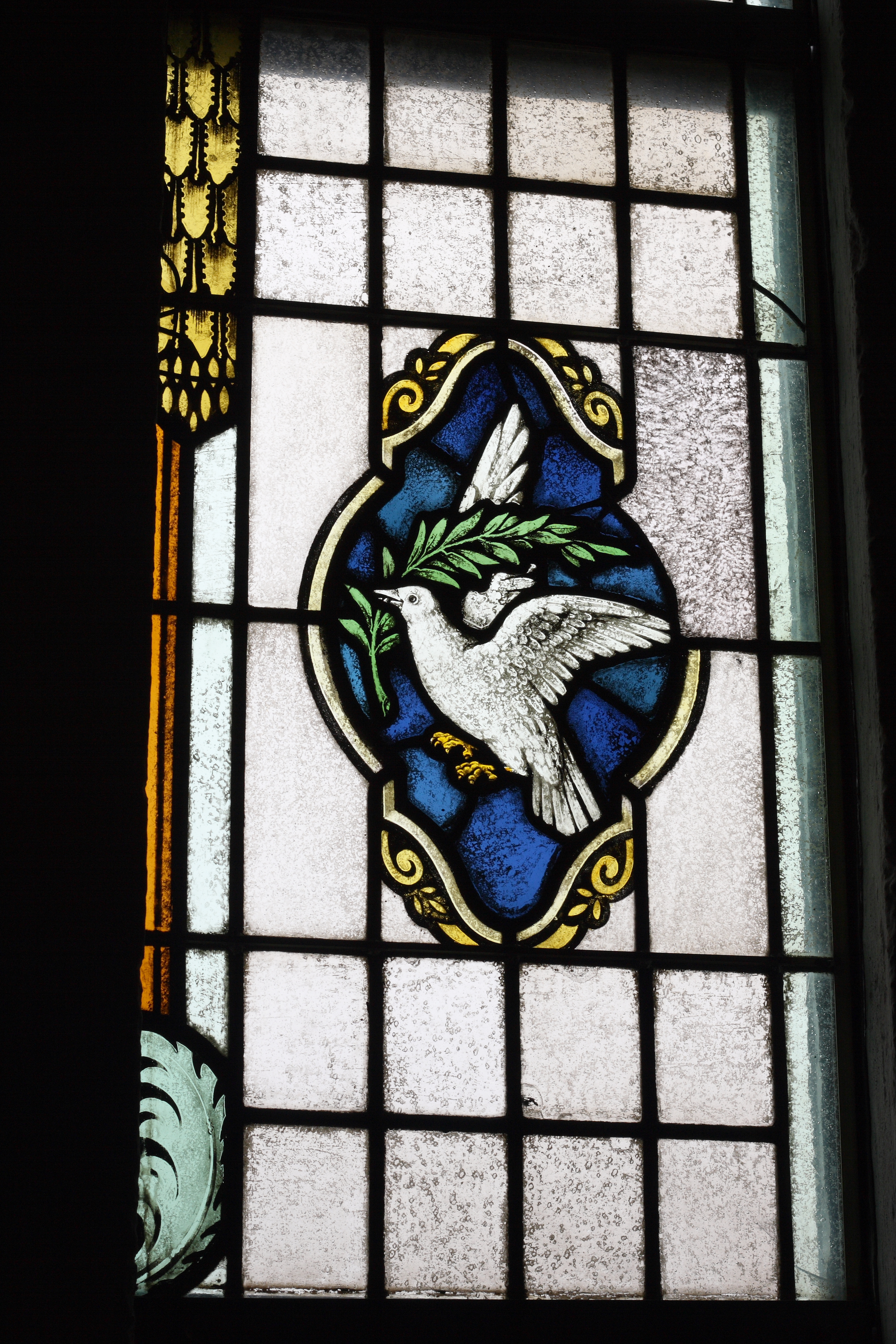
الحمامة البيضاء رمز عالمي للسلام
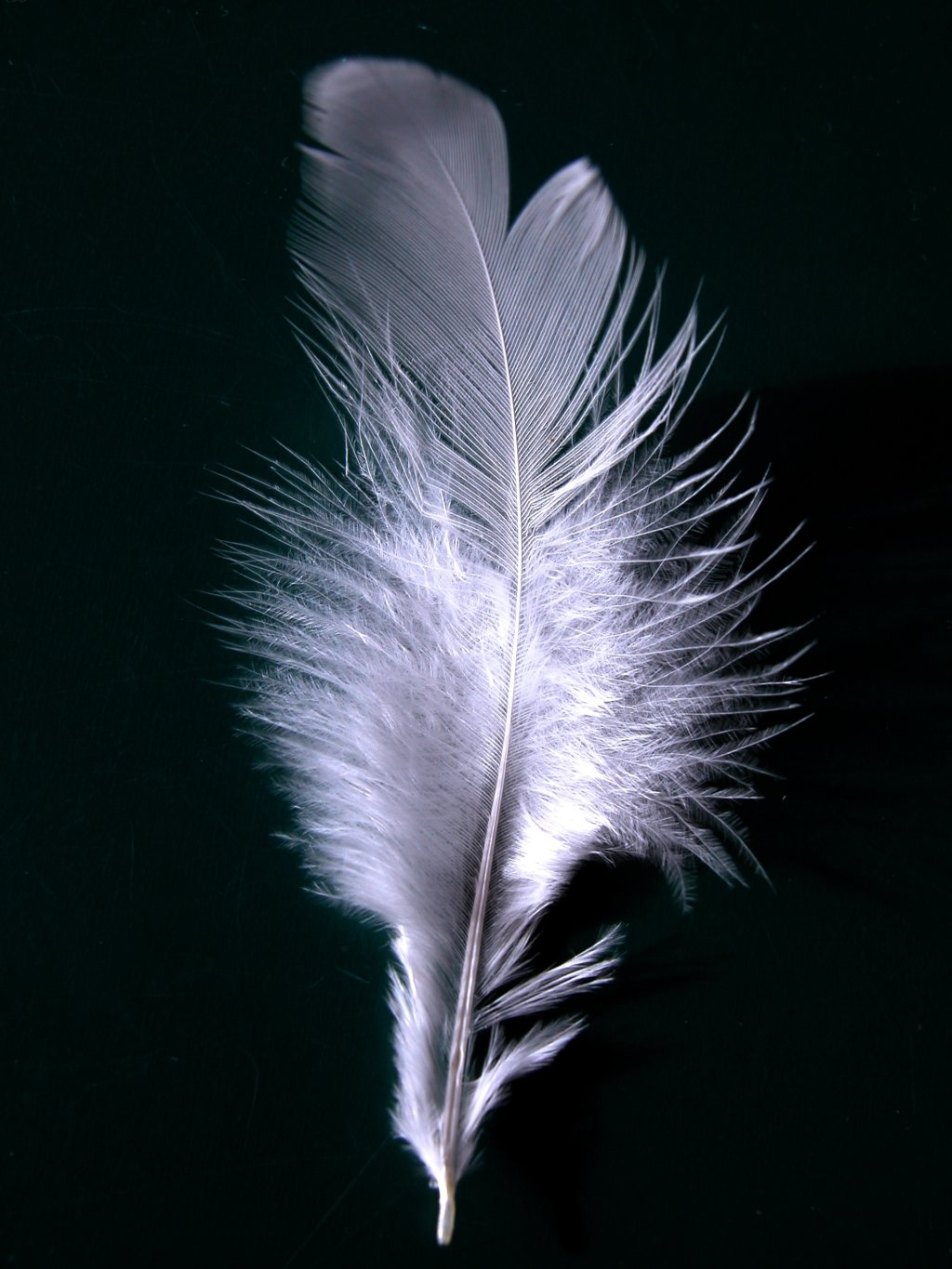
الريشة البيضاء؛ رمز للجبن في بريطانيا.

## اللغة والأدب
يعود أصل كلمة أبيض في اللغة العربية إلى الجذر (ب ي ض)، والمصدر منه بياض، والمؤنّث منه بيضاء والجمع منه بِيض، أما الفعل ابيضّ، والذي يشتقّ منه المصدر ابيضاض[ ؟ ] للدلالة على التلوّن باللون الأبيض.
عندما يكون في لون الشيء بياض وسواد يقال أنه أبلق، وعندما يخالط البياض سواد الشعر يقال أنه أشهب، والمؤنّث شهباء، ولذلك تسمّى مدينة حلب السورية بالشهباء لبياض حجارتها. ويقال وجه أغرّ، أي أبيض، ويقال كذلك للفرس[ ؟ ] الذي في جبهته بياض أنه فرس أغرّ. وهناك أيضاً الأمره، الأبيض ليس فيه شيء من السواد كالسحاب أو السراب، و الأمهق، الذي كان لون جلده وشعره وعينيه أبيض ناصع البياض بغير حُمْرة. ومن مرادفات الأبيض أيضاً الساطع والناصع والوضّاح.
كما شاع ذكر الأبيض ومشتقّاته في الشعر العربي، فهو يستخدم للمديح وللدلالة على الصفاء والنقاء وفي شعر الحماسة؛ ومنه قول صفي الدين الحلي في أبياته المشهورة:

### الاصطلاحات والتعابير
هناك عدد من التعابير الاصطلاحية التي يرد فيها ذكر كلمة أبيض أو مشتقّاتها، بالإضافة إلى عدد من الأمثال الشعبية في المنطقة العربية. أمّا بالفصحى فيقال أنّه صاحب وجه أبيض بين الناس إذا كان حسن السمعة، كما يقال عن الشخص الطيّب أنه ذو قلب أبيض، أمّا صاحب الإحسان فيوصف بأنّه ذا أيادٍ بيضاء. في حين يقال كذبة بيضاء عند وصف كذبة بريئة قيلت بشكل أدبي.
- يشير مصطلح السلاح الأبيض إلى استخدام الأسلحة الحادّة من غير الأسلحة النارية في القتال، إذ أنّ الأبيض من أسماء السيف، وعندما يستخدم لفظ البِيض فإنّه يدل على السيوف.[ْ 14]

يقول عنترة بن شداد:
- عندما يمتلك أحد ما غرضاً لا يمكنه التخلص منه بسبب التكلفة المرتفعة، ولا سيّما صيانته، توصف الحالة عندها بأنها فيل أبيض، وهذا المصطلح مستمدّ من قصّة ملوك سيام الذين كانوا معتادين على إهداء رجال الحاشية الملكية المكروهين فيلًا أبيض من أجل تدميرهم بسبب التكلفة العالية للعناية به.

### الأسماء
في الثقافة الأوروبية يوجد العديد من الأسماء، خاصّة أسماء الإناث، المشتقّة من الأبيض؛ منها ألبا Alba (لاتينية)، و بلاندين Blandine (فرنسية)، و بيانكا Bianca (إيطالية)، و جينيفر Jennifer (كلتية) و فيونا Fiona (أيرلندية)، وغيرها.

### الروايات
من الروايات المعروفة شعبياً المرتبطة باللون الأبيض أسطورة بياض الثلج، وهي قصّة أوربية ألمانية الأصل، جمعها الأخوان غريم، ممّا أدّى إلى انتشارها، ثم أنتجت سينمائياً. كما توجد هناك رواية ذات الرداء الأبيض للكاتب الإنجليزي ويلكي كولينز، وكتبت في 1859، وتعتبر من بين أولى الروايات البوليسية. ومن الروايات أيضاً رواية الناب الأبيض للكاتب الأمريكي جاك لندن، التي نشرها سنة 1906، وكذلك رواية الطاعون الأبيض للكاتب الأمريكي أيضاً فرانك هربرت، التي نشرها سنة 1983.
تعدّ شخصية الأرنب الأبيض إحدى الشخصيات الأساسية في رواية أليس في بلاد العجائب؛ كما تعدّ كذلك شخصية جاديس، التي تعرف بالاسم الشائع «الساحرة البيضاء»، شخصية الغريم الأساسية في روايات سي. إس. لويس الخيالية الفانتازية، مثل ابن أخت الساحر والأسد والساحرة وخزانة الملابس وسجلات نارنيا.

### باللغة العربية
1. ↑  اللون الأبيض في القرآن الكريم، على موقع إسلاميات نسخة محفوظة 29 يوليو 2017 على موقع واي باك مشين.
2. ↑  صحيح البخاري، (كتاب الصوم)، باب قول الله تعالى وكلوا واشربوا حتى يتبين لكم الخيط الأبيض من الخيط الأسود من الفجر، رقم: (1817)
3. ↑  أفضلية اللون الأبيض، على موقع مركز الفتوى نسخة محفوظة 29 يوليو 2017 على موقع واي باك مشين.
4. ↑  الثياب الكهنوتية ودلالتها، كتب بواسطة: بولس يازجي على موقع أرثوذوكس أونلاين نسخة محفوظة 29 يوليو 2017 على موقع واي باك مشين.
5. ↑  الملابس الطقسية الكهنوتية، على موقع كنيسة الإسكندرية للأقباط الكاثوليك نسخة محفوظة 16 يناير 2018 على موقع واي باك مشين.
6. ↑  الملابس الكهنوتية (ملابس الكاهن)، مقدمة في علم اللاهوت الطقسي - القمص إشعياء عبد السيد فرج، على موقع الأنبا تكلاهيمانوت القبطي الأرثوذكسي نسخة محفوظة 13 يوليو 2017 على موقع واي باك مشين.
7. ↑  لماذا ترتدي الإيرانيات اللون الأبيض أيام الأربعاء؟ على موقع بي بي سي عربي نسخة محفوظة 21 يوليو 2017 على موقع واي باك مشين.
8. ↑  ما هو سبب اختيار اللون الأبيض لطائرات الركاب؟؛ على موقع شبكة أبو نواف نسخة محفوظة 26 يوليو 2017 على موقع واي باك مشين.
9. ↑  دراسة: اللون الأبيض لأسطح المنازل قد يحد من الاحتباس الحراري، على موقع RT عربي نسخة محفوظة 29 يوليو 2017 على موقع واي باك مشين.
10. ↑  لسان العرب على موقع الباحث العربي نسخة محفوظة 16 ديسمبر 2019 على موقع واي باك مشين.
11. ↑  تعريف و معنى الأبيض في معجم المعاني الجامع نسخة محفوظة 31 يوليو 2017 على موقع واي باك مشين.
12. ↑  علم اللغة المعاصر: نظرية وتطبيقا، تأليف: توفيق البزاز، ص. 136 نسخة محفوظة 12 أكتوبر 2015 على موقع واي باك مشين.
13. ↑  دلالات اللون الأبيض، بقلم محمد السموري، على موقع ديوان العرب نسخة محفوظة 05 أغسطس 2017 على موقع واي باك مشين.
14. ↑  دراسات في شعر الخطاب السياسي الأندلسي عصر المرابطين والموحدين وبني الأحمر، تأليف محمود شاكر الجنابي، ص 151 نسخة محفوظة 12 أكتوبر 2015 على موقع واي باك مشين.

### بلغات أجنبية
1. ↑  "Definition of achromatic". Oxford English Dictionary. مؤرشف من الأصل في 2016-06-14. اطلع عليه بتاريخ 2016-04-12.
2. ↑  Eva Heller (2000), Psychologie de la couleur – effets ets symboliques, pp. 130–46
3. ↑  Eva Heller (2000), Psychologie de la couleur – effets ets symboliques, p. 137
4. ↑  Michel Pastoureau (2005), Le petit livre des couleurs, p. 47
5. ↑  "Pigments through the Ages – Prehistory". مؤرشف من الأصل في 2018-10-03. اطلع عليه بتاريخ 2016-12-30.
6. 1 2  Anne Varichon (2000), Couleurs – pigments et teintures dans les mains des peuples, p. 16 .
7. ↑  John Gage (1993) Color and Culture, p. 29.
8. ↑  Stefano Zuffi (2012), Color in Art, pp. 224–25).
9. ↑  Stefano Zuffi (2012), Color in Art, pp. 226–27.
10. ↑  Stefano Zuffi, Color in Art, pp. 232–33.
11. ↑  John Gage, (1993), Color and Culture, pp. 117–19.
12. ↑  Chronique des métropoles:Paris, p. 83, publ. Dargaud 2003
13. ↑  Michel Pastoureau (2005), Le petit livre des couleurs, pp. 50–51.
14. ↑  Stefano Zuffi (2012), Color in Art, p. 260.
15. ↑  John Gage (1993), Couleur et Culture, pp. 11–29.
16. ↑  Stefano Zuffi, Color in Art (2012), p. 244.
17. ↑  Le Corbusier. Toward an Architecture. Translated by John Goodman. Los Angeles: Getty Research Institute, 2007
18. ↑  Eva Heller (2000). Psychologie de la couleur, effets et symboliques, p. 132.
19. ↑  Whalen, William J. The Latter Day Saints in the Modern Day World 1962
20. ↑  David and Michigo Young (2005), The Art of the Japanese Garden, p. 64
21. ↑  Prophet, Elizabeth Clare The Great White Brotherhood in the Culture, History and Religion of America Summit University Press, 1975
22. ↑  "Flag Code of India" (PDF). Ministry of Home Affairs (India). مؤرشف من الأصل (PDF) في 2013-01-21. اطلع عليه بتاريخ 2014-03-22.
23. ↑  , Taoiseach.gov.ie, 2007. Retrieved on 22 March 2014. نسخة محفوظة 17 ديسمبر 2017 على موقع واي باك مشين.
24. ↑  Stefano Zuffi (2012), Color in Art, p. 256.
25. ↑  "The White Population: 2000" (PDF). United States Census Bureau. أغسطس 2001. مؤرشف (PDF) من الأصل في 2019-03-31. اطلع عليه بتاريخ 2011-03-10.
26. ↑  Wyszecki & Stiles. Color Science (ط. Second). ص. 506.
27. ↑  "17-1427 white, adapted". International Commission on Illumination (CIE). 2014. مؤرشف من الأصل في 2018-07-17. اطلع عليه بتاريخ 2015-04-04.
28. ↑  "Pigments through the Ages – Overview – Lime white". مؤرشف من الأصل في 2018-08-02. اطلع عليه بتاريخ 2016-12-30.
29. ↑  Inorganic Chemistry,Egon Wiberg, Arnold Frederick Holleman Elsevier 2001 ISBN 0-12-352651-5
30. ↑  Philip Ball (2000), Bright Earth, Art and the Invention of Colour, p. 99.
31. ↑  "Pigments through the Ages – Overview – Titanium white". مؤرشف من الأصل في 2018-10-14. اطلع عليه بتاريخ 2016-12-30.
32. ↑  Eva Heller (2000), Psychologie de la couleur, effets et symboliques, p. 144
33. ↑  "Bleaching". Encyclopædia Britannicah (ط. 9th Edition (1875) and 10th Edition (1902)). مؤرشف من الأصل في 2019-07-13. اطلع عليه بتاريخ 2012-05-02.
34. ↑  Field, Simon Q (2006). "Ingredients – Bleach". Science Toys. مؤرشف من الأصل في 2018-09-24. اطلع عليه بتاريخ 2006-03-02.
35. ↑  Bloomfield, Louis A (2006). "Sunlight". How Things Work. مؤرشف من الأصل في 2018-07-17. اطلع عليه بتاريخ 2012-02-23.
36. ↑  Friedman W. R. (يونيو 2006). "Environmental Adaptations of the Beluga Whale (Delphinapterus leucas)" (PDF). Cognitive Science. ج. 143. مؤرشف من الأصل (PDF) في 2016-06-11.
37. ↑  "Why Snow is White (Even Though Water is Clear)". مؤرشف من الأصل في 2016-10-17. اطلع عليه بتاريخ 2016-12-30.
38. ↑  Survey، U.S. Geological. "USGS Glacier Studies". مؤرشف من الأصل في 2015-02-19. اطلع عليه بتاريخ 2016-12-30.
39. ↑  "Why Are Clouds White?". مؤرشف من الأصل في 2014-09-06. اطلع عليه بتاريخ 2016-12-30.
40. ↑  "Science of summer – where does beach sand come from?" Livescience.com نسخة محفوظة 27 مايو 2017 على موقع واي باك مشين.
41. ↑  
Richmond، M. "Late stages of evolution for low-mass stars". Lecture notes, Physics 230. Rochester Institute of Technology. مؤرشف من الأصل في 2018-10-03. اطلع عليه بتاريخ 2007-05-03.
42. ↑  "Cosmic Detectives". The European Space Agency (ESA). 2 أبريل 2013. مؤرشف من الأصل في 2018-09-26. اطلع عليه بتاريخ 2013-04-26.
43. ↑  Anne Varichon, (2000), Couleurs – pigments et teintures dans les mains des peuples, pp. 16–35.
44. ↑  "Mary, Queen of Scots' first wedding day". مؤرشف من الأصل في 2017-01-22. اطلع عليه بتاريخ 2014-11-21.
45. ↑  "Elizabeth I Facts". مؤرشف من الأصل في 24 يوليو 2018. اطلع عليه بتاريخ 21 November 2014.. {{استشهاد ويب}}: تحقق من التاريخ في: |تاريخ الوصول= (مساعدة)
46. ↑  "Wedding white doesn't mean what you think it means". IBS. مؤرشف من الأصل في 2018-01-01. اطلع عليه بتاريخ 2014-11-21.
47. ↑  The History of Matrimony نسخة محفوظة 26 أبريل 2017 على موقع واي باك مشين. [وصلة مكسورة]
48. ↑  Eva Heller (2000), Psychologie de la couleur – effets et symboliques, pp. 144–48
49. ↑  Heller, Eva, Psychologie de la couleur, effets et symboliques, Pyramyd. pp. 136–37
50. ↑  Henry Dreyfuss. Symbol Sourcebook: An Authoritative Guide to International Graphic Symbols. مؤرشف من الأصل في 2019-12-08.
51. ↑  Anne Varichon, (2000), Couleurs – pigments et teintures dans les mains des peuples, p. 33.
52. ↑  "Japanese Funeral". مؤرشف من الأصل في 2018-10-14. اطلع عليه بتاريخ 2016-12-30.
53. ↑  "Japanese Funeral Customs". مؤرشف من الأصل في 2018-07-29. اطلع عليه بتاريخ 2016-12-30.
54. ↑  Eva Heller (2000), Psychologie de la Couleur – effets et symboliques, p. 84.
55. ↑  Lydon, Christopher, "J. Edgar Hoover Made the FBI Formidable With Politics, Publicity and Results," New York Times obituary, May 3, 1972
56. ↑  "White Feather". Etymonline.com. مؤرشف من الأصل في 2017-07-03. اطلع عليه بتاريخ 2012-06-06.
57. ↑  Guardian review of We Will Not Fight...: The Untold Story of World War One's Conscientious Objectors by Will Ellsworth-Jones نسخة محفوظة 22 يناير 2018 على موقع واي باك مشين.
58. ↑  Eva Heller (2000), Psychologie de la Couleur – effets et symboliques, p. 133.